# Арсеньев, Владимир Клавдиевич
Влади́мир Кла́вдиевич Арсе́ньев (29 августа [10 сентября] 1872, Санкт-Петербург, Российская империя — 4 сентября 1930, Владивосток, РСФСР, СССР) — русский путешественник, географ, этнограф, писатель, исследователь Дальнего Востока, военный востоковед. Руководитель ряда экспедиций по исследованию горных районов Уссурийского края (Сихотэ-Алинские экспедиции 1906, 1907, 1908—1910 гг.), которые до Арсеньева являлись «белыми пятнами» на картах современного Приморья и юга Хабаровского края. Директор Хабаровского краеведческого музея имени Н. И. Гродекова в 1910—1919 и 1924—1925 годах. Офицер Русской императорской армии: за 26 лет военной службы прошёл путь от вольноопределяющегося и подпрапорщика до подполковника. Состоя на службе офицером для особых поручений при приамурском генерал-губернаторе Н. Л. Гондатти, в 1911—1915 годах разработал и лично возглавил ряд секретных экспедиций по борьбе с хунхузами (китайскими бандитами), нелегальными иммигрантами и лесными браконьерами. При Временном правительстве Арсеньев — комиссар по делам туземных народностей Приамурского края. Именем Арсеньева названы улицы во многих городах бывшего СССР, город в Приморском крае, а также краеведческий музей во Владивостоке и прочие объекты.
Владимир Арсеньев — действительный член Общества изучения Амурского края, Императорского Русского Географического Общества, Вашингтонского Национального географического общества и множества других научных организаций.
Как писатель Арсеньев широко известен своими приключенческими книгами «По Уссурийскому краю» и «Дерсу Узала», рассказывающими о его экспедициях по Уссурийской тайге вместе со своим другом и проводником, гольдом (нанайцем) Дерсу Узала. Эти книги ещё при жизни автора стали популярны в России и за рубежом, а впоследствии легли в основу художественных фильмов. Среди других литературных произведений Арсеньева — повести «Сквозь тайгу» и «В горах Сихотэ-Алиня».
Несмотря на то, что Владимир Арсеньев никогда не учился в университете и закончил только двухгодичное юнкерское училище, посредством самообразования ему удалось стать компетентным и разносторонним исследователем. Сфера его научных интересов была разнообразна и обширна: он занимался географией и этнографией, картографией, статистикой, археологией, геологией, гидрологией и метеорологией, музейным делом, и даже орнитологией и лингвистикой.
Основным направлением исследований Арсеньева была этнография и археология. На протяжении тридцати лет Арсеньев занимался изучением коренных народов Дальнего Востока, главным образом удэгейцев. При этом, значительная часть научного наследия В. К. Арсеньева не была опубликована, и поэтому его вклад в науку до конца не оценён. Главный научный труд В. К. Арсеньева — двухтомная монография об удэгейцах «Страна Удэге», подводящая итог его почти тридцатилетних этнографических исследований, из-за преждевременной смерти автора осталась неоконченной и не была опубликована, а в конце 1940-х годов её рукопись исчезла и не найдена до сих пор.
В последние годы жизни В. К. Арсеньев неоднократно подвергался клевете и жёсткой идеологической травле. В частности, Арсеньеву ставили в вину его офицерское прошлое, а научные публикации упрекали в отсутствии марксистско-ленинского научного подхода. Вскоре после смерти Арсеньева его травля приобрела целенаправленный характер. По сфабрикованному обвинению в участии в «контрреволюционной, шпионской и повстанческой вредительской организации», предводителем которой якобы был сам Арсеньев, была арестована и затем расстреляна его вдова Маргарита Николаевна. Только в 1940-х годах личность и творчество В. К. Арсеньева были положительно переоценены, переизданы все его основные книги и впервые было издано шеститомное собрание его сочинений.

## Происхождение
По происхождению Владимир Клавдиевич Арсеньев был потомком крепостных и мещан Тверской и Костромской губерний. Дед путешественника, тверской мещанин Фёдор (Теодор) Иванович Гоппмайер вёл лёгкую жизнь и имел пристрастие к выпивке. Согласно одной из версий, по происхождению Гоппмайер был голландцем, приехал в Россию в качестве химика. От связи с крепостной крестьянкой, дворовой генерал-майора Н. И. Лодыгина Аграфеной Филипповной (девичья фамилия неизвестна) из села Алексейково Тверской губернии, Гоппмайер имел незаконнорождённого сына Клавдия, родившегося 11 (23) марта 1848 года. В связи с отсутствием официального отца Клавдию дали фамилию Арсеньев, по имени его крёстного отца Арсения «Тимофеева сына», не имевшего фамилии. В 1855 году Аграфена Филипповна с сыном получила от генерал-майора Лодыгина вольную и через некоторое время официально зарегистрировала брак с Ф. И. Гоппмайером, взяв его фамилию.
Из-за беспечности своего кровного отца, умершего в 1866 году, Клавдий так и не был усыновлён и до конца жизни носил фамилию Арсеньев. В 1869 году по ходатайству Аграфены Филипповны её сын Клавдий Фёдорович Арсеньев был приписан к тверскому мещанскому сословию. Позже А. Ф. Гоппмайер вместе с сыном переехала в Санкт-Петербург. Повзрослев и сдав экзамены на звание домашнего учителя, 14 (26) января 1870 года Клавдий Арсеньев женился на Руфине Егоровне Кашлачевой, дочери бывшего крепостного крестьянина Костромской губернии. В том же году в семье родился первенец Анатолий. Жена была старше мужа на три года, брак их принято считать счастливым. Большую часть жизни Клавдий Фёдорович проработал служащим на Николаевской железной дороге.

## Детство и ранние годы

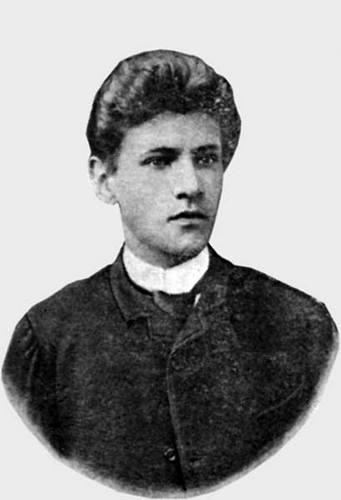
Владимир Арсеньев в юности. Конец 1880-х годов

Владимир Клавдиевич Арсеньев, второй ребёнок в семье Арсеньевых, родился 29 августа (10 сентября) 1872 года в Санкт-Петербурге. Эрудированный отец Клавдий Фёдорович имел небольшую домашнюю библиотеку и с детства прививал сыновьям любовь к чтению. Он часто читал детям книги Тургенева, Толстого, Гоголя и других писателей. Иногда Клавдий Фёдорович, увлекавшийся в свободное время популярным тогда выпиливанием по дереву, садился за работу и заставлял детей по очереди читать вслух, по ходу чтения делая свои замечания и пояснения.
Самого Володю сильно увлекали приключенческие книги Жюля Верна, Луи Жаколио, Густава Эмара и Майна Рида. Затем его стала интересовать научная и природоведческая литература: описание кругосветного путешествия Чарльза Дарвина на корабле «Бигль», аналогичные описания путешествий Н. М. Пржевальского, который стал кумиром Володи, других путешественников и исследователей. Увлечению юного Арсеньева путешествиями сильно поспособствовала дружба со своим дядей, Иоилем Егоровичем Кашлачевым, большим знатоком природы. Одно время Арсеньевы и Кашлачевы на лето ездили в село Саблино. Там взрослые и дети проводили целые дни в лесу, на рыбалке и в небольших походах. Нередко Иоиль вместе со своими сыновьями и племянниками совершал плавания по реке Тосна. Вскоре и сам Володя вместе со своим сверстником Эдуардом Пельцем, сыном сослуживца своего отца, стал совершать такие плавания на небольшом челноке, к которому ребята приделали парус. По словам самого Арсеньева, он стал путешественником именно в те годы.
В детстве Арсеньев не отличался хорошим поведением и был непоседой, что сильно мешало ему прилежно учиться. Вначале он был отдан в немецкий пансион, где отличался плохой успеваемостью и любовью к разного рода шалостям, за которые ему приходилось нести многочисленные наказания. Затем за плохую дисциплину его отчислили из второго Петербургского училища. Наконец, Арсеньева отдали во Владимирское городское четырёхклассное мужское училище. Там, благодаря стараниям преподавателей, у него появился интерес к учёбе. Особенно хорошо ему давались геометрия и естественные науки, а также рисование.

## Начало военной службы
После окончания Владимирского мужского училища Владимир Арсеньев со старшим братом Анатолием некоторое время учились в Пятой (Аларчинской) гимназии, однако по неизвестным причинам Владимир не окончил её. После этого перед родителями Арсеньева встал выбор о дальнейшем образовании сына, которому скоро предстояла служба в армии. Поскольку Клавдий Фёдорович ещё не выслужил гражданских чинов, которые позволяли бы ему устроить детей в университет, он решил отдать Владимира в армию своекоштным вольноопределяющимся: через год службы Владимир имел право перевестись в юнкерское училище, закончив которое он мог бы уволиться в запас, и после этого, пользуясь преимуществами своекоштных вольноопределяющихся, претендовать на поступление в университет.

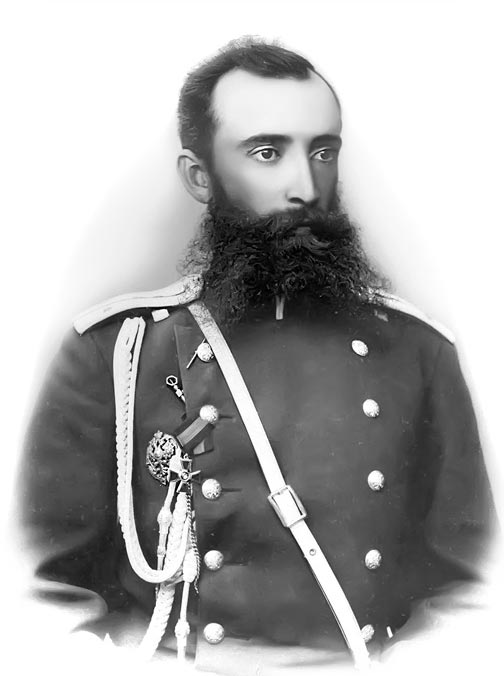
Один из преподавателей Арсеньева — путешественник и географ М. Е. Грум-Гржимайло

После сдачи экстерном вступительных экзаменов при Первом кадетском корпусе на право по образованию 1-го разряда, 22 ноября (4 декабря)  1891 года Арсеньева зачислили в 145-й пехотный Новочеркасский полк. Через год он был произведён в младшие унтер-офицеры, а ещё через год, 1 (13) сентября 1893 года, Арсеньев был откомандирован в Санкт-Петербургское пехотное юнкерское училище для прохождения курса наук с переименованием в юнкера. Там одним из преподавателей Владимира Арсеньева был известный путешественник, поручик Михаил Ефимович Грум-Гржимайло, который смог заинтересовать его географическими исследованиями, обратив его внимание на Дальний Восток — почти не исследованную в то время территорию. В юнкерском училище, попав под влияние строгой армейской дисциплины, непоседливый Арсеньев стал дисциплинированным, исполнительным и прилежным. Очень часто по ночам он читал научные книги из библиотеки училища, которые ему советовал М. Е. Грум-Гржимайло — не только о Сибири и Дальнем Востоке, но и капитальные естественно-исторические труды.

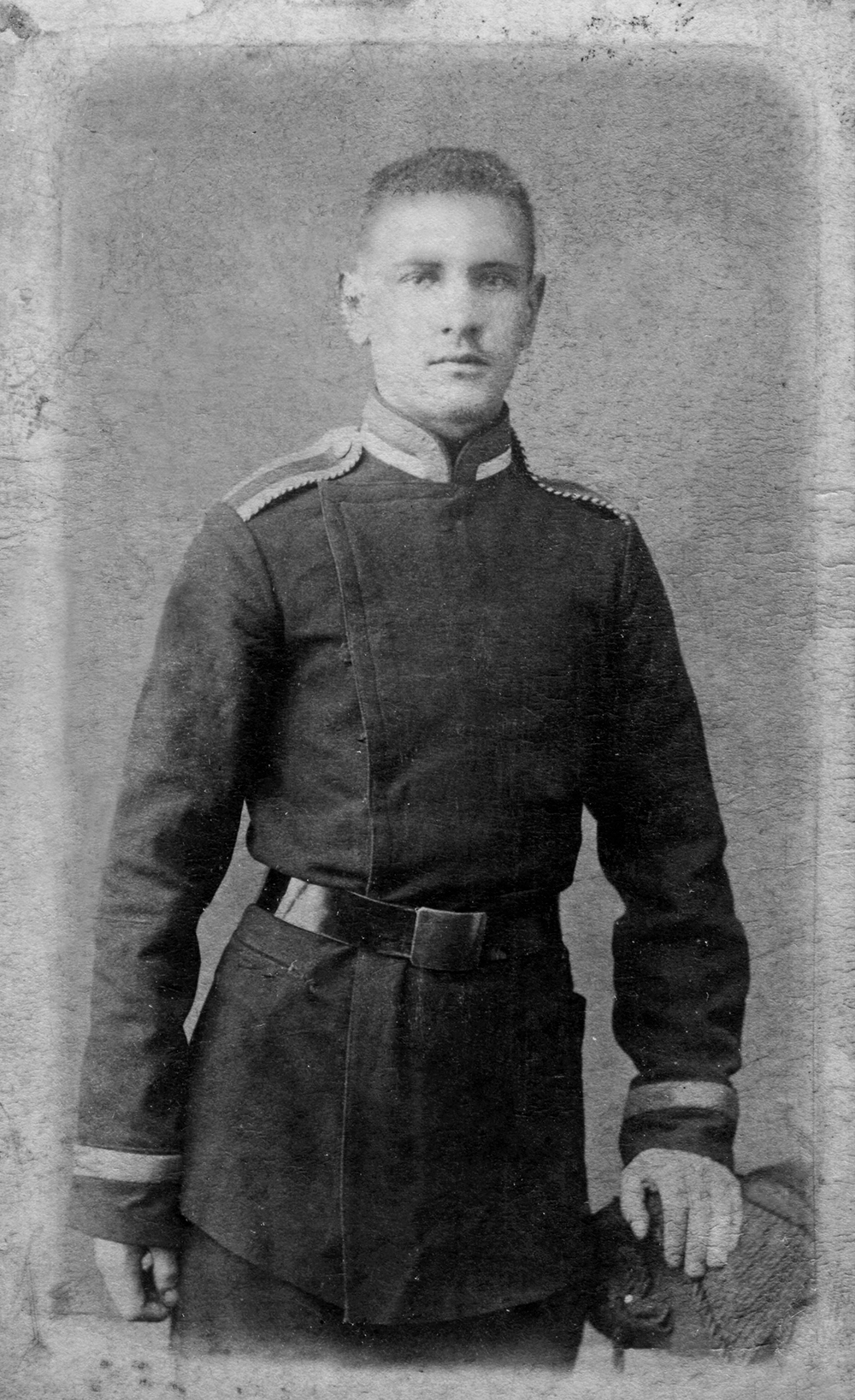
Юнкер Владимир Арсеньев.
Санкт-Петербург, 1895

После окончания учёбы в 1895 году в звании подпрапорщика Арсеньев рассчитывал выйти в отставку и поступить в институт на инженера-кораблестроителя, как того желал отец, однако неожиданно вышел приказ военного министра, согласно которому своекоштные юнкера были переведены в казённокоштные. Из-за этого юнкерам — выпускникам училищ, в том числе и Арсеньеву, необходимо было прослужить в армии по полтора года за каждый год учёбы в военном училище. 12 (24) августа 1895 года Арсеньев был переведен на прежнее место службы, в Новочеркасский полк, а 18 (30) января 1896 года он был произведен из подпрапорщиков в офицерский чин подпоручика, с переводом в 14-й пехотный Олонецкий полк, расположенный в городе Ломжа Привисленского края.

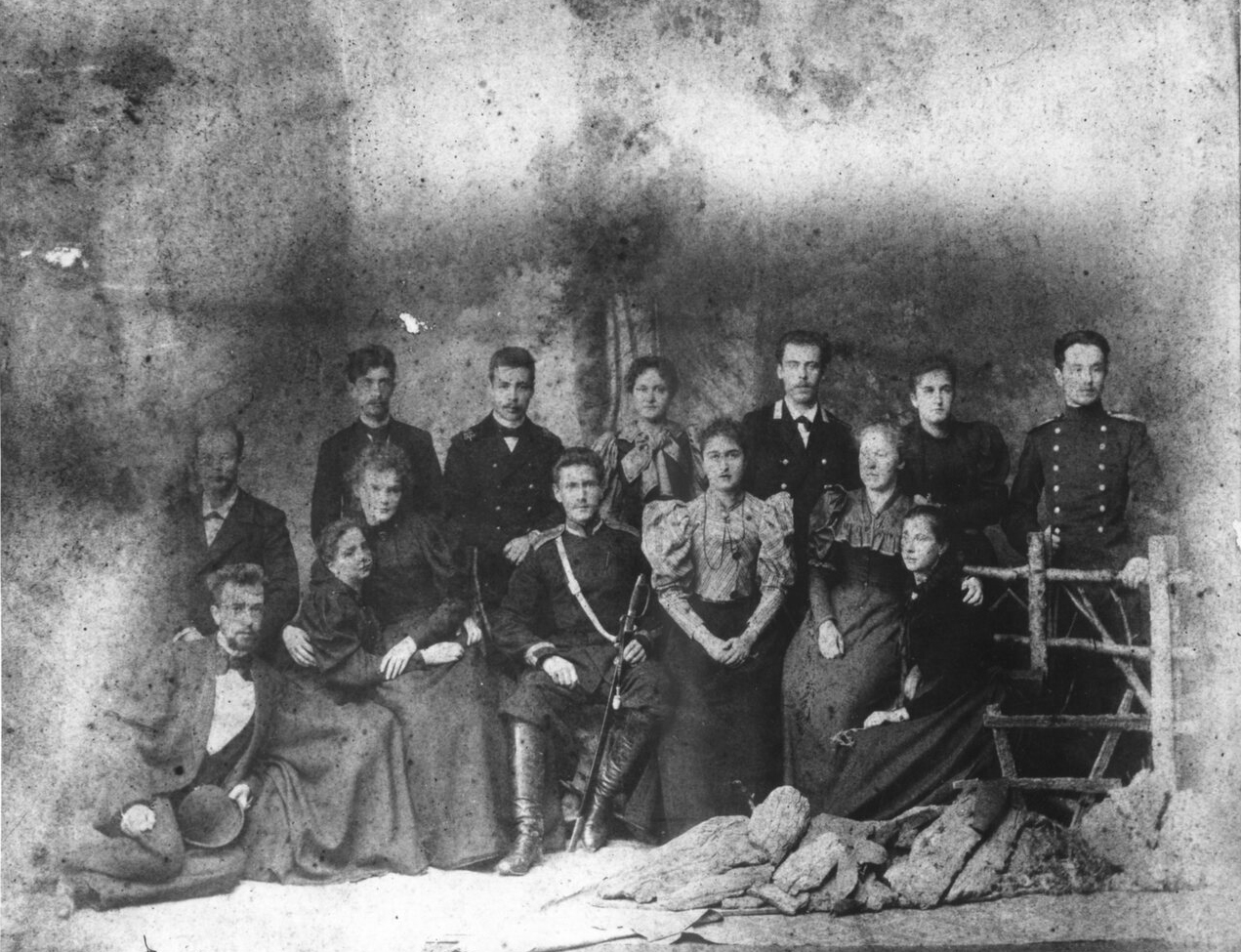
Владимир Арсеньев (сидит в центре) после окончания юнкерского училища в окружении друзей и знакомых. Санкт-Петербург, 1895

Через год службы в Ломже Арсеньев получил отпуск и поехал домой в Санкт-Петербург. Там, 22 октября (3 ноября)  1897 года, он обвенчался с подругой своих сестёр, семнадцатилетней Анной Константиновной Кадашевич, с которой он был знаком с её десятилетнего возраста, и обручён, когда ей было пятнадцать лет. На следующий день после свадьбы молодожёны уехали в Ломжу.
Много лет спустя Арсеньев писал, что во время службы в Польше он разочаровался в военной службе, и в свободное от службы время посвятил себя изучению географической литературы. По воспоминаниям его жены Анны Константиновны, уже в Ломже Арсеньев был натуралистом, увлекался ботаникой и орнитологией, и содержал у себя дома целый зверинец:
Я в Ломже всё время воевала с Володей. Он приносил домой всякую гадость: поставил террариум, там жили жабы […] были ящерицы […]. Ещё возился он со зверьками — жуки, бабочки, всевозможные насекомые, всех на булавку и говорил мне: «Нюра, посмотри, какая прелесть! Какая красота!». Я же не понимала этой красоты. Ещё он собирал птиц: чучела из них заказывал, гербарий собирал. Много растений знал наизусть.

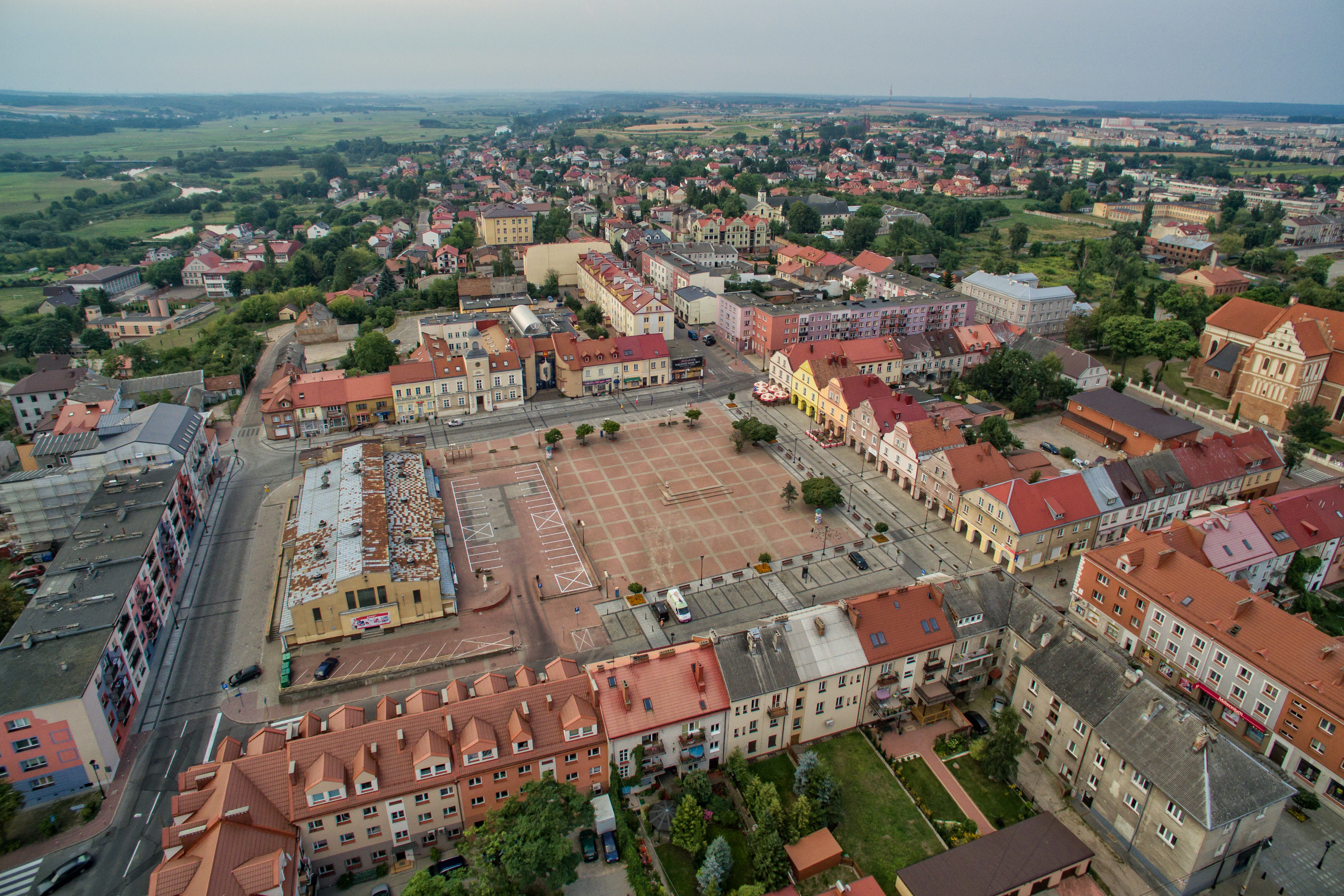
Ломжа с высоты птичьего полёта (2015 год).

Несмотря на то, что влюблённость Арсеньева в армию прошла, он отличался дисциплиной и исполнительностью, поэтому его дела на службе шли успешно. За добросовестную службу в январе 1898 года подпоручика Арсеньева назначили делопроизводителем полкового суда. Друзья и коллеги советовали ему подать документы на поступление в Академию Генерального штаба, и Арсеньев начал старательно готовиться к поступлению, каждую свободную минуту уделяя чтению специальной литературы. 1 (14) мая 1900 года был произведен в поручики. При этом, ещё со времён учёбы в юнкерском училище, он горел желанием заняться изучением Дальнего Востока. Не оставляя мыслей об учёбе в академии, начиная с января 1900 года Арсеньев стал добиваться своего перевода в одну из пехотных частей Квантунской армии или Приамурского военного округа: писать своему руководству рапорты и письма с просьбами о переводе. Наконец, одно из его прошений было удовлетворено и 19 мая (1 июня)  1900 года поручик Арсеньев был переведён в 1-й Владивостокский крепостной пехотный полк. В это же время его беременная жена уехала к родителям в Санкт-Петербург, и 11 (24) июня 1900 года родила там первенца — Владимира, которого в семье обычно называли Волей.
17 (30) июня Арсеньев заехал к родным в Петербург, а на следующий день отправился к новому месту службы во Владивосток. В 1900 году ещё недостроенная Транссибирская магистраль заканчивалась в Забайкалье. Из-за этого путь до Владивостока значительно усложнялся: из европейской части России можно было доехать на поезде только до Сретенска, затем предстояло проплыть на пароходе по Шилке и Амуру до Хабаровска, и только потом, по Уссурийской железной дороге, можно было доехать до Владивостока. По пути пришлось сняться с парохода и задержаться в Благовещенске, где всех военных, в том числе и поручика Арсеньева, мобилизовали для подавления Боксёрского восстания в Китае. С 8 (21) июля по 25 июля (7 августа)  1900 года Арсеньев в составе Благовещенского отряда генерал-лейтенанта К. Н. Грибского участвовал в военных действиях у города Сахалян. За участие в боях поручик Арсеньев был награждён серебряной медалью «За поход в Китай». Много лет спустя, в советское время, Арсеньев скрывал своё участие в этом конфликте, боясь обвинений в подавлении «народно-освободительного» восстания.
| | | |
| Докладная записка подпоручика Арсеньева командиру 14-го пехотного Олонецкого полка полковнику П. П. Доможирову о переводе на Дальний Восток от 10 (22) января 1900 года | Страница из характеристики подпоручика В. К. Арсеньева, написанной командиром 14-го пехотного Олонецкого полка П. П. Доможировым от 13 (25) января 1900 года, с общим заключением о качествах офицера: «выдающийся» | Одно из ходатайств генералу А. А. Фролову о переводе «подпоручика Арсеньева (Владимира) в Приамурский край, или в порт Артур, или на Квантунский полуостров» |

## Первые годы во Владивостоке

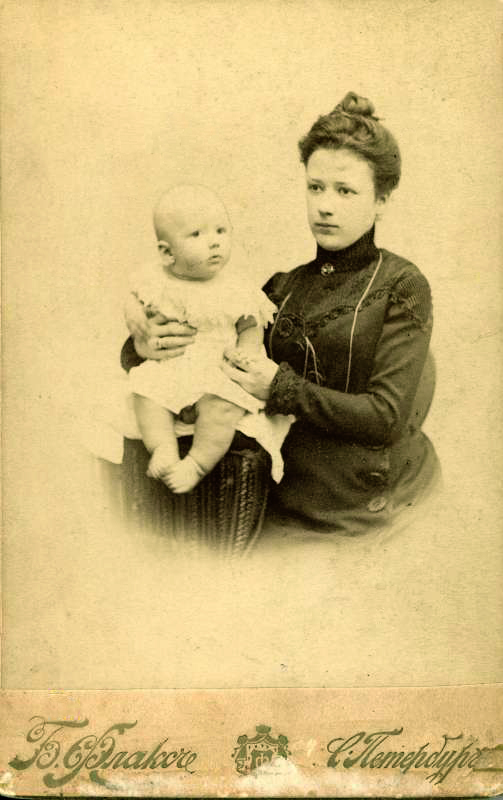
Анна Константиновна Арсеньева с сыном Владимиром (Волей). Санкт-Петербург, 1901

Владимир Арсеньев прибыл во Владивосток 5 (18) августа 1900 года. Его жена с сыном Владимиром смогла приехать к нему только через год, в мае 1901 года. Во Владивостоке Арсеньеву выделили на 7-й Матросской улице в Гнилом Углу небольшой деревянный дом с двумя комнатами и кухней.
Свободное от службы время Арсеньев тратил на знакомство с окрестностями Владивостока, выбирался в лес на охоту, а в 1901 году стал членом Владивостокского общества любителей охоты, и затем был одним из его директоров. 6 (19) октября 1902 года поручика Арсеньева назначили заведующим охотничьей командой полка. Команда состояла из «охотников» — то есть солдат-добровольцев, высказавших личное желание (охоту) участвовать в деле, требующем особенной смелости и соединённом с большим риском. В обязанности охотничьей команды входило картографирование и разведка местности. 16 (29) мая 1903 года Арсеньев стал действительным членом Общества изучения Амурского края, куда его привёл однополчанин, врач Н. В. Кирилов, также увлекавшийся краеведением. В библиотеке Общества Арсеньев занимался самообразованием, восполняя пробелы в своих знаниях по истории и естественным наукам, получал навыки некоторых научных наблюдений. С членом Общества Николаем Александровичем Пальчевским, учёным-ботаником и краеведом, у Арсеньева завязалась близкая дружба. Пальчевский стал наставником Арсеньева и участвовал с ним в нескольких экспедициях в качестве флориста.

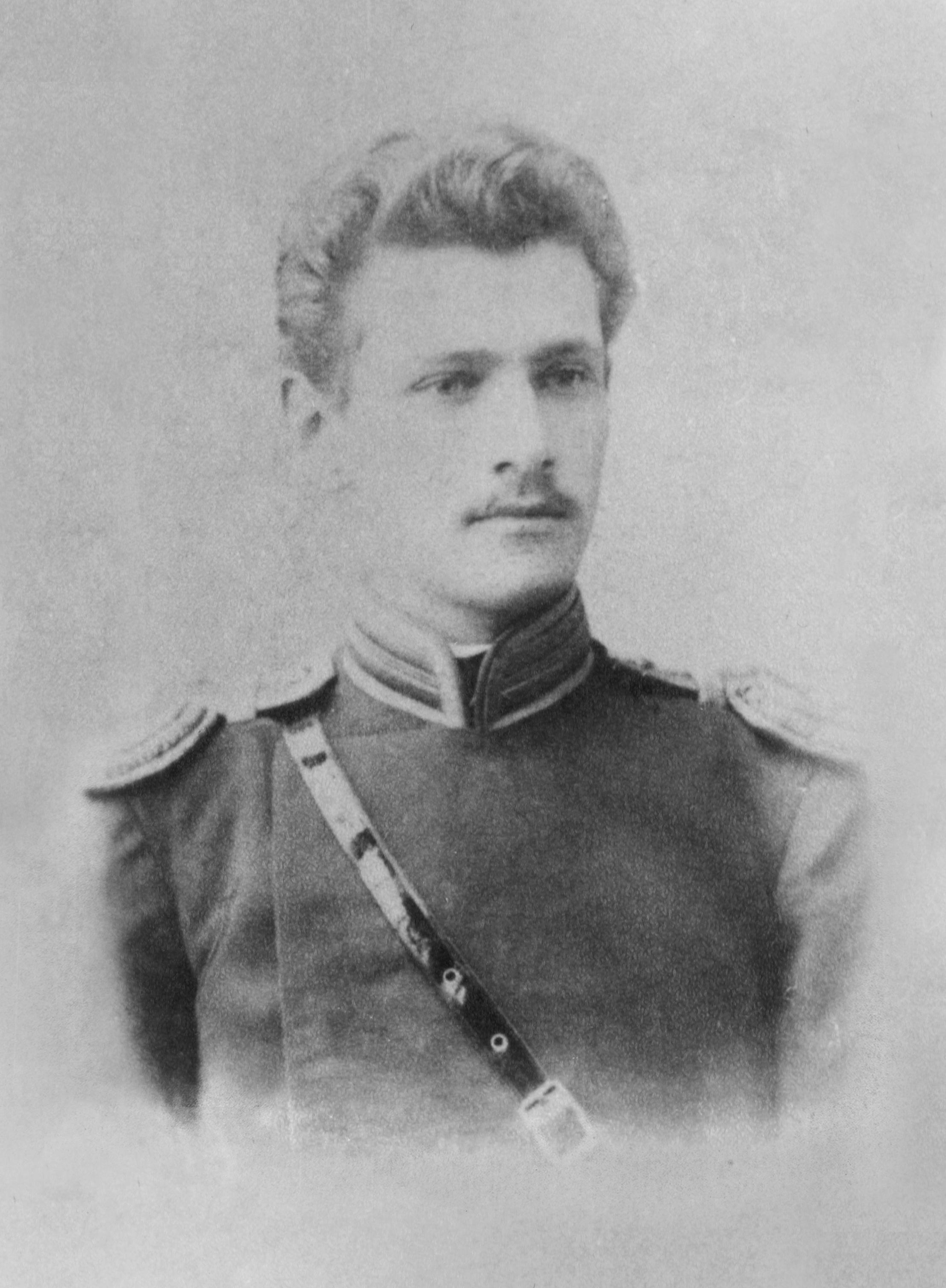
Подпоручик Владимир Арсеньев в парадном мундире, 1896 год

С 1900 по 1903 год Арсеньев со своим отрядом совершил множество охотничьих «экскурсий» по окрестностям, исследовав практически весь юго-восток Уссурийского края. Начав с полуострова Муравьёва-Амурского и острова Русский, он постепенно совершал всё более длительные походы. За этот период поручик Арсеньев с охотничьей командой полка исследовал территорию от залива Посьета на юге до озера Ханка на севере, и от реки Суйфун на западе до залива Святой Ольги на востоке. Хотя основной задачей таких экскурсий была разведка, проведение маршрутной съёмки и сбор статистических данных о населении, Арсеньев по собственной инициативе вёл наблюдения научного характера: о рельефе, геологии, флоре и фауне Уссурийского края, о народах, населявших эти места, записывая эти наблюдения в свои путевые дневники. Путешествия были сопряжены с большим риском для жизни. Так, во время похода в районе нынешнего Партизанского хребта в ноябре — декабре 1903 года, Арсеньеву и его отряду пришлось пересечь вброд ещё не замёрзшую реку Сяо-Судзухе 48 раз. В месте впадения её в реку Та-Судзухе реки уже взялись льдом, ещё недостаточно крепким для того, чтобы выдержать вес человека. Было решено пересекать реку ползком, причём первым это сделал сам Арсеньев. Возле противоположного берега он провалился в ледяную воду, однако ему удалось натянуть верёвку, при помощи которой переправилась остальная часть команды.
О широте исследовательских интересов Арсеньева, не ограничивавшихся его обязанностями по службе, свидетельствует его увлечение археологией. Свои первые раскопки он провёл в устьях рек Шаморы и Цимухе, а позже исследовал оказавшуюся богатой на находки местность в районе устья реки Сучан. Многие из своих находок Арсеньев отправил в Русский музей. В начале 1903 года Арсеньев стал начальником Владивостокской крепостной конно-охотничьей команды, при этом ему было разрешено самому выбирать цели своих походов и отлучаться на неограниченное время. Свой отпуск он также посвящал путешествиям и исследованиям: в один из них Арсеньев занимался описанием древних памятников, оставленных маньчжурскими племенами в районах рек Майхе, Цимухе и Кангауз. По возвращении Арсеньев поделился составленным описанием со своим другом Н. А. Пальчевским, через которого работа Арсеньева попала к председателю Приамурского отдела Императорского Русского Географического Общества С. Н. Ванкову. Тот, в свою очередь, доложил приамурскому генерал-губернатору Н. И. Гродекову, создавшему в Хабаровске краеведческий музей, с 1902 года носящий его имя, и поддерживавшему всех исследователей-краеведов. Гродеков распорядился считать отпуск Арсеньева, проведённый за исследованиями, командировкой, и приказал выдать суточные деньги.
В своём первом печатном труде «Отчёт о деятельности Владивостокского общества любителей охоты за 5-летие с 1901 по 1905 г. включительно», изданном во Владивостоке в 1906 году, Арсеньев осветил важные вопросов местного охотоведения.
4 (17) декабря 1903 года поручик Арсеньев был переведен в 29-й Восточно-Сибирский стрелковый полк, созданный путём переформирования 1-го Владивостокского крепостного пехотного полка и входивший в период Русско-японской войны в состав войск, предназначенных для обороны Владивостокской крепости.
Вскоре после начала войны и обстрела Владивостока японской эскадрой, началась подготовка Владивостокской крепости к возможной осаде. Население и учреждения эвакуировали вглубь страны. Офицерам крепости Владивосток также было приказано отправить своих жён и детей из Владивостока. Жена Арсеньева Анна Константиновна вместе с детьми — четырёхлетним Волей и двухлетним Олегом, родившимся 25 июля (7 августа)  1902 года, уехала к родителям в Петербург. По дороге Олег простудился и заболел менингитом, и умер в Петербурге в ноябре 1904 года.
Сам же Владимир Арсеньев во время Русско-японской войны занимался рекогносцировками местности в районе станции Надеждинская, ограниченном реками Суйфун и Майхе. 9 (22) марта 1905 года Арсеньев, за выслугу лет, получил чин штабс-капитана, а в июне, на правах командира батальона, был назначен начальником «летучего отряда», включавшего в себя все четыре конно-охотничьи команды Владивостокской крепости. Несмотря на то, что в своих публикациях исследователи разных лет приписывали Арсеньеву участие в вылазках в Китай и Корею, и даже отражение японского десанта в районе бухты Святой Ольги, это никак не подтверждается документами. Тем не менее, за Арсеньевым числились некоторые воинские заслуги, поскольку к маю 1906 года он имел орден Святой Анны 3-й степени и 4-й степени с надписью «За храбрость», а также орден Святого Станислава 3-й степени.

## Сихотэ-Алинские экспедиции 1906—1910 годов
Проигранная в 1905 году русско-японская война доказала недопустимость недостаточных знаний о военно-географических особенностях Уссурийского края. С учётом уроков войны начиналась работа над укреплением обороны границ, в том числе морских: необходимо было определить опасные места, пригодные для высадки с моря десанта. Кроме того, имелась необходимость оценки масштаба деятельности японских шпионов, сбора статистических данных о местном коренном населении, и прочие аспекты. В связи с этим Приамурский генерал-губернатор Павел Фёдорович Унтербергер приказал организовать экспедиции на практически неисследованный прежде хребет Сихотэ-Алинь с целью сбора военно-географических и военно-статистических данных на случай войны с Японией, а также колонизационно-экономических и, попутно, естественно-исторических данных. Начальником готовящихся экспедиций был назначен штабс-капитан 29-го Восточно-Сибирского стрелкового полка Владимир Арсеньев, которого с этой целью 22 декабря 1905 года (4 января 1906 года) перевели из Владивостока в Хабаровск, прикомандировав к штабу Приамурского военного округа, а 12 (25) июля 1906 года перевели в 23-й Восточно-Сибирский стрелковый полк, дислоцировавшийся в Хабаровске.

### Экспедиция 1906 года
В экспедиции участвовали не менее 20 человек, среди которых было четверо уссурийских казаков и 12 солдат 6-го и 8-го Восточно-Сибирских стрелковых полков. Помощниками Арсеньева были подпоручик Г. Г. Гранатман и инженерный подпрапорщик А. И. Мерзляков. В состав экспедиции также входил Н. А. Пальчевский в качестве ботаника и начальник штаба Приамурского военного округа генерал-лейтенант П. К. Рутковский, выразивший желание добраться вместе с экспедицией до бухты Святой Ольги, чтобы наглядно объяснить требуемые задачи и определить возможные маршруты переброски войск к посту Святой Ольги.
Экспедиция, длившаяся ровно полгода, стартовала 15 (28) мая 1906 года, когда из Хабаровска на станцию Шмаковка по железной дороге отправилась часть отряда с вьючными лошадьми. На следующий день тем же путём выехали остальные участники экспедиции. 20 мая (2 июня) отряд выдвинулся из Шмаковки вверх по течению реки Уссури. К концу пятого дня они достигли Кокшаровки, и дальше пошли вверх по течению реки Фудзин. Вечером 20 июня (3 июля) экспедиция достигла хребта Сихотэ-Алинь, и на следующий день начала свой подъём на хребет. Перевал, через который проходила экспедиция, был назван Арсеньевым в честь К. И. Максимовича — ботаника, проводившего исследования в тех местах в 1859 году. 30 июня (13 июля) отряд Арсеньева достиг залива Святой Ольги. Там генерал-лейтенант П. К. Рутковский оставил отряд, и его забрал во Владивосток специально присланный за ним миноносец «Бесшумный». В Ольге экспедиции пришлось задержаться почти на месяц, ожидая миноносца «Статный», который должен был привезти необходимое снаряжение. За это время Арсеньев сделал несколько коротких «экскурсий» с целью разведки и оценки местности, выполняя задание генерал-губернатора. Все добытые сведения Арсеньев вносил в свой путевой дневник: сведения о дорогах, их проходимость для различных видов вооружения, состояние дорог в сухую погоду и в дождь и тому подобное. Помимо этого, он занимался топографической съёмкой местности, измерял ширину рек, быстроту течения и делал прочие гидрографические измерения, вёл дневник метеорологических наблюдений.

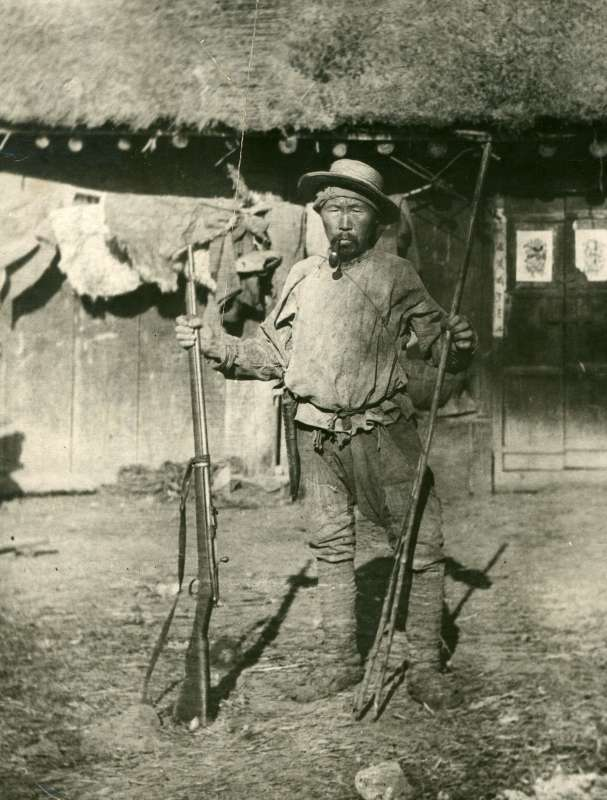
Дерсу Узала. Снимок В. К. Арсеньева 12 августа 1906 года

Коренное население Уссурийского края — орочи, удэгейцы, гольды (нанайцы) и тазы в этнографическом отношении вызвали у Арсеньева большой интерес, и он решил заняться их изучением. С этнографией Арсеньев был знаком тогда лишь на любительском уровне, и поэтому всему приходилось учиться прямо на ходу.
Вечером 3 (16) августа 1906 года в верхнем течении реки Тадуши у перевала Ли-Фудзин произошла во многом судьбоносная для Арсеньева встреча с гольдом Дерсу Узала — будущим другом и героем его книг. На следующий день по просьбе Арсеньева он стал проводником экспедиции. Вопреки широко распространённому из-за книг самого Арсеньева заблуждению, встреча с Дерсу Узала произошла не в 1902, а именно в 1906 году. Затем экспедиция двинулась к бухте Терней, попутно исследуя все крупные реки. 10 (23) октября часть отряда вышла из Тернея к Сихотэ-Алиню. Пересекая хребет, отряду пришлось два дня пережидать снежную бурю. Через 16 дней пути по безлюдной местности отряд достиг селения Сидатун, где местные жители-орочи помогли им продовольствием и одеждой, а затем везли отряд на лодках по Иману, пока те не были раздавлены льдами. Оставшуюся часть пути до станции Иман отряд прошёл пешком. На станции Арсеньев расстался с Дерсу Узала, договорившись встретиться с ним в следующем году. 17 (30) ноября Арсеньев с отрядом на поезде прибыл в Хабаровск.
Результатом первой крупной экспедиции Арсеньева, в ходе которой Сихотэ-Алинь был пересечён восемь раз, стало большое количество собранных коллекций: тушек птиц, насекомых, рыб, земноводных, а также растений, горных пород и этнографических материалов. Многие сборы Арсеньев впоследствии отправил в разные музеи страны. Кроме того, по всему маршруту велись метеорологические наблюдения, топографические съёмки местности, составлялись карты и планы. Арсеньеву удалось собрать множество этнографических сведений о коренных народах Уссурийского края. Все собранные экспедицией сведения легли в основу доклада, который Арсеньев с большим успехом прочитал 7 (20) апреля 1907 года в Приамурском отделе ИРГО.

### Экспедиция 1907 года

Покровитель В. К. Арсеньева Приамурский генерал-губернатор П. Ф. Унтербергер

Очень высоко оценивший результаты экспедиции 1906 года генерал-губернатор П. Ф. Унтербергер представил штабс-капитана Арсеньева к награждению вне очереди орденом Святого Владимира 4-й степени, хотя, согласно существовавшему порядку вручения, кавалером этого ордена четвёртой степени могли стать лица не ниже чина подполковника (чина 7-го класса табели о рангах). Благодаря этому представлению, высочайшим приказом от 14 (27) октября 1907 года, во время нахождения Арсеньева в своей новой экспедиции, ему был пожалован орден Святого Владимира 4-й степени, что в мирное время для штабс-капитана (чин 9-го класса) само по себе было редким явлением и признанием выдающихся заслуг. Кроме того, ещё перед экспедицией, высочайшим приказом от 17 (30) марта 1907 года было утверждено награждение орденом Святого Станислава 2-й степени с формулировкой за «отлично-усердную службу».

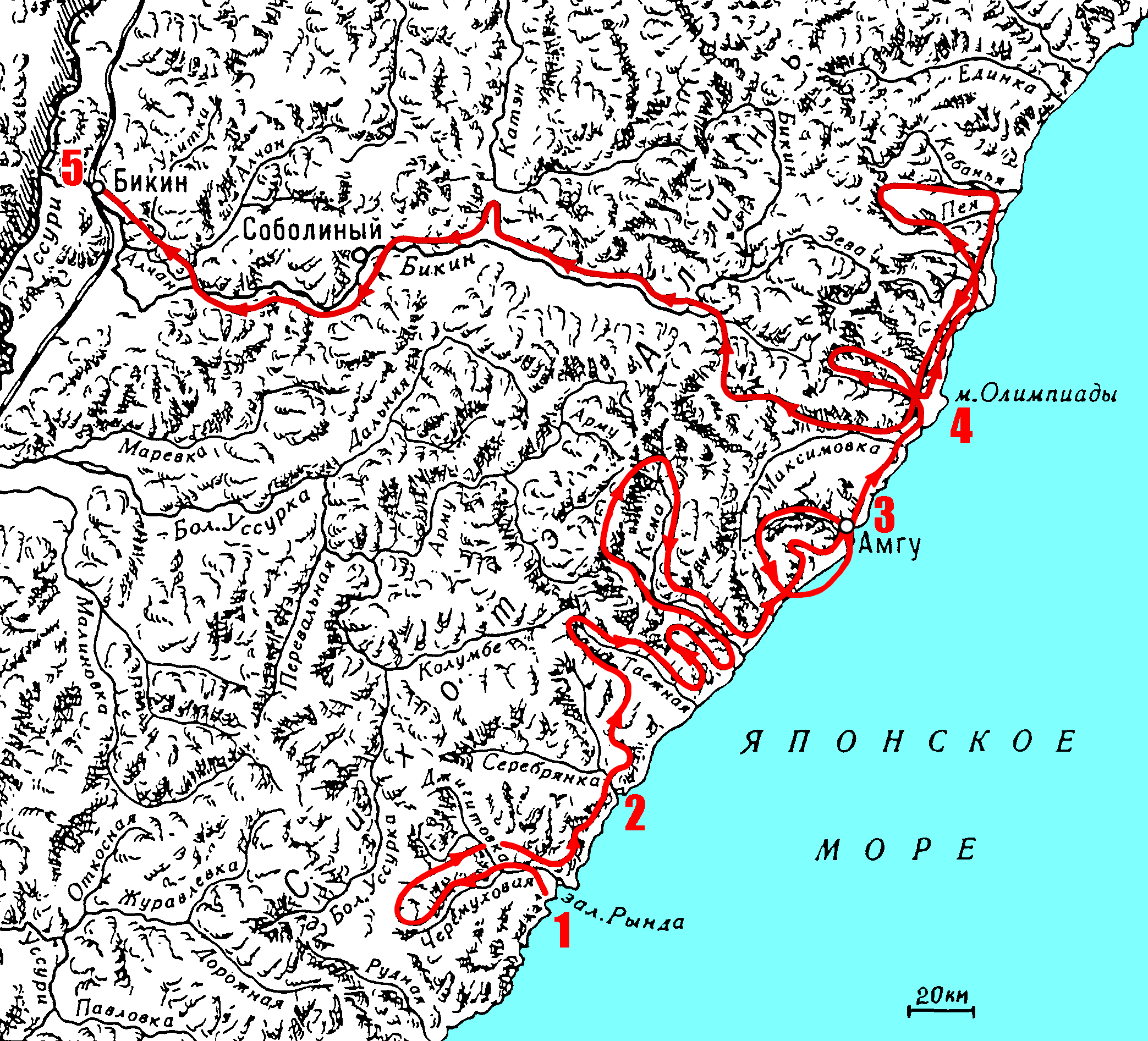
Карта маршрута экспедиции 1907 года. 1 — залив Рында, 2 — бухта Терней, 3 — бухта Амгу, 4 — мыс Олимпиады, 5 — станция Бикин

По возвращении к своим обычным служебным обязанностям, в марте того же года штабс-капитан Арсеньев во главе охотничьей команды 23-го Восточно-Сибирского стрелкового полка был командирован для проведения рекогносцировочных работ на склонах хребта Хехцир.
В 1907 году было решено продолжить работы экспедиции 1906 года. Был разработан и утверждён план новой экспедиции на хребет Сихотэ-Алинь. Согласно ему, предстояло обследовать горную область хребта Сихотэ-Алинь между 45° и 47° северной широты, бассейны рек, впадающих в том районе в море, верхнее течение рек, составляющих систему реки Иман, а также весь бассейн реки Бикин. Вместе с Арсеньевым в экспедицию отправился его прежний помощник инженерный подпрапорщик А. И. Мерзляков, в качестве флориста — швейцарец Н. А. Десулави, студент-палеонтолог Киевского университета П. П. Бордаков, те же, что и в прошлом году нижние чины, проводник Дерсу Узала, а также два ороча-переводчика. Участники экспедиции выехали из Хабаровска во Владивосток 13 (26) июня. Оттуда отряду предстояло морем направиться в бухту Джигит (в северной части залива Рында).

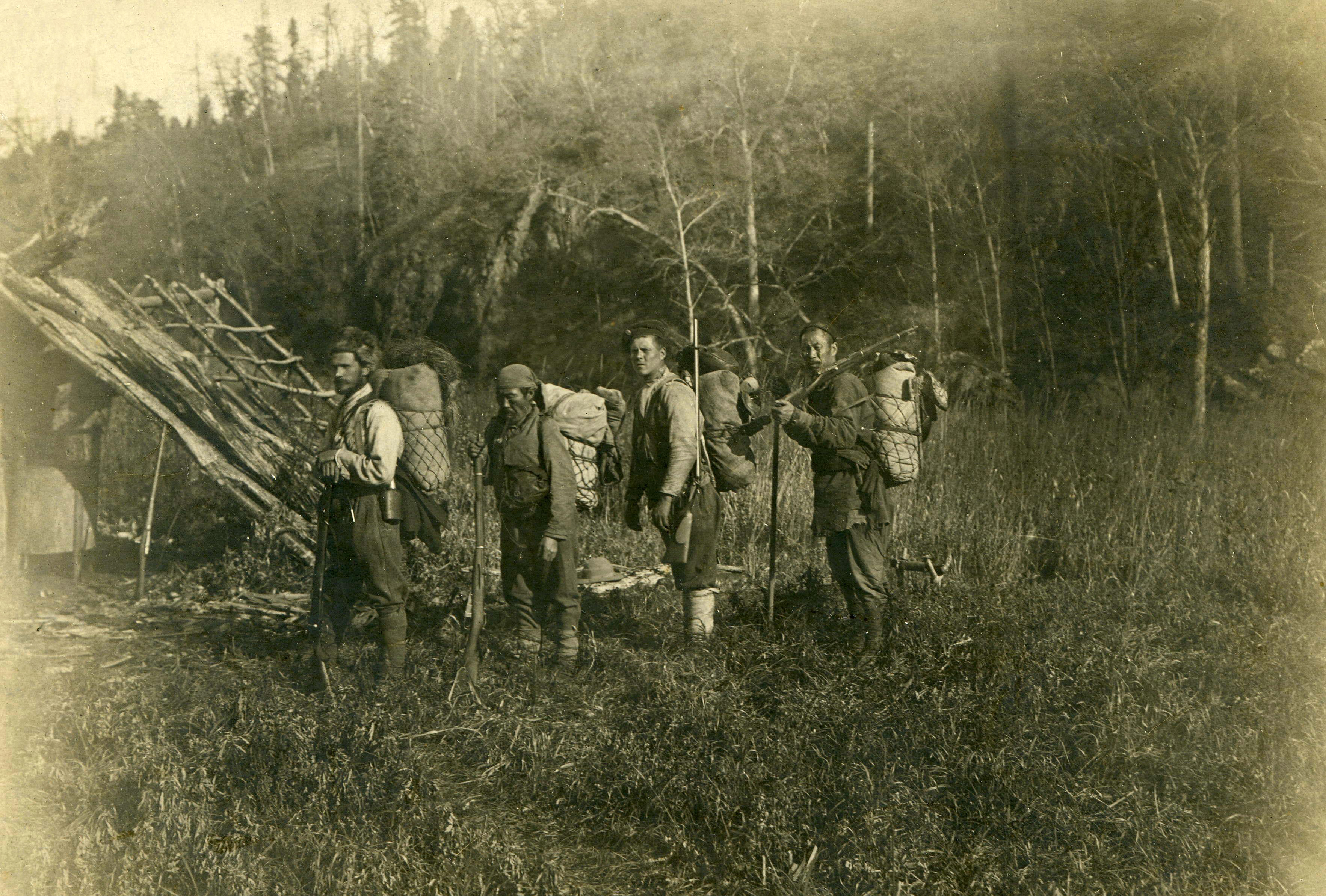
Владимир Арсеньев, Дерсу Узала, солдат Фокин и Чжан-Бао (слева направо) в походе по бассейну реки Такема, 1907 год

Во Владивостоке экспедиция оказалась на грани срыва: постоянного морского сообщения по побережью Японского моря ещё не существовало, а курсировавший вдоль побережья пароход «Эльдорадо» отплыл за два дня до прибытия Арсеньева. Дата следующего рейса была неизвестна, и поэтому всему отряду потребовалось снимать жильё, что повлекло за собой лишние расходы. Благодаря содействию командира военного порта барона В. Н. Ферзена на помощь Арсеньеву вновь пришли командиры миноносцев «Грозный» и «Бесшумный» П. Г. Тигерстедт и С. З. Балк. Вечером 30 июня 1907 года миноносцы доставили экспедицию в бухту Джигит. Утром следующего дня экспедиция сошла на берег.
На протяжении двух недель отряд ждал парохода «Эльдорадо», на котором должны были привезти вьючных мулов. 10 июля экспедиция отправилась в путь, вверх по течению реки Иодзыхе. К 21 июля были обследованы русла рек Дангау, Синанча, Тасиндза и Дунгоу. В конце июля отряд покинули Н. А. Десулави и П. П. Бордаков. В бухте Терней к экспедиции присоединился командир отряда охотников за хунхузами, китаец Чжан-Бао, с которым Арсеньев познакомился в прошлогодней экспедиции. Он обладал огромным авторитетом среди китайского и туземного населения Уссурийского края, а также был хорошим знатоком местности, что несомненно могло принести пользу для экспедиции.
Экспедиция завершилась 5 января 1908 года возвращением в Хабаровск. За время экспедиции был исследован север Уссурийского края от бухты Джигит до побережья Татарского пролива; верхние течения рек системы Имана, бассейн реки Бикин и морское побережье. Сихотэ-Алинь был пройден 4 раза. Вместе со всеми в Хабаровск приехал Дерсу Узала, которого Арсеньев поселил в своём доме. Весной Дерсу, проживший всю жизнь в тайге, не смог вынести рутины городской жизни и ушёл в лес. 13 марта 1908 года он был убит неподалёку от станции Корфовская.

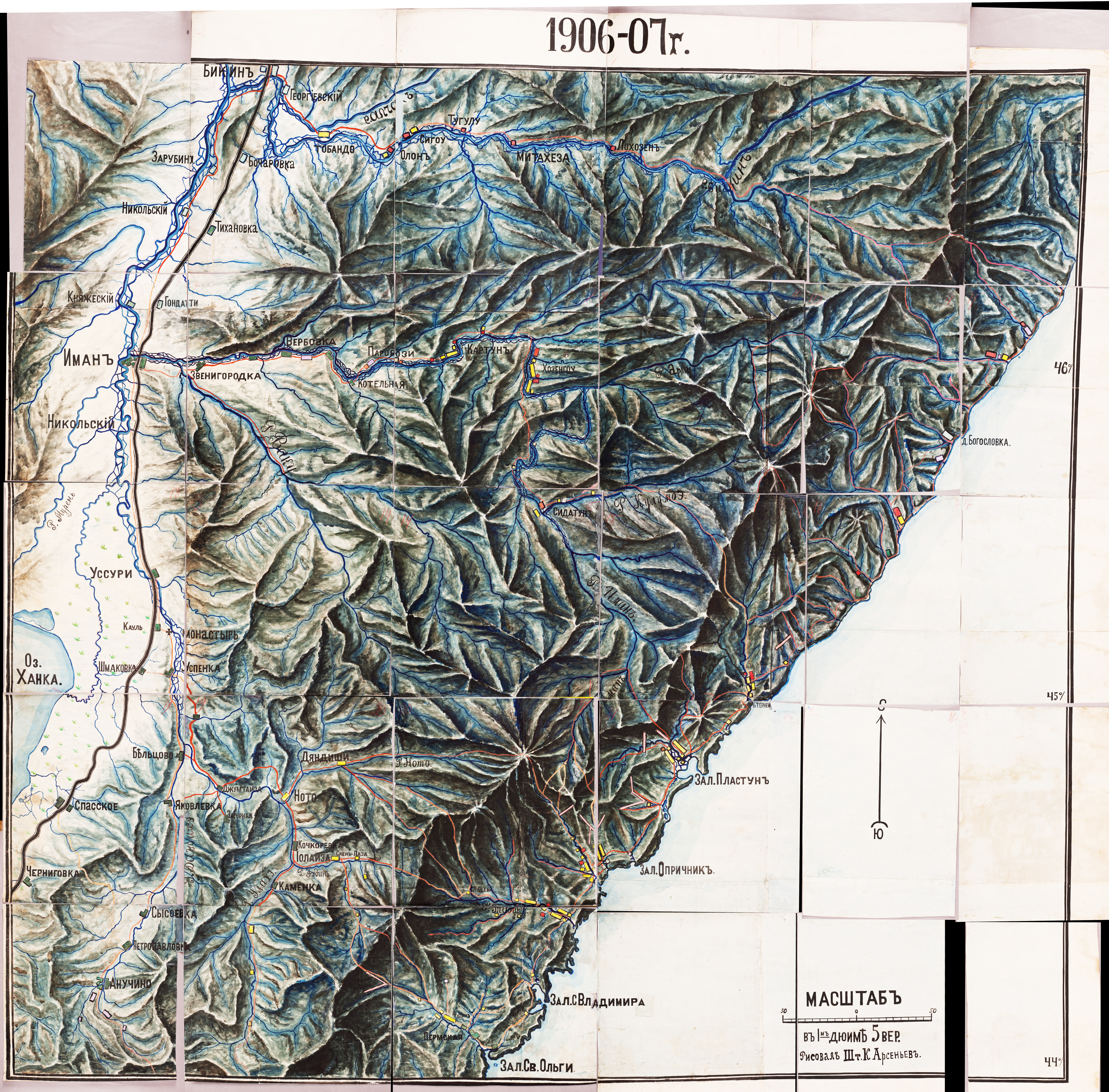
Карта Владимира Клавдиевича Арсеньева с маршрутами его экспедиций 1906—1907 гг. Размер карты 4×4 метра. В настоящее время хранится в фондах Российской академии наук

### «Юбилейная» экспедиция 1908—1910 годов
Организация следующей, более масштабной экспедиции, началась весной 1908 года по поручению генерал-губернатора П. Ф. Унтербергера и при поддержке Приамурского отдела ИРГО. Имея прежние цели — естественно-научную и историческую, экспедиция должна была обследовать практически неизведанную прежде северную часть Уссурийского края и хребта Сихотэ-Алинь от реки Анюй до Императорской гавани. Существовавшие в начале XX века карты этого района были очень неточными, поскольку топографические съёмки местности никогда там не проводились. Так, 40-вёрстная карта 1889 года представляла собой фактически только схему речной сети и, как впоследствии выяснилось в ходе экспедиции, довольно неточную. В экспедиции, помимо начальника, штабс-капитана Владимира Арсеньева, принимали участие семеро солдат и двое уссурийских казаков, штабс-капитан Тимофей Антонович Николаев в качестве помощника Арсеньева, флорист Н. А. Десулави, охотник-любитель И. А. Дзюль, геолог С. Ф. Гусев, а также китаец Чжан-Бао и нанаец-переводчик Тимофей Косяков, примкнувшие к отряду уже в ходе экспедиции. На различных этапах пути к отряду присоединялись проводники из числа туземцев.

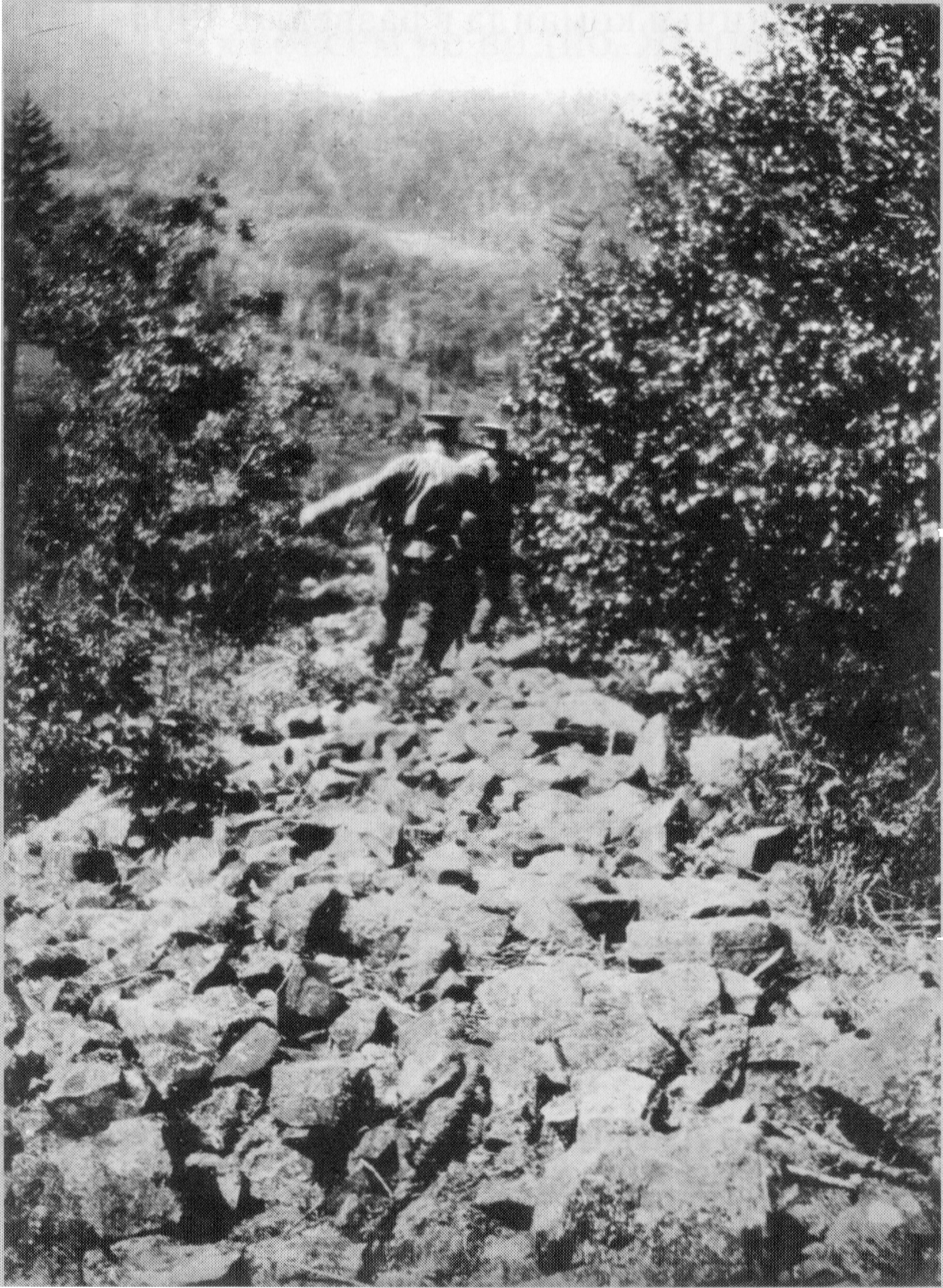
Спуск по осыпи. Фотография В. К. Арсеньева

Изначально отряд разделился надвое. В состав первой группы вошли семь солдат под командованием штабс-капитана Т. А. Николаева. В начале июня 1908 года они отправилась морем из Владивостока в Императорскую Гавань для организации трёх продовольственных складов для экспедиции, затем они должны были идти навстречу основному отряду В. К. Арсеньева. Кроме начальника экспедиции в состав этого отряда вошли С. Ф. Гусев, Н. А. Десулави, И. А. Дзюль и два уссурийских казака. 24 июня (7 июля)  1908 года они отплыли на пароходе из Хабаровска, и на следующее утро сошли на берег Амура в селе Троицком. Оттуда на лодках вместе с нанайцами отряд отправился вверх по реке Анюй, и далее к хребту Сихотэ-Алинь, чтобы перевалить через него и достигнуть Императорской Гавани. Почти через месяц путешественники достигли реки Бира, где Арсеньев отпустил орочей с лодками, и дальше экспедиция продолжила свой путь на хребет Сихотэ-Алинь пешком.
Переход через хребет был сопряжён с большими трудностями. Начиная с 4 (17) августа у экспедиции стало заканчиваться продовольствие, из-за чего было приказано экономить продукты и соль. Ситуация усугублялась тем, что путешественники находились, по выражению самого Арсеньева, в «лесной пустыне» — совершенной глухой безлюдной местности. На многие километры вокруг не было даже ни одного стойбища туземцев, где отряд смог бы рассчитывать на помощь продовольствием и снаряжением. После спуска с хребта и нескольких дней пути было решено изготовить лодки и дальше сплавляться на них. Однако сделанные наспех лодки плохо держались на воде: одна из лодок сразу же после отплытия перевернулась, из-за чего течением унесло две палатки, промокли многие вещи, в том числе ружья и остатки продовольствия. Через несколько дней, после очередного крушения, из-за которого утонули многие вещи, было решено бросить обе лодки и часть снаряжения, взяв только самое ценное. Началась жёсткая голодовка. Позднее Арсеньев писал:
Предвидеть это крушение никак было нельзя. С этого времени начинается ужасная голодовка, которая длилась 21 сутки.
Пробираясь через горы, тайгой через заросли, люди ели всё, что попадалось под руки: зелёные ягоды, листья Petasites, ели не то мох, не то грибы из семейства Clavaria, от которых тошнило. По дороге собака нашла гнилую рыбу, она издавала сильный запах, люди бросились отнимать у неё эту добычу. Наконец, маленький отряд дотащился до слияния двух рек: Хуту и Буту. Здесь нижние чины окончательно обессилели и свалились с ног. Надо было видеть, какой они имели истощённый вид. Все были сумасшедшие, все были душевнобольные; все ссорились между собой из-за всякого пустяка, придирались друг к другу из-за всякой мелочи, все стали суеверны, начали верить всякому сну, каждой примете. Слабые духом начали говорить о самоубийстве».
Из-за голодовки пришлось застрелить обессилившую собаку Арсеньева Альпу, которая сопровождала его во всех походах и экспедициях на протяжении восьми лет, и накормить её мясом других собак и людей. Вопреки ожиданиям, не было видно ни встречного отряда штабс-капитана Николаева, ни оставленных им складов с продовольствием. Переводчик-нанаец и Чжан-Бао сильно заболели и едва могли идти. Утром 22 августа (4 сентября) Чжан-Бао, из-за болезни не спавший всю ночь, на рассвете встал и пошёл вперёд один. В течение дня основной отряд, мучимый жарой и гнусом, так и не смог его догнать. К вечеру того же дня Чжан-Бао на бивак не вернулся. По невероятному стечению обстоятельств он не погиб, и через два дня после своего ухода неожиданно встретил встречный отряд штабс-капитана Николаева. Узнав о ситуации, Николаев тут же отправился на помощь отряду Арсеньева, и уже утром 25 августа (7 сентября) добрался до его бивака и спас погибавших от голода людей.

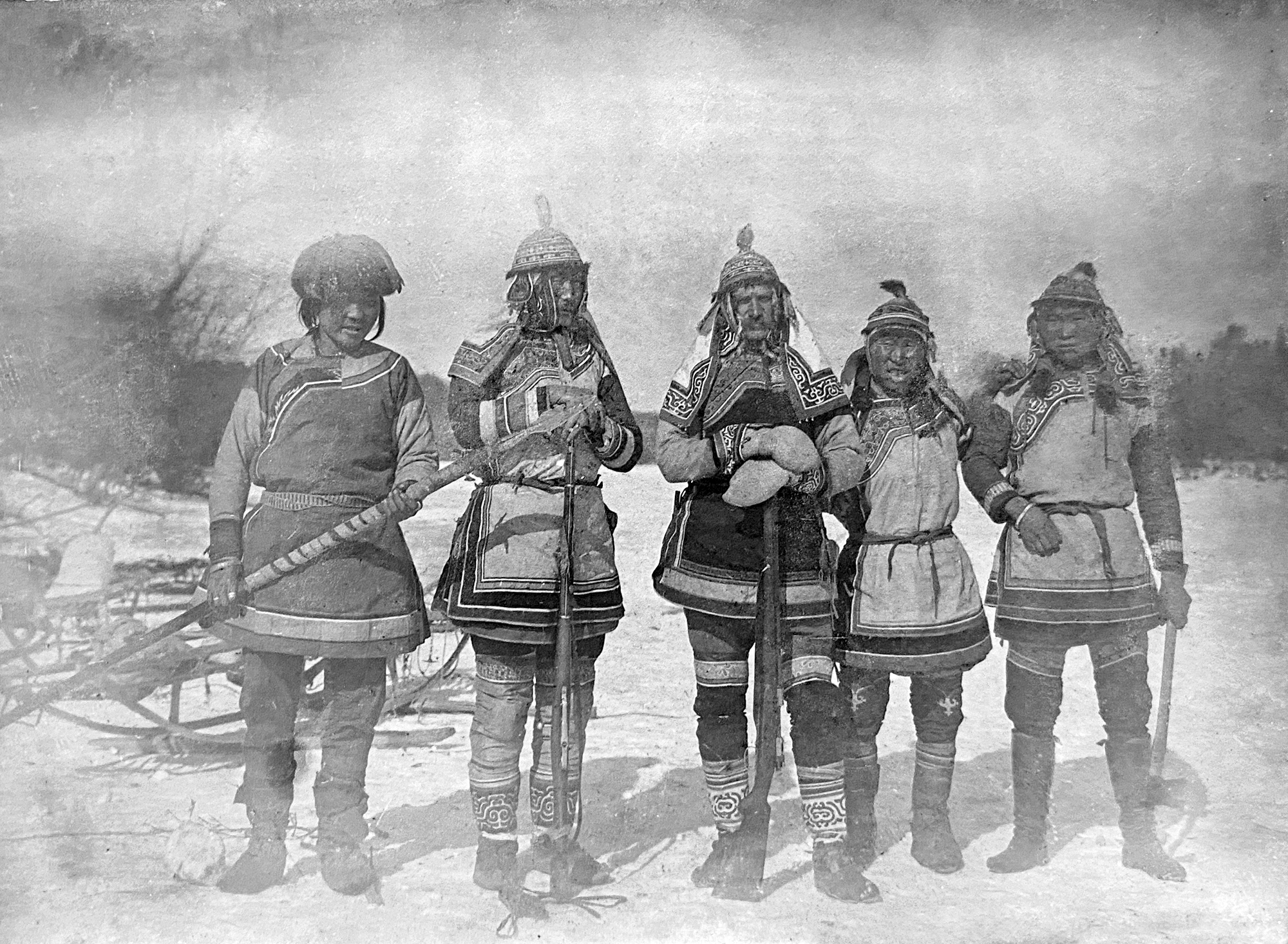
В. К. Арсеньев в удэгейском костюме (в центре) и удэгейцы с реки Анюй. Февраль 1909 года

В конце августа экспедиция вышла к морю, и вскоре добралась до Императорской гавани. После двух недель отдыха участники экспедиции оправились от 21-дневной голодовки, и 14 (27) сентября покинули Императорскую гавань, отправившись на юг. В устье Самарги, куда экспедиция добралась 28 октября (10 ноября), пришлось целый месяц ждать штабс-капитана Николаева, который должен был доставить новое снаряжение. Дальнейший путь по зимней тайге экспедиция проделала на нартах, в которые было запряжено несколько собак. Встретив новый 1909 год в устье реки Буй, отряд перевалил через Сихотэ-Алинь и, без происшествий пройдя сквозь тайгу, вышел к Амуру. Экспедиция разбила лагерь в 128 километрах от Хабаровска. Арсеньев отправился в город, чтобы доложить о результатах экспедиции.

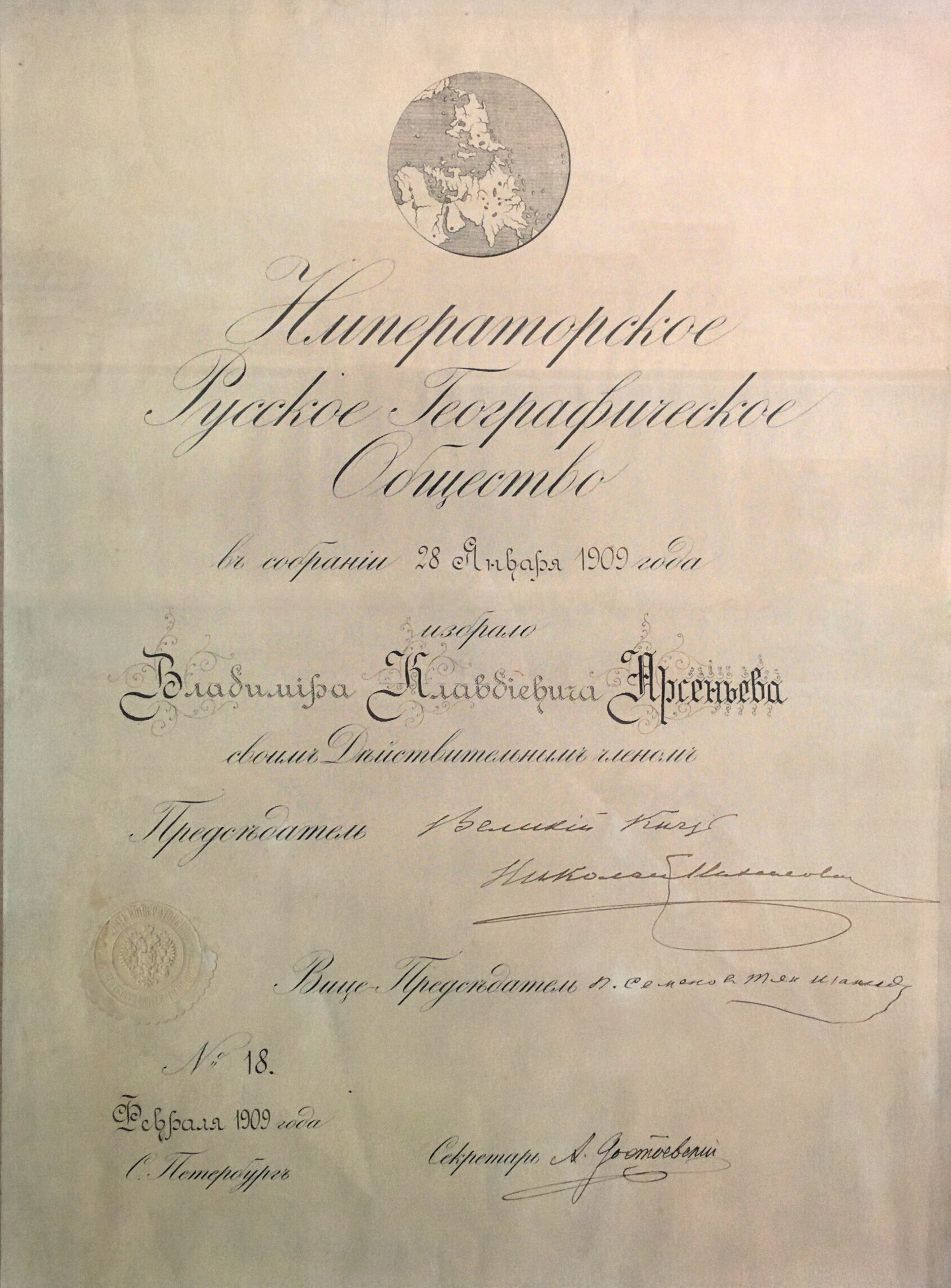
Диплом действительного члена Императорского Русского географического общества, выданный В. К. Арсеньеву. Подписан председателем ИРГО великим князем Николаем Михайловичем и заместителем председателя ИРГО П. П. Семёновым-Тян-Шанским

Доклад, сделанный Арсеньевым в зале Общественного собрания, был встречен овацией стоя. Публика была восхищена мужеством оказавшихся на краю гибели путешественников. 28 января (10 февраля)  1909 года Арсеньева избрали действительным членом Императорского Русского Географического Общества. Рекомендации ему дали секретарь ИРГО А. А. Достоевский и действительный член этого общества ротмистр А. Н. Гудзенко. В Хабаровске Арсеньев сдал в Переселенческое управление предварительный колонизационный отчёт экспедиции. После недолгого отдыха дома он вернулся к своему отряду, стоявшему лагерем у озера Синда, и 16 февраля (1 марта)  1909 года экспедиция продолжила работу. Спустившись вниз по течению Амура к устью реки Анюй, отряд пошёл по рекам Пихца и Тормасуни. Достигнув хребта Сихотэ-Алинь, экспедиция перебралась через него и вышла к реке Икбу, и затем к реке Коппи.
28 марта (10 апреля)  1909 года отряд Арсеньева вышел к Татарскому проливу, и на лодках отправился к мысу Кекурному. Проведя исследования в прибрежном районе, отряд пешком добрался до маяка Святого Николая в Императорской Гавани, чтобы провести там необходимые работы. Закончив, экспедиция повернула обратно на север и дошла до бухты Аука, а затем, пройдя мыс Сюркум и бухту Молосова, 15 (28) июня достигла залива Де-Кастри, где экспедиционный отряд расположился на недельный отдых. Отсюда экспедиция двинулась в сторону села Мариинско-Успенского на озере Кизи. Следующая часть маршрута снова была пройдена на лодках: 13 (26) июля отряд вернулся к хребту Сихотэ-Алинь, который перевалил по рекам Ясемаль и Чичемаль, а затем вышел на реку Тумнин, по которой 27 июля (9 августа)  1909 года добралась до Императорской гавани. В период с августа по октябрь 1909 года Арсеньев обследовал бассейны рек Хади, Тутто, Ма, Уй и Чжуанка, впадающих в Татарский пролив в районе Императорской гавани.
На 3 (16) октября в отряде Арсеньева, помимо него самого, числились лишь двое солдат — Илья Рожков и Павел Ноздрин. Остальные члены экспедиции постепенно выбывали из неё по окончании срока службы или по болезни. В этот день они приступили к длительному маршруту по рекам Тумнин, Акур и Хунгари из бухты Датта к Амуру. Совершив тяжёлый 76-дневный лыжный переход через Сихотэ-Алинь, 11 (24) января 1910 года путешественники вышли к селу Вознесенскому на Амуре. Экспедиция, длившаяся 19 месяцев, завершилась 21 января (3 февраля) возвращением в Хабаровск. В тот же день на собрании Приамурского отдела ИРГО экспедиции Арсеньева было присвоено название «Юбилейная» — в честь 50-летия присоединения Приамурья к Российской Империи по результатам подписания Айгунского договора графом Муравьёвым-Амурским.

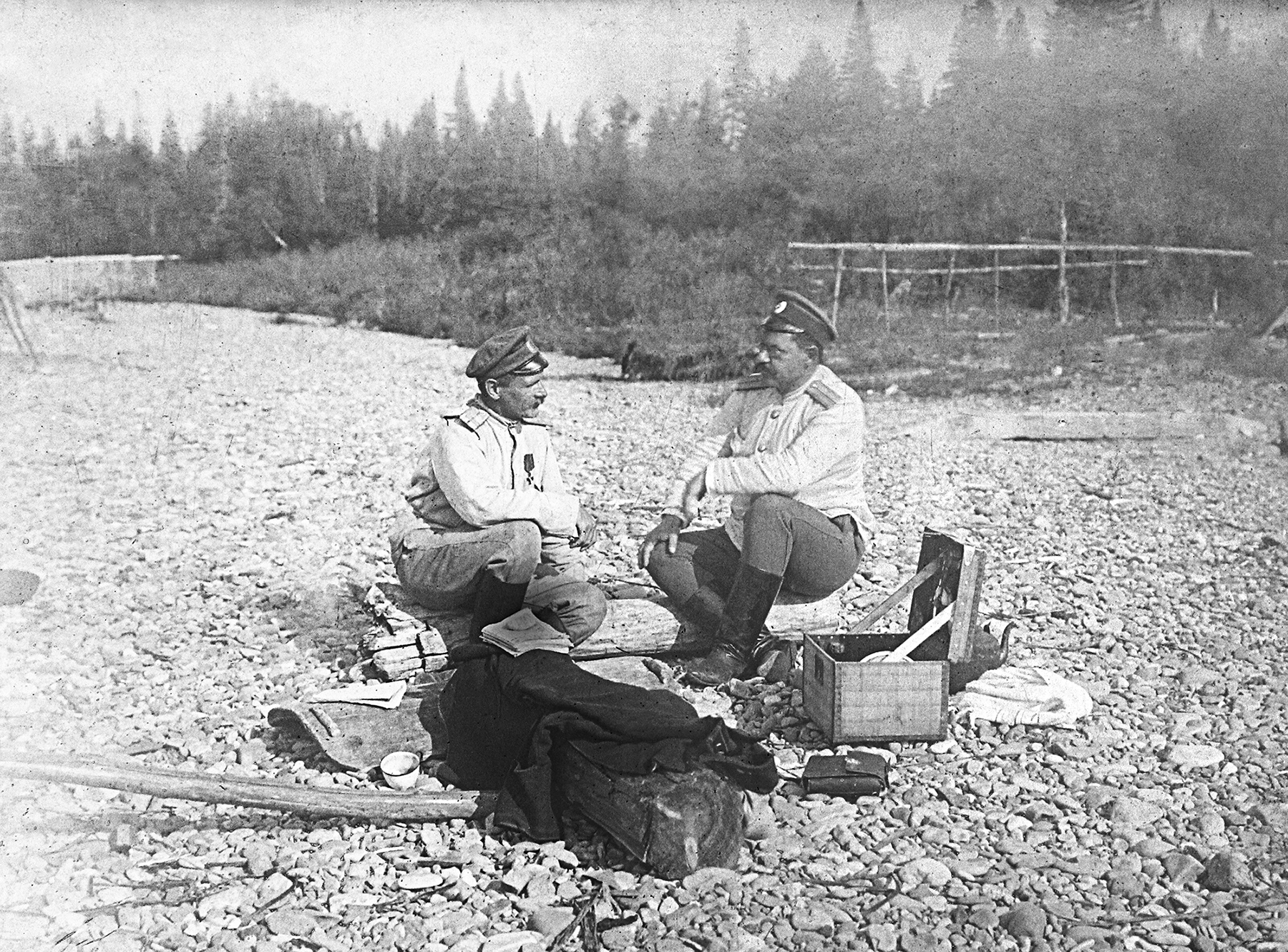
Штабс-капитан В. К. Арсеньев (слева) на пикнике. Лето 1910 года

Среди сборов экспедиции были обширные этнографические, ботанические и прочие коллекции, более ста листов маршрутной съёмки, многочисленные фотографии, восемь экспедиционных тетрадей, в числе которых три путевых дневника, три дневника метеорологических наблюдений и два журнала астрономического определения пунктов, множество рисунков и абрисов съёмок местности. Было собрано множество различных сведений о реках, флоре и фауне, а также словарные материалы по орочскому и удэгейскому языкам, и много другого. Все сделанные маршрутные съёмки были сданы в штаб Приамурского военного округа. В ходе экспедиции были проведены раскопки нескольких старинных укреплений, найдены две стоянки каменного века. Хребет Сихотэ-Алинь был пересечён семь раз.
По просьбе редактора хабаровской газеты «Приамурье» А. П. Сильницкого Арсеньев по мере возможности прямо из экспедиции посылал в редакцию письма с путевыми заметками. Свой первый «Отрывок из путевого дневника» он отправил вместе с возвращавшимися из тайги проводниками-орочами 21 июля (3 августа)  1908 года. За время экспедиции Арсеньев отправил более 70 писем, из которых дошла до Хабаровска и появилась в печати только половина. Эти письма, в 1908—1912 годах публиковавшиеся в газете под общим заголовком «Из путевого дневника», позже легли в основу повести Арсеньева «В горах Сихотэ-Алиня». Кроме того, спустя почти полвека, уже после смерти В. К. Арсеньева, исследователь его биографии, этнограф, фольклорист и его личный знакомый М. К. Азадовский, не без оснований считавший эти заметки первым научно-популярным трудом Арсеньева, собрал их воедино и снабдил обширными комментариями, дав сборнику название «Жизнь и приключения в тайге». Эта книга впервые была издана в 1957 году издательством «Географгиз» под общей редакцией академика С. В. Обручева.

## Поездка в Санкт-Петербург и новое назначение
Сразу же по возвращении из 19-месячной экспедиции Арсеньев энергично взялся за обработку экспедиционных материалов, составление отчётов и разбор коллекций. К осени он не только закончил отчёты, но и на основе собранных в экспедициях 1900—1910 годов материалов написал несколько обширных докладов: «Китайцы в Уссурийском крае», «Орочи-удэхе» и «Древнейшая история Уссурийского края». В июле 1910 года Владимир Клавдиевич Арсеньев стал директором Хабаровского краеведческого музея имени Н. И. Гродекова Приамурского Отдела ИРГО, и занимал этот пост по май 1919 года, а затем снова — с 1 октября 1924 по 15 декабря 1925 года.
Летом 1910 года, в ходе своей поездки по Амуру и Сахалину, Хабаровск посетил известный учёный-этнограф Лев Яковлевич Штернберг. Для Арсеньева знакомство с ним стало прекрасной возможностью устранить свои пробелы в знаниях по этнографии. В августе Арсеньев совершил со Штернбергом небольшое плавание из Николаевска до поста Александровского на Сахалине.

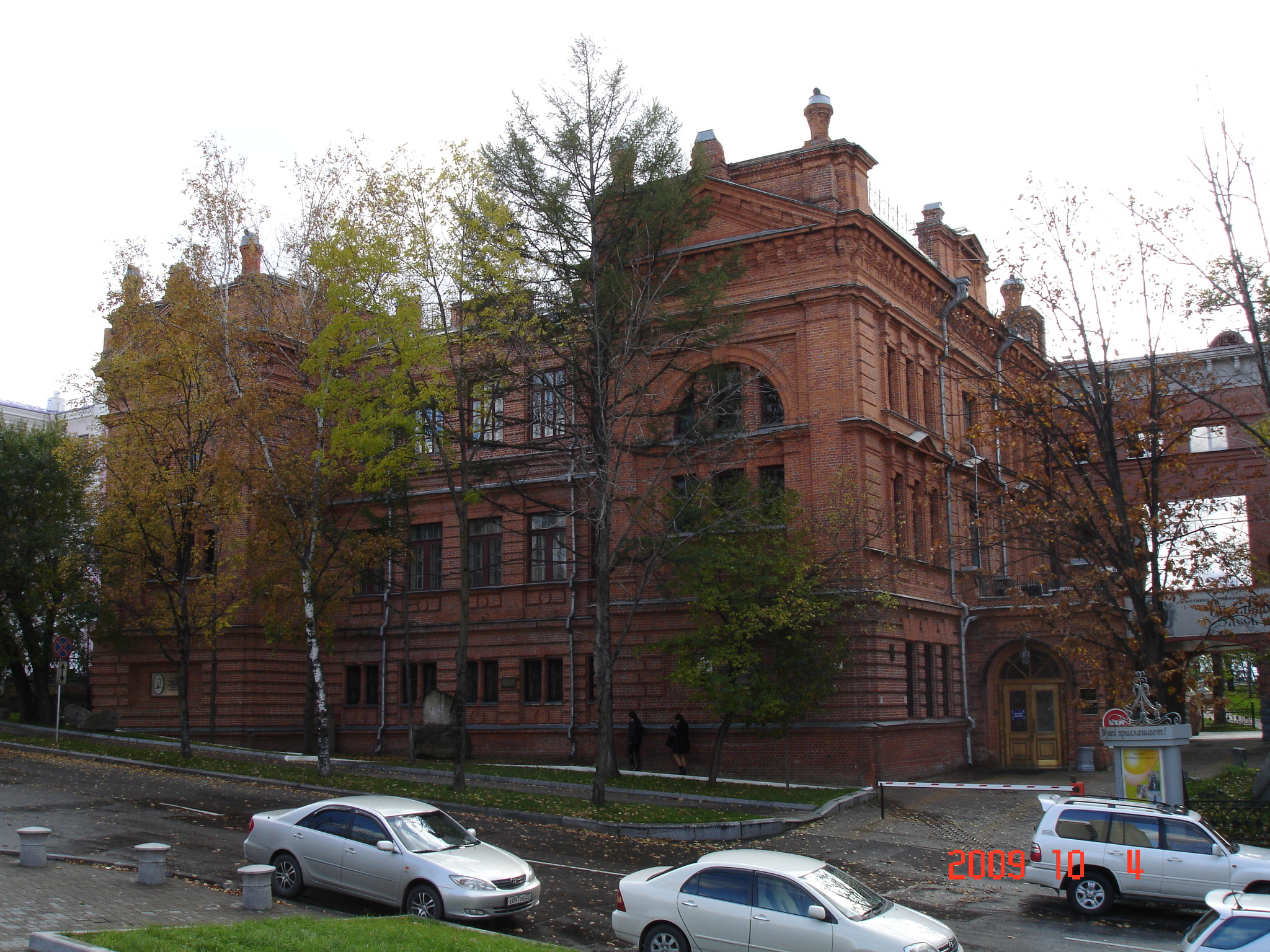
Хабаровский краевой музей им. Н. И. Гродекова

В октябре 1910 года В. К. Арсеньев в качестве помощника начальника эшелона сопровождал в Сызрань уволившихся в запас солдат. С собой он вёз ящики с экспонатами, собранными в своих экспедициях. По завершении своих служебных дел Арсеньев отправил свои коллекции в Санкт-Петербург, и следом поехал сам.

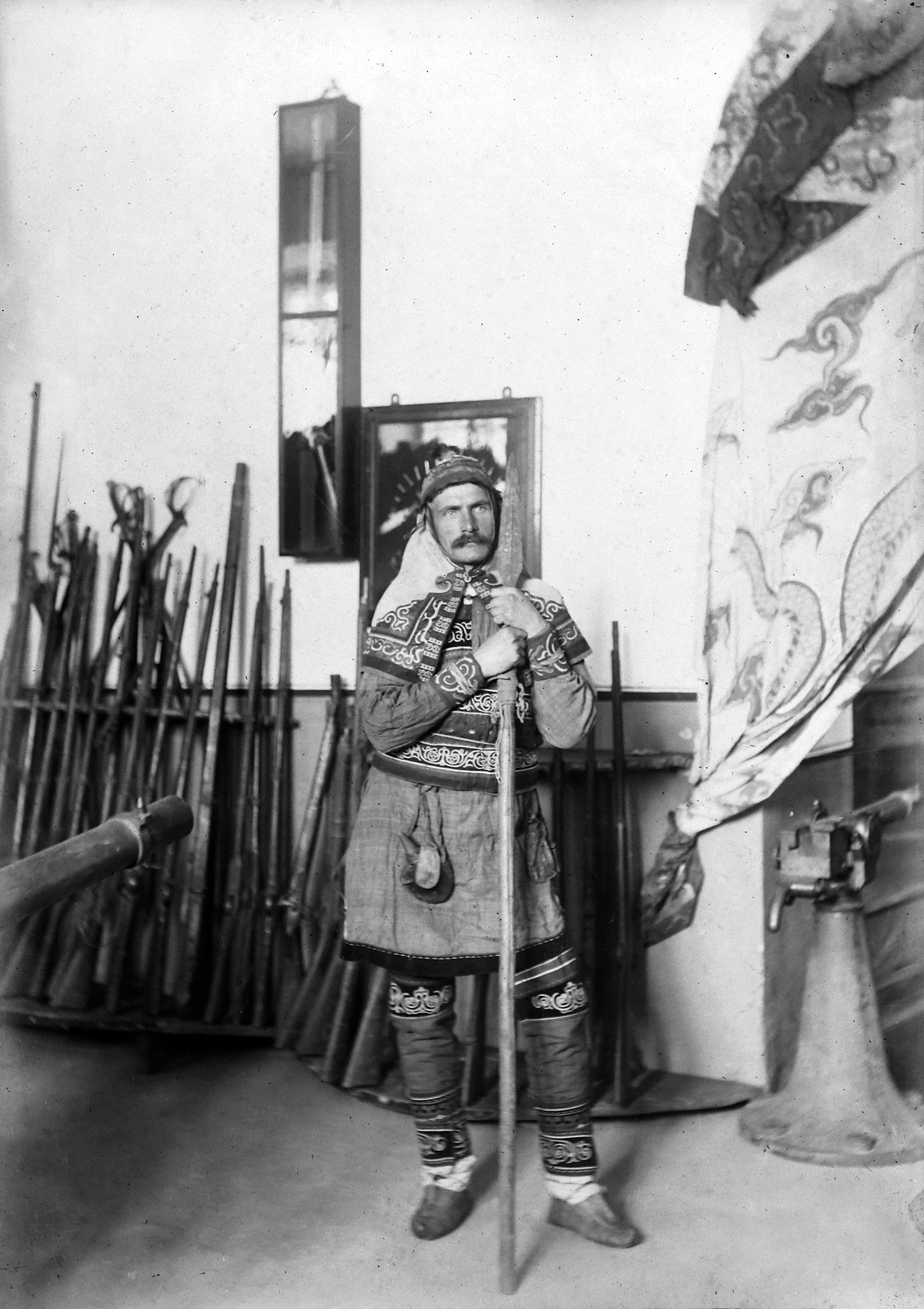
Владимир Арсеньев в удэгейском костюме у экспонатов Гродековского музея Приамурского отдела ИРГО. Хабаровск, 1910 год

В Санкт-Петербурге Арсеньев пробыл с 1 (14) ноября 1910 года по апрель 1911 года, неоднократно выступал c докладами о своих путешествиях и исследованиях. 5 (18) января 1911 года В. К. Арсеньев впервые присутствовал на заседании отделения этнографии ИРГО, а 25 февраля (10 марта) в присутствии известных учёных и путешественников П. К. Козлова, П. Н. Луппова, М. М. Пришвина, вышедшего в отставку генерал-губернатора П. Ф. Унтербергера и других, он выступил в с докладом «Китайцы в Уссурийском крае», затем в марте — с докладом «Орочи-удэхе». Через год за эти доклады В. К. Арсеньев был награждён малой серебряной медалью ИРГО. В Офицерском собрании на Литейном проспекте Арсеньев выступил перед членами Русского военно-исторического общества с докладом «Древнейшая история Уссурийского края по легендам китайцев и на основании археологических находок 1903—1907 гг.».
За свои этнографические коллекции, принесённые в дар Русскому музею, Арсеньева наградили серебряной медалью этого музея. В некоторой мере благодаря ходатайству управляющего Русским музеем великого князя Георгия Михайловича перед царём, научными заслугами Арсеньева заинтересовались не только в столичных научных кругах, но и при дворе. Стараниями покровителей штабс-капитан Арсеньев был представлен императору Николаю II. На Общероссийской этнографической выставке в Русском музее Арсеньев был удостоен чести лично представить царю свои этнографические коллекции. Подробности о посещении выставки императором Николаем II со слов Арсеньева приводит литератор М. К. Азадовский:
Арсеньеву было приказано убрать с выставки все черепа, кости, и все предметы, связанные с культом погребения, так как Николай II терпеть не мог всяких упоминаний о смерти. Арсеньева предупреждали, что царь большой знаток и любитель археологии… На этом основании Арсеньев ждал от царя ряда специальных вопросов, однако все вопросы Николая и замечания были на редкость пусты и банальны: вроде вопросов о времени, трудностях и т. д. «Чувствовалось, — вспоминал Арсеньев, — что ему нечего спрашивать, и он задавал вопросы лишь из светской любезности».
Помимо знакомства с ведущими столичными учёными-географами и этнографами, Арсеньев столкнулся с интригами и завистью к своим успехам. По этому поводу Арсеньев писал в одном из своих писем:
Интриг между учёными в Петербурге — хоть отбавляй! В этом отношении у нас в провинции лучше. Я всегда идеализировал — мне казалось, что между учёными должна быть полная солидарность и внимание к обоюдным интересам, — а увидел я другое… Нехороший осадок оставил у меня Питер — карьеризм поглотил человека! Этот Вавилон закрутил было и меня, да, слава богу, я вовремя очнулся и убежал к себе в Приамурье.
Возвращению в Хабаровск поспособствовала срочная телеграмма от нового генерал-губернатора Приамурской области Н. Л. Гондатти, занявшего пост ушедшего в отставку в конце 1910 года П. Ф. Унтербергера. Срочный вызов домой не помешал Арсеньеву заехать на обратном пути в Москву, чтобы повидаться с переехавшими туда родителями. В Москве Арсеньев также выступал со своими докладами и познакомился с некоторыми известными учёными и исследователями, в числе которых были Д. Н. Анучин и Б. М. Житков. Возвращаясь в Хабаровск, Арсеньев забрал с собой младшего брата Александра, недавно окончившего Константиновский межевой институт в Москве.
Причиной срочного вызова Арсеньева в Хабаровск было то, что новый генерал-губернатор Н. Л. Гондатти принялся формировать свою администрацию, среди сотрудников которой он хотел видеть и числившегося на хорошем счету штабс-капитана Арсеньева. 26 марта (8 апреля)  1911 года В. К. Арсеньев, в виде редкого для того времени исключения, был переведён на гражданскую службу с сохранением военного чинопроизводства и довольствия, а 28 апреля (11 мая)  1911 года был назначен старшим производителем работ Уссурийской межевой партии, находящейся в ведомстве Переселенческого управления Главного управления землеустройства и земледелия, и фактически расстался с воинской службой, которой посвятил 20 лет жизни.
Сам Арсеньев планировал по возвращении из Санкт-Петербурга совершить в 1911 году ещё две небольшие экспедиции по Уссурийскому краю для уточнения и пополнения своих экспедиционных записей, затем посвятить два года систематизации и обработке всех собранных материалов, а после — организовать самостоятельную экспедицию к Берингову проливу или к Северному Ледовитому океану. Поэтому в своём переводе в Переселенческое управление Арсеньев видел хорошую возможность для организации небольших экспедиций по Уссурийскому краю для пополнения своих исследовательских материалов. Однако, как раз вследствие перевода на новую работу, этим планам было не суждено сбыться в том виде, в котором желал бы Арсеньев.

## Секретные экспедиции 1911—1913 годов
Несмотря на то, что экспедиции 1911—1913 годов с подачи самого Арсеньева до сих пор широко считаются научно-исследовательскими, они были посвящены борьбе с хунхузами и браконьерами, и носили секретный характер. Их секретность объясняется тем, что у хунхузов было множество осведомителей, нередко связанных, в том числе, и с местными властями. Многие годы хунхузы буквально терроризировали население Уссурийского края: промышляя грабежами, разбоем и убийствами, они не щадили ни русских, ни туземцев, ни даже китайцев. К 1911 году эта проблема встала настолько остро, что недавно назначенный на должность Приамурского генерал-губернатора Н. Л. Гондатти энергично взялся за её решение, поручив разработку плана борьбы с хунхузами хорошо зарекомендовавшему себя штабс-капитану В. К. Арсеньеву.

### Экспедиция 1911 года
6 (19) июня 1911 года Арсеньев направил на рассмотрение Гондатти доклад с разработанным им планом борьбы с хунхузами и лесными браконьерами. Согласно докладу, предусматривался арест хунхузов и конфискация их оружия, сжигание бесхозных фанз как их потенциальных притонов, уничтожение любого найденного браконьерского снаряжения и изъятие с составлением актов добытого меха, пантов и женьшеня, поиск и выселение на родину китайцев, не имеющих разрешения на жительство и прочее. Арестованных китайцев предполагалось отправлять в определённые места на побережье, где их должен был забирать специально заходивший туда пароход для отправки на родину. Всё найденное оружие и таёжные сокровища конфисковывались строго под запись, опечатывались и также отправлялись во Владивосток.

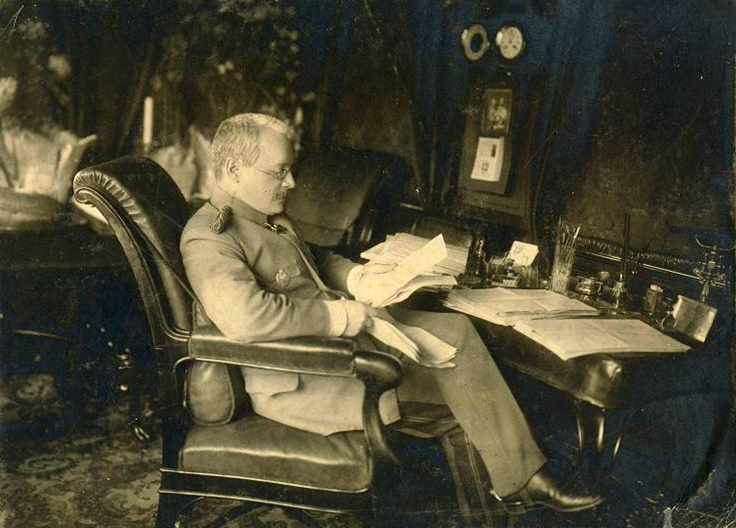
Приамурский генерал-губернатор Н. Л. Гондатти

После утверждения сметы, 20 июня (3 июля) 1911 года экспедиция в составе штабс-капитана Арсеньева, переводчика Канцелярии генерал-губернатора А. А. Шильникова, троих студентов-помощников, а также ботаника Н. А. Десулави, выехала на поезде из Хабаровска во Владивосток. Оттуда Арсеньев отправил на северное побережье Приморской области студента Бутлерова с припасами и Н. А. Десулави для сбора ботанических коллекций, а сам 5 (18) июля отправился в залив Святой Ольги. По прибытии туда к отряду присоединился пристав Заольгинского стана К. И. Михайлов и 13 нижних чинов полицейской и лесной стражи, а также проводник — удэгеец Сале. Всего в экспедиции участвовало не менее 20 человек.
14 (27) июля отряд Арсеньева высадился на берег и приступил к поискам хунхузов. К началу августа были обследованы реки Нахтоху (Кабанья), Холонку (Светлая), Сунерх, Каньчжу, Кумуху (Кузнецовка), Тахобе (Соболевка) и Кусун (Максимовка) на территории современного Тернейского района Приморского края. На реке Кусун Арсеньеву пришлось на протяжении четырёх дней преследовать убегавших в горы хунхузов. Благодаря помощи удэгейцев, напавших на след, хунхузы были пойманы. За это время было задержано 25 китайцев и 13 корейцев без документов, уничтожено около 3000 браконьерских снастей и ловушек, конфисковано большое количество оружия.

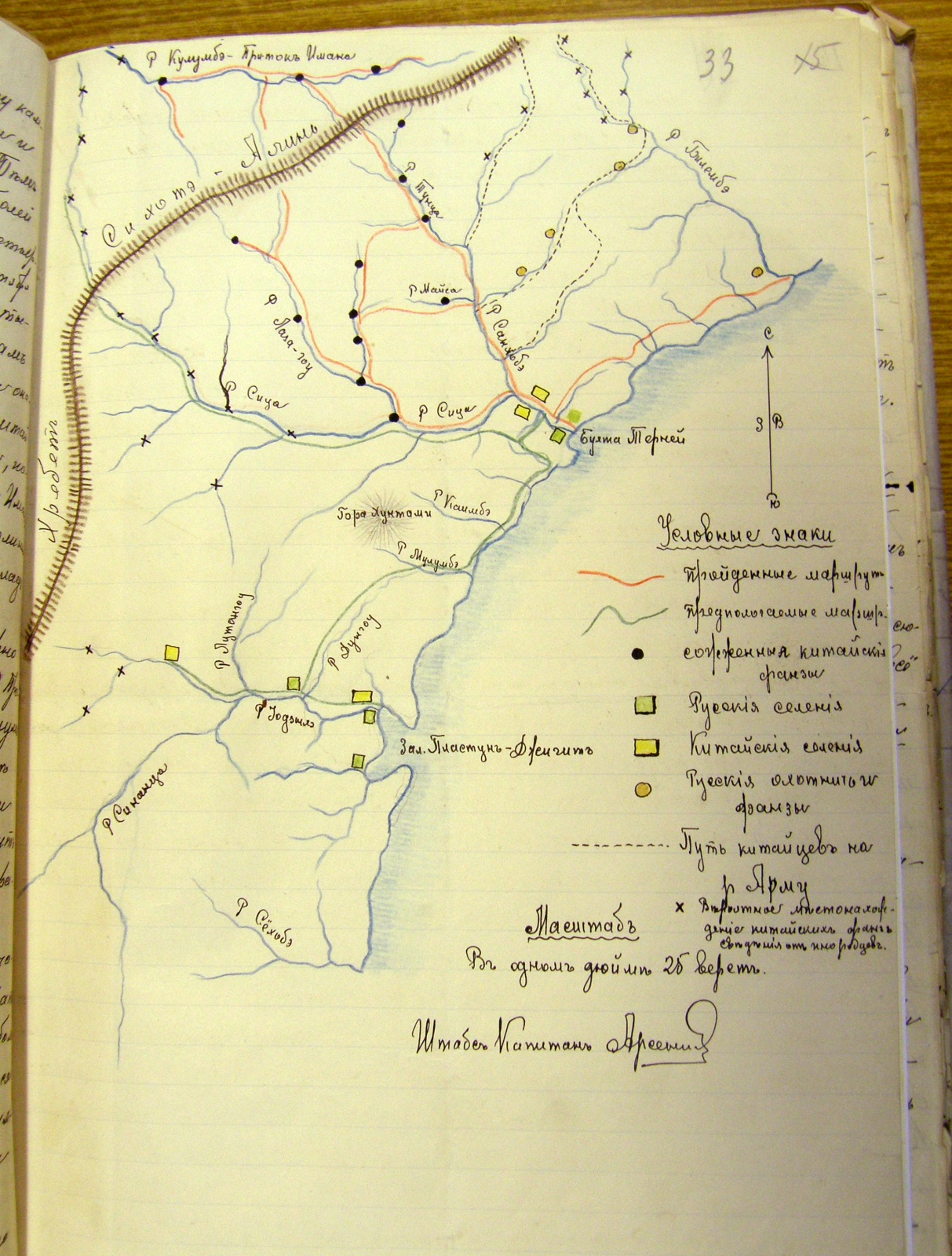
Рукописная карта В. К. Арсеньева с изображением сожжённых китайских фанз в районе между бухтами Пластун и Терней. Приложение к донесению генерал-губернатору от 18 октября 1911 г.

Несмотря на секретный характер экспедиции, сохранять секретность маршрутов было достаточно трудно: поскольку всех задержанных в тайге бандитов и браконьеров надлежало отправлять в назначенные пункты на берегу моря, где их должны были подбирать проходившие мимо рейсовые суда, Арсеньев должен заранее договариваться с капитанами судов о расположении этих пунктов. При этом значительную часть матросов на судах составляли китайцы, которые, зная о местах будущих остановок для принятия на борт задержанных, могли заблаговременно предупреждать своих соплеменников-браконьеров о районах предстоящих поисков. Узнав о намерениях отряда Арсеньева провести зачистку в том или ином районе, браконьеры спешно уходили в горы, и Арсеньеву неоднократно приходилось их преследовать.
Миновав реки Великая Кема и Такунчи, Арсеньев перевалил через хребет Сихотэ-Алинь, и вышел на реку Арму, район которой был чрезвычайно богат на соболя. О масштабах браконьерского промысла на Сихотэ-Алине ярко свидетельствует тот факт, что за 17 дней, которые Арсеньев вместе со своим отрядом пробыл на реках Арму и Такунчи, ими были сожжены 26 бесхозных зверовых фанз, уничтожено 4824 соболиные ловушки, 6552 снасти для ловли пушного зверя, 489 снастей для ловли кабарги и множество заготовок для новых ловушек. К этому моменту отряд прошёл вглубь материка более 160 километров.

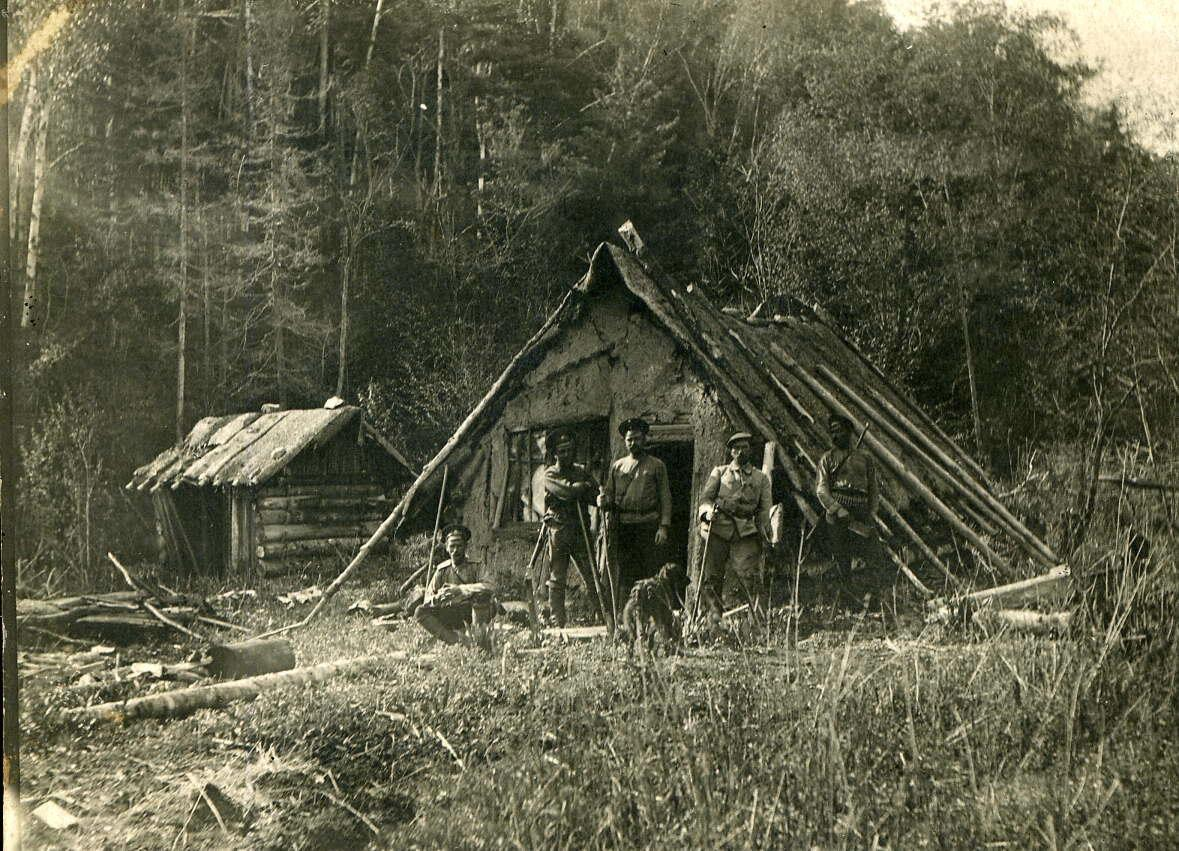
Участники первой секретной экспедиции у зверовой фанзы в тайге. В. К. Арсеньев — крайний слева (сидит)

В начале сентября Арсеньев вернулся к морю, и затем спустился вниз по побережью к бухте Терней. В октябре он обследовал реку Сахомбе, где было сожжено 14 зверовых фанз, задержано 23 китайца и один кореец, а также реки Тетюхе и Синанца, и затем вышел к заливу Рында, где 1 (14) ноября экспедиция окончила свою работу и отправилась морем во Владивосток. В 20-х числах ноября 1911 года Арсеньев вернулся в Хабаровск.

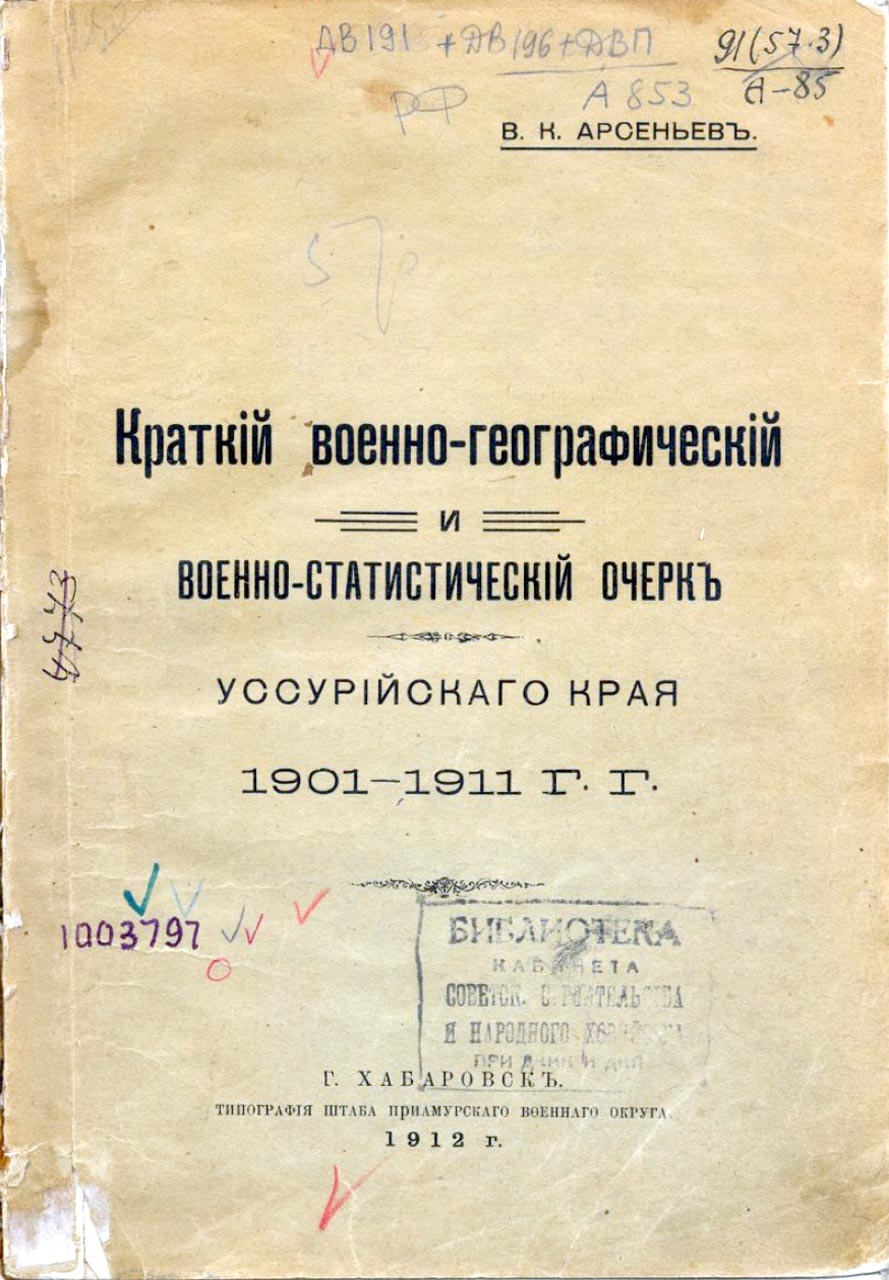
Обложка первого издания «Краткого военно-географического и военно-статистического очерка Уссурийского края 1901—1911 гг.»

В результате экспедиции, длившейся три с половиной месяца (с 15 (28) июля по1 (14) ноября 1911 года), было задержано и доставлено во Владивосток для отправки на родину 136 незаконно проживающих китайцев и корейцев, сожжено 58 зверовых фанз и уничтожено огромное количество ловушек на дикого зверя. Хотя экспедиция имела совершенно ненаучные цели и задачи, в ходе неё Арсеньев при любой удобной возможности проводил научные исследования, вёл наблюдения и делал сборы. Не упуская случая, Арсеньев делал раскопки, составлял описание сохранившихся городищ, древних укреплений и дорог.
Несмотря на то, что значительная часть маршрутов уже была пройдена в 1906—1908 годах, их повторение дало возможность провести повторные наблюдения за природой и населением, дополнить и уточнить исследования предыдущих лет. Флористом экспедиции Н. А. Десулави было собрано более 800 растений, при этом Арсеньев также собирал собственные гербарии. Ботанические исследования Арсеньева и Десулави имеют важнейшее значение, поскольку систематические исследования флоры Уссурийского края никогда не проводились севернее 45° с. ш. (района бухты Терней). Таким образом, Арсеньев и Десулави были первыми исследователями прибрежной флоры от бухты Терней до мыса Золотой. Совместно с Н. А. Десулави Арсеньеву удалось установить точную биогеографическую границу смены маньчжурской флоры охотской: в районе исследований экспедиции эта граница проходила по реке Сунерх, в 26 километрах севернее мыса Олимпиады. В 1961 году правдивость выводов Десулави и Арсеньева была подтверждена советским биогеографом А. И. Куренцовым, который предложил назвать эту границу «Линией Арсеньева».
Ещё одной заслугой Арсеньева является проведённая им вместе с приставом Заольгинского стана К. И. Михайловым поголовная перепись аборигенного населения, живущего на морском побережье севера Уссурийского края, от бухты Терней до мыса Золотого включительно.
К моменту завершения своей четвёртой большой экспедиции на Сихотэ-Алинь Арсеньев располагал богатейшим научным материалом об Уссурийском крае, собранным им за 1900—1911 годы. Это позволило ему по возвращении в Хабаровск закончить написание своей первой крупной работы (324 страницы) «Краткий военно-географический и военно-статистический очерк Уссурийского края. 1900—1911 гг.». На момент своего появления очерк являлся первым энциклопедическим сборником сведений об Уссурийском крае в его современных на тот момент границах. Очерк был издан в 1912 году штабом Приамурского военного округа с приложением в виде сборника цветных карт. Параллельно с «Очерком» Арсеньев работал над другой обширной работой — своим первым этнографическим исследованием «Китайцы в Уссурийском крае». Результаты археологических исследований, соотнесённые с местным фольклором, легли в основу статьи «Материалы по изучению древнейшей истории Уссурийского края» (опубликована в 1912 году).

### Экспедиция 1912—1913 годов
Несмотря на хороший оклад и возможность попутно с основной работой вести в экспедициях самостоятельные этнографические исследования, Арсеньев был недоволен тем, что приамурский генерал-губернатор Н. Л. Гондатти пытается «пристегнуть» его к административной работе, и очень тяготился ею. По словам самого Арсеньева, высказанным им в письме путешественнику П. К. Козлову:
Административная деятельность мне не по душе. Я с удовольствием променял бы даже губернаторский пост на скромную роль географа-исследователя, хотя бы и в самом малом масштабе.
Тем не менее, любую порученную ему работу Арсеньев выполнял со свойственными ему тщательностью и ответственностью. Вопреки желаниям Арсеньева, он был назначен на административную должность. 9 (22) января 1912 года Переселенческое управление откомандировало его к Н. Л. Гондатти в качестве чиновника особых поручений при особе генерал-губернатора, а ещё через две недели Арсеньев получил должность штаб-офицера для поручений при Переселенческом управлении. 13 (26) января Арсеньев представил генерал-губернатору разработанный им план ещё четырёх экспедиций для борьбы с хунхузами.
В феврале 1912 года по приказу Гондатти штабс-капитан Арсеньев находился в десятидневной командировке на строящейся станции Бира с целью выяснения состояния каменноугольных копей и условий быта рабочих. При этом даже в сугубо служебной по своим задачам командировке Арсеньев нашёл время и для научных исследований: как и обычно, сферами его деятельности были этнография и археология. Вернувшись в Хабаровск 8 (21) марта, Арсеньев выступил в Приамурском отделе ИРГО с докладом о своей командировке. Через несколько дней в газете «Приамурские ведомости» его доклад был опубликован под общим заголовком «Река Бира, угольные копи Бирского каменноугольного товарищества и строящаяся Амурская железная дорога».
После возвращения из командировки Арсеньев спешно занялся подготовкой к очередной экспедиции по выслеживанию хунхузов и браконьеров, которая являлась продолжением работ экспедиции 1911 года. Накануне отъезда, 4 (17) апреля 1912 года, Арсеньеву, за выслугу лет, был присвоен чин капитана, и уже через два дня он отправился в новую экспедицию и выехал во Владивосток. Там к нему присоединилось девять городовых, и затем все вместе выехали в село Кремово, к месту сбора участников экспедиции. Помимо полицейских чинов, в отряд Арсеньева вошли переводчик А. А. Шильников, младший брат В. К. Арсеньева Александр Клавдиевич в качестве препаратора, и другие.
22 апреля (5 мая) отряд выступил к реке Лефу, и вскоре достиг урочища Анучино. Оттуда экспедиция пошла по реке Даубихе, и в начале мая достигла Семёновки (ныне — город Арсеньев), в окрестностях которой отряд находился всю первую половину мая 1912 года. Миновав Чугуевку, отряд перевалил через Сихотэ-Алинь и достиг поста Святой Ольги. К этому моменту было задержано около 800 браконьеров, которые были отправлены из морем во Владивосток. Далее Арсеньев выступил к реке Тетюхе, по пути к которой было задержано ещё до 200 браконьеров.

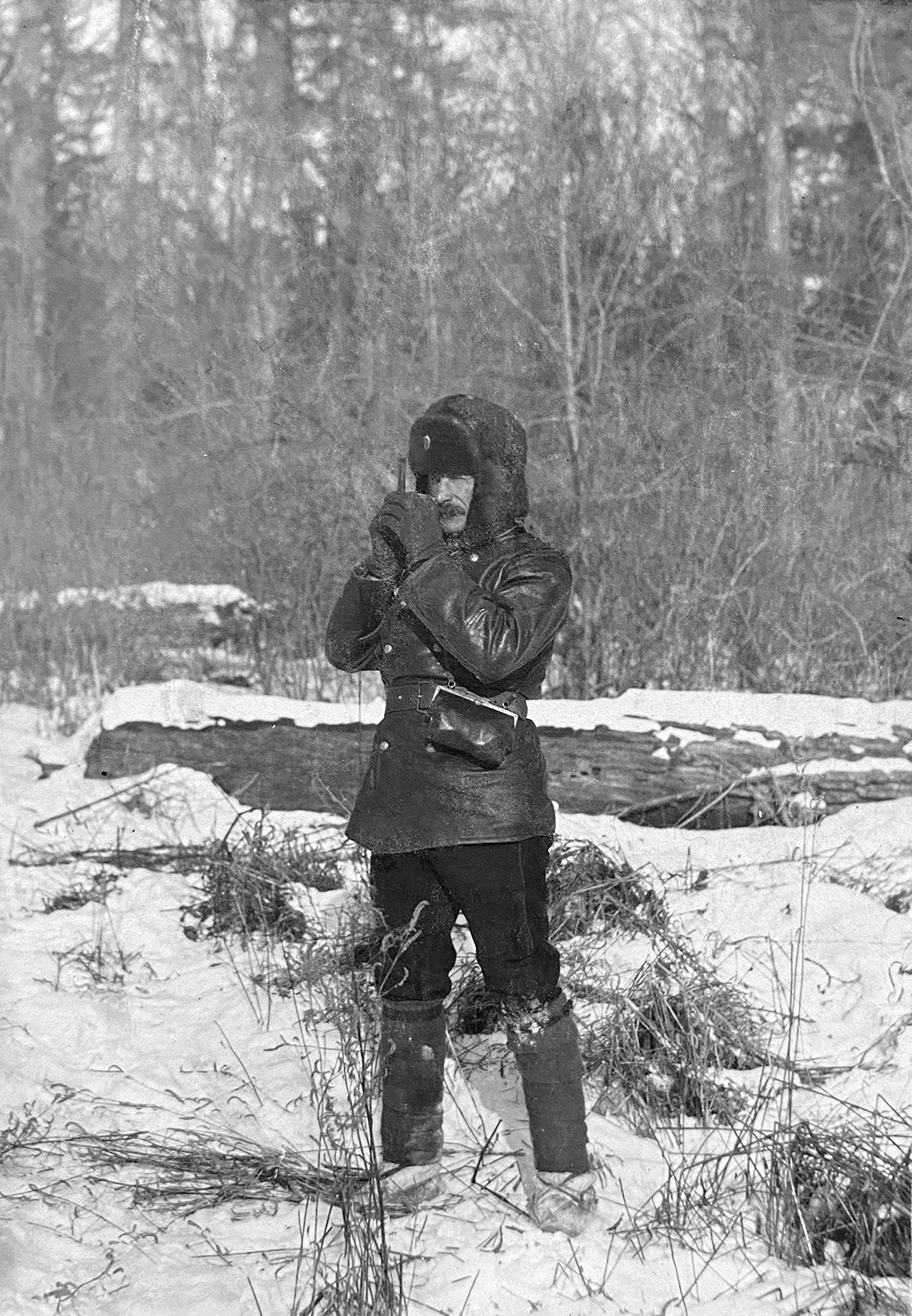
В. К. Арсеньев берёт направление буссолью Шмалькальдера. Река Такунчи, 22 декабря 1912 года

Разделившись на две партии, которые возглавили В. К. Арсеньев и А. А. Шильников, участники экспедиции обследовали долины рек Тетюхе и Тадуши соответственно, и затем встретились у залива Святой Ольги, откуда отправили во Владивосток около 250 задержанных браконьеров и хунхузов. После этого отряд вновь разделился, и до конца экспедиции две партии действовали автономно. А. А. Шильников со своей частью отряда обследовал долины рек Пхусун и Сучан, где и завершил свой маршрут в начале 1913 года, в то время, как часть отряда под командованием Арсеньева начала зимний переход к станции Иман через Сихотэ-Алинь. На этом участке пути к ним присоединился будущий многолетний проводник Арсеньева — удэгеец Сунцай Геонка.
Перевалив через хребет, 25 декабря 1912 года (7 января 1913 года) путешественники остановились на отдых, украсили рождественскую ёлку и отпраздновали Рождество. В конце января 1913 года отряд Арсеньева добрался по реке Иман до одноимённой станции Уссурийской железной дороги, и 29 января (11 февраля) 1913 года поездом вернулся в Хабаровск.
Итогом почти десятимесячной экспедиции, помимо 204 сожжённых браконьерских фанз и огромного числа задержанных браконьеров и хунхузов, стало археологическое исследование Никольск-Уссурийского, Иманского и Ольгинского уездов Приморской области. В ходе экспедиции Арсеньев вычертил планы всех попадавшихся по пути археологических памятников и доставил в Гродековский музей около 100 ящиков с древними артефактами. Кроме того, были собраны обширные этнографические и ботанические коллекции, которые Арсеньев отправил для изучения ведущим учёным страны, а также в Русский музей.
Собранные материалы позволили Арсеньеву закончить монографию «Китайцы в Уссурийском крае. Очерк историко-этнографический» (опубликована в 1914 году). Почти сразу после своего появления монография была высоко оценена в научной среде. В 1920-х годах она была переведена на немецкий язык и в 1926 году издана в Берлине под названием «Russen und Chinesen in Ostsibirien» («Русские и китайцы в Восточной Сибири»).

## Деятельность в 1913—1917 годах

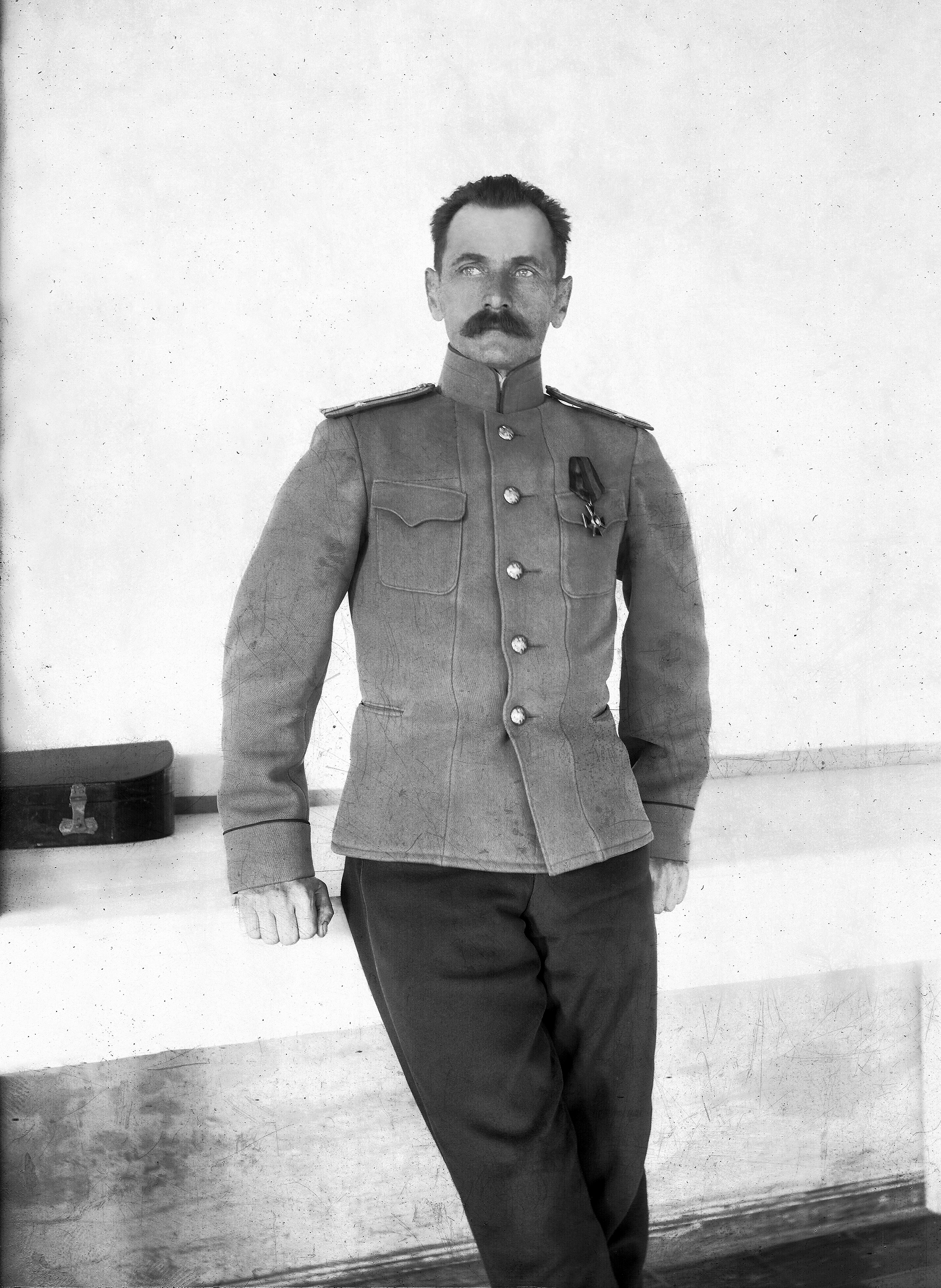
Подполковник Владимир Арсеньев. Хабаровск, 1915 г.

В период с 1913 года и вплоть до самой Февральской революции 1917 года Арсеньеву не удалось совершить ни одной полноценной экспедиции, не считая нескольких кратковременных служебных поездок по краю. Причиной тому было нежелание Н. Л. Гондатти отпускать Арсеньева в новые экспедиции под предлогом необходимости завершения обработки собранного материала и начавшаяся в 1914 году Первая мировая война. При этом сообщается, что некоторые чиновники из окружения Гондатти обвиняли Арсеньева в медлительности. С учётом того, что в это время Арсеньев завершил сразу несколько больших трудов, которые появились в печати в 1913—1914 годах, все обвинения в медлительности принято считать необоснованными.
9 (22) апреля Арсеньев был избран членом Русского орнитологического комитета. 6 (19) мая 1913 года ему был пожалован чин подполковника. В июле Арсеньев был назначен заместителем комиссара научного отдела выставки Приамурского края, посвящённой 55-летию Хабаровска и 300-летию царствования Дома Романовых, выставочный комитет которой возглавлял Н. Л. Гондатти.

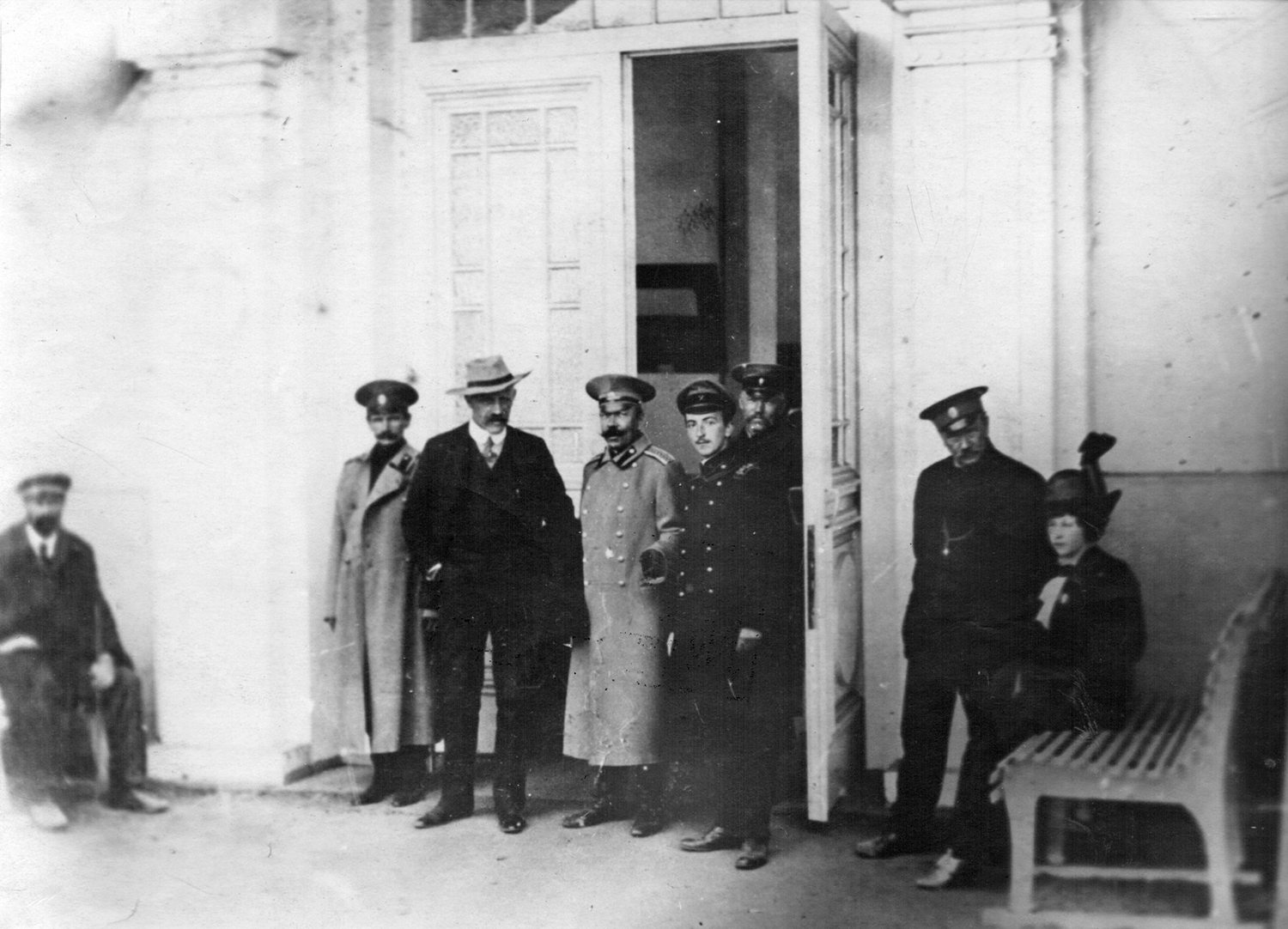
В. К. Арсеньев (слева) и Фритьоф Нансен на железнодорожном вокзале Хабаровска 23 сентября 1913 г.

Осенью 1913 года проездом из Владивостока в Хабаровске побывал всемирно известный норвежский путешественник и полярный исследователь Фритьоф Нансен. 23 сентября (6 октября) в 10 часов вечера Нансен прибыл на поезде на вокзал Хабаровска, где его встречали представители городских властей и общественности, а также члены Приамурского отделения ИРГО во главе с Арсеньевым. На следующий день Нансен в сопровождении Арсеньева, дававшего пояснения, посетил юбилейную выставку, библиотеку и Гродековский музей, а 25 сентября (8 октября) они совершили небольшую экскурсию по Амуру. За несколько дней, проведённых вместе, Нансен и Арсеньев подружились, и после отъезда Нансена из Хабаровска поддерживали переписку вплоть до его смерти в 1930 году, обменивались своими научными публикациями и книгами. В 1920-х годах Нансен оказывал помощь Арсеньеву в публикации его трудов в Германии на немецком языке.

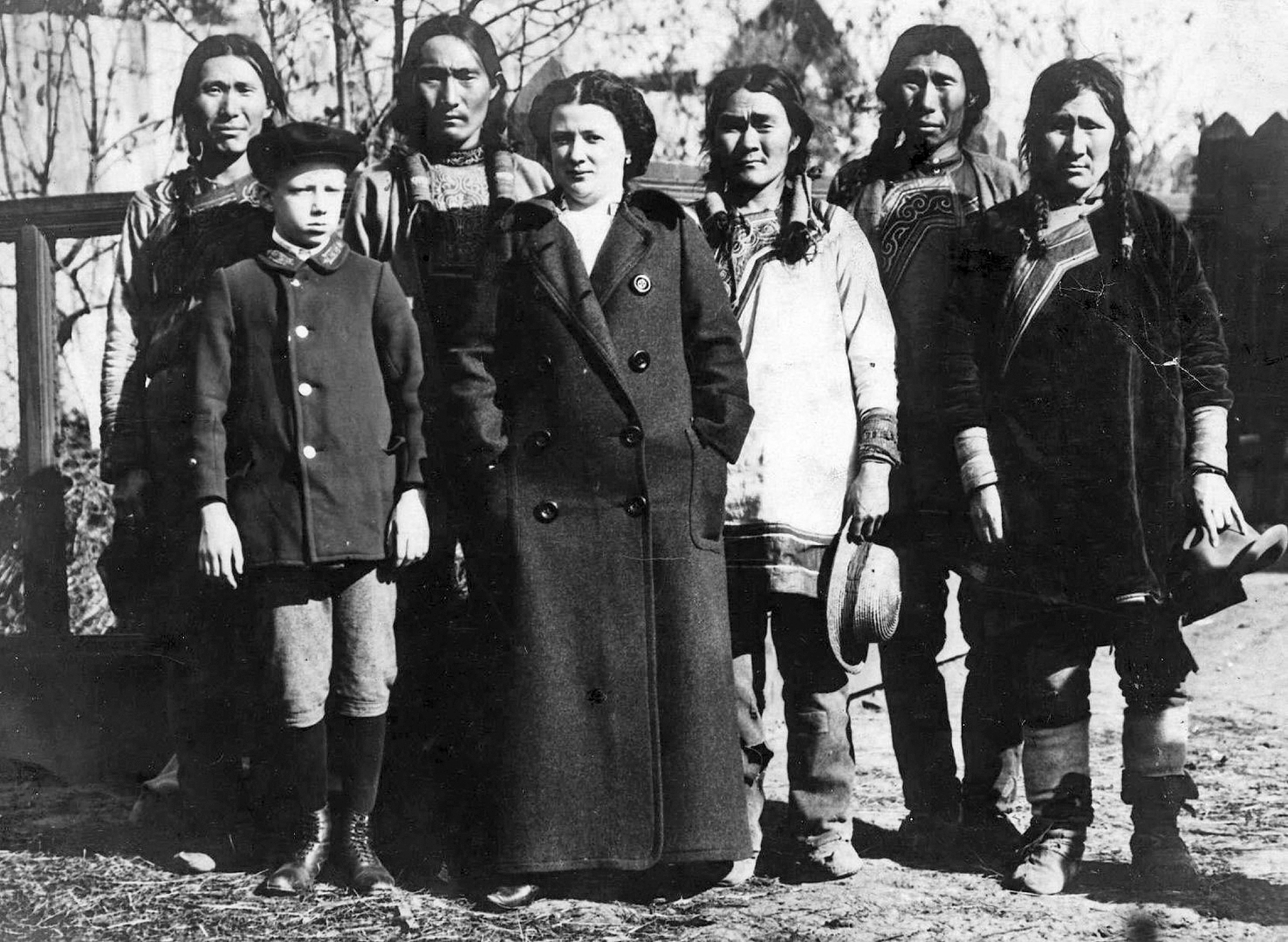
Жена В. К. Арсеньева Анна Константиновна и его сын Владимир (Воля) в окружении удэгейцев — друзей Арсеньева. Хабаровск, около 1913 года

Весной 1914 года Арсеньев планировал поездку к удэгейцам, однако из-за начавшейся войны генерал-губернатор Гондатти не дал на неё своего разрешения. Летом того же года Хабаровск посетил следовавший на Амур для проведения антропологических измерений польский этнограф Станислав Понятовский. После приезда он посетил штаб Приамурского военного округа, где вручил Арсеньеву свои рекомендательные письма от Л. Я. Штернберга и Ю. М. Шокальского. При этом интересно, что и в Петербурге и во Владивостоке, где Понятовский останавливался проездом, ему единодушно рекомендовали Арсеньева как единственного человека, который может помочь ему в исследованиях.
Арсеньев с большим энтузиазмом провёл гостю экскурсию по Гродековскому музею, продемонстрировал свои этнографические коллекции и сборы, а также путевые дневники, помог найти для Понятовского аборигена-ороча, с которого тот снял гипсовую маску и сделал необходимые антропологические измерения. Последующие дни Понятовский провёл в экспедициях на Амуре. Начало Первой мировой войны вынудило его прервать работы и вернуться. Вскоре после начала войны у Арсеньева также гостил венгерский профессор этнографии Балог Бенедек Баратоши. Примечательна история его личного знакомства с Арсеньевым. Профессор Б. Б. Баратоши вместе со своим 17-летним сыном находился в экспедиции на средства Венгерского национального музея. После посещения Сахалина, где он изучал айнов и ороков, он приехал на Амур и исследовал ульчей, где его застигла Первая мировая война. Поскольку Баратоши очень плохо говорил по-русски, его приняли за австрийского шпиона, арестовали и доставили в Хабаровск. На вопрос, кто на Дальнем Востоке его знает и может подтвердить его личность, он указал на В. К. Арсеньева. Последний, в свою очередь, подтвердил личность задержанного, и под его поручительство Баратоши был отпущен. Арсеньев планировал в будущем 1915 году отправиться в экспедицию вместе с Понятовским и Баратоши, однако продолжавшаяся война и непозволение со стороны Гондатти помещали её осуществлению. Благодаря стараниям Арсеньева, Баратоши получил разрешение для выезда в Японию, откуда он планировал через Америку отправиться домой. В качестве благодарности он, по просьбе Арсеньева, собрал в Японии для Хабаровского музея коллекцию айнских предметов, однако по неизвестным причинам его посылка до Хабаровска не дошла.

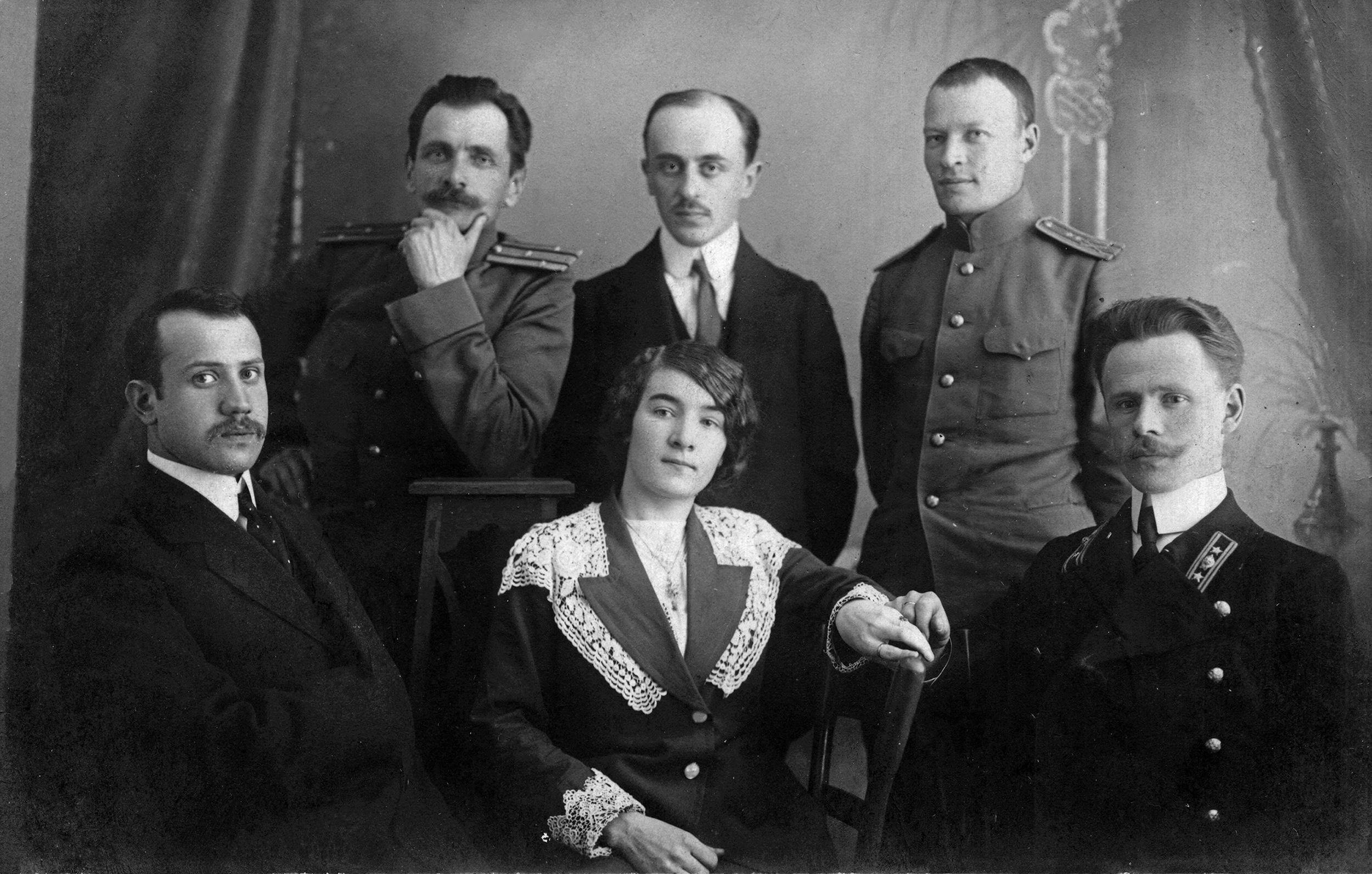
Владимир Арсеньев и члены этнографического кружка. Слева в нижнем ряду — М. К. Азадовский. Хабаровск, 1914 г.

Уехавший за некоторое время до Б. Б. Баратоши С. Понятовский оставил на сохранение в Хабаровском музее собранные на Амуре этнографические коллекции, рассчитывая после окончания войны вернуться и забрать их, однако продолжавшаяся война и последовавшие за ней революционные события 1917 года не позволили ему осуществить свои планы. По запросу из Америки Арсеньев отправил ящики Понятовского в консульство США во Владивостоке, откуда они были пересланы в Америку. В благодарность за помощь Понятовскому Арсеньев был избран членом Вашингтонского Национального географического общества. Впоследствии пересылка коллекций Понятовского выдавалась недоброжелателями Арсеньева за распродажу музейных ценностей заграницу, что Арсеньеву удалось опровергнуть с большим трудом, и имело для него неприятные последствия.
После начала Первой мировой войны в Хабаровск на принудительные работы было доставлено множество военнопленных немцев и австрийцев, среди которых был немецкий скульптор Карл Туттер и профессор палеонтологии Адальберт Либус. По ходатайству Арсеньева они были переведены на работу в Хабаровский музей, где работали под его руководством на протяжении двух лет, вплоть до возвращения на родину.

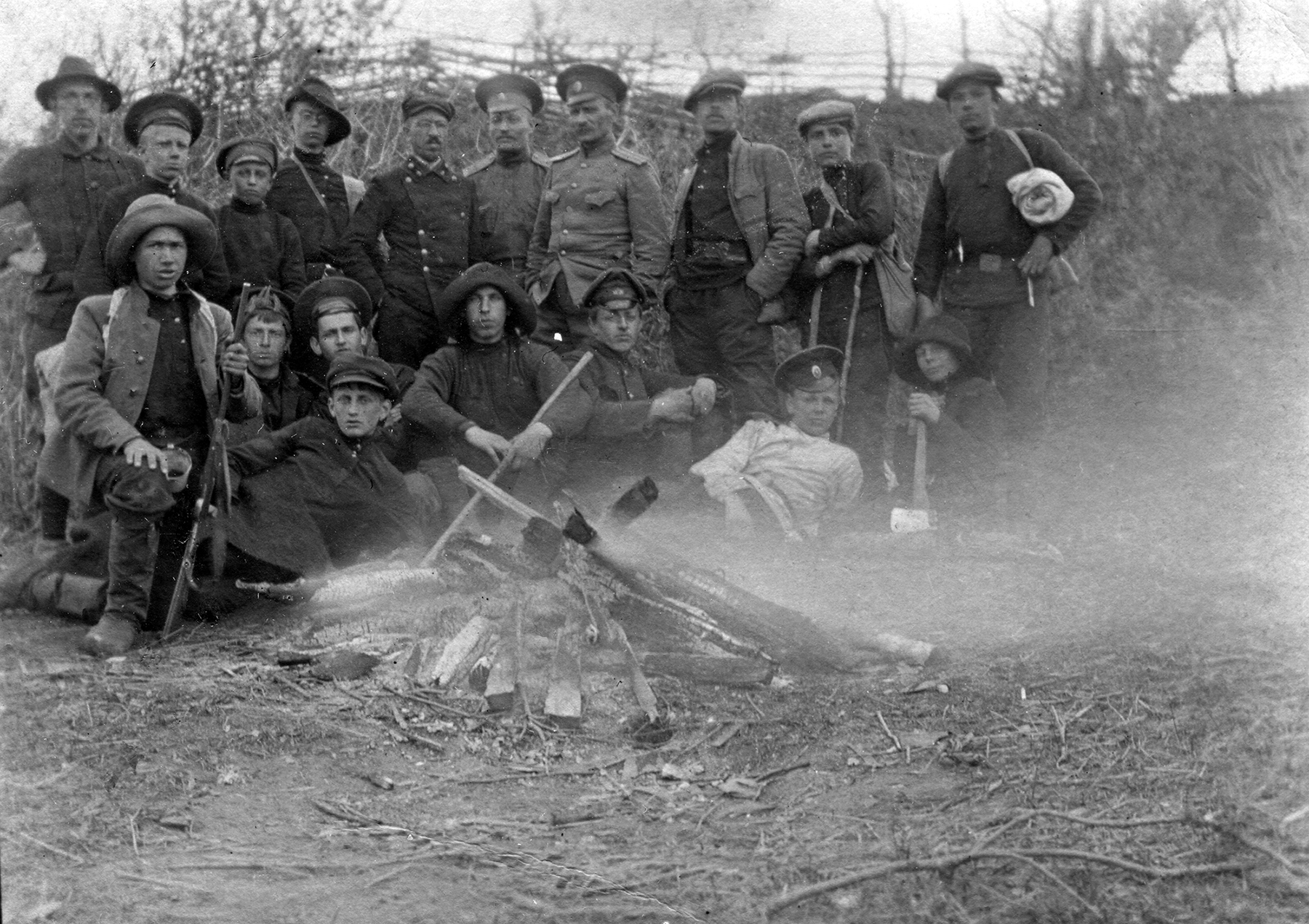
В. К. Арсеньев (стоит в центре) с учениками Хабаровского реального училища во время экскурсии на хребет Хехцир 28 августа — 2 сентября 1914 г. Четвёртый слева стоит будущий исследователь Арктики Георгий Ушаков, второй слева — сын Арсеньева Владимир (Воля). Третий слева — будущий ветеран БАМа Владимир Павлов, 1901 г.р.

В 1914 году Арсеньев много работал над своими книгами «По Уссурийскому краю» и «Дерсу Узала», основанными на путевых дневниках экспедиций 1902—1908 годов; в Хабаровске была издана его монография «Китайцы в Уссурийском крае. Очерк историко-этнографический». Примечательно, что в этом же году Арсеньев создал собственный этнографический кружок, в который, помимо него самого и его жены Анны Константиновны, входили некоторые близкие друзья и хабаровские краеведы. Раз в неделю члены кружка собирались, как правило, на квартире у Арсеньева, делали доклады и делились впечатлениями о прочитанных статьях и книгах по этнографии. Кроме того, в 1914 году по инициативе Арсеньева при Приамурском отделе ИРГО было организовано отделение археологии, истории и этнографии, объединившее более 30 исследователей, в которое со временем влился кружок любителей этнографии. Летом 1914 года Арсеньев консультировал приехавшего из Москвы для съёмок «наиболее интересных видов» Приамурского края кинооператора Фёдора Бремера, одного из сотрудников кинопромышленника А. А. Ханжонкова. В конце августа 1914 года Арсеньев совершил вместе с учениками Хабаровского реального училища шестидневную экскурсию на хребет Хехцир.
С сентября по декабрь 1915 года Арсеньев по заданию генерал-губернатора Н. Л. Гондатти находился в командировке по южной части Уссурийского края, занимаясь борьбой с хунхузами в районе поста Святой Ольги, села Спасского и города Никольск-Уссурийского. В декабре 1915 года в Посьетском районе Арсеньев возглавлял оборону русских селений от нападений хунхузов и трижды участвовал в перестрелках. Весной 1916 года Арсеньев, сопровождая Н. Л. Гондатти в командировке, побывал во Владивостоке, в бухте Фельдгаузена, селе Полтавка и у озера Ханка. С июня по август 1916 года Арсеньев находился в командировке в Маньчжурии, посетив Харбин, Дайрен и прочие города. В Харбине Арсеньев выступил с серией докладов в Обществе русских ориенталистов и был избран его почётным членом.

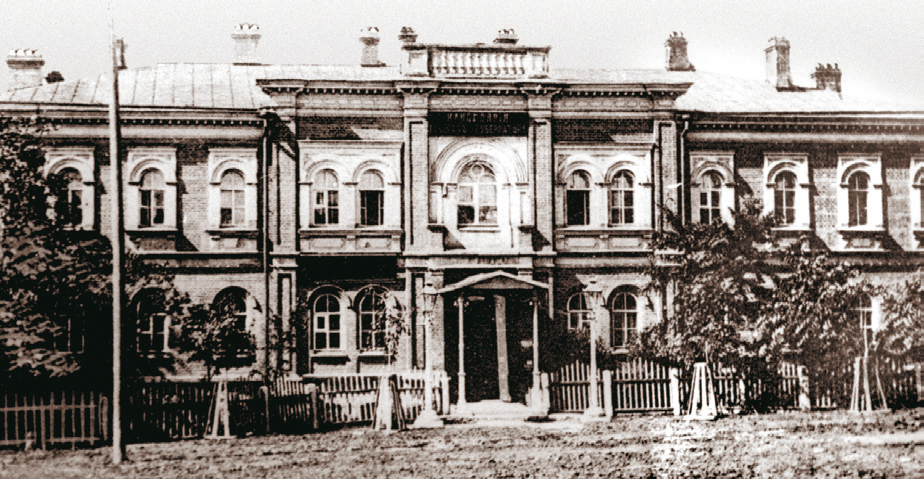
Канцелярия приамурского генерал-губернатора. Хабаровск, улица Муравьёва-Амурского, 27

В октябре 1916 года произошла окончательная размолвка Арсеньева с приамурским генерал-губернатором Н. Л. Гондатти, явившаяся следствием продолжавшегося на протяжении нескольких лет конфликта, причиной которого, во многом, было непозволение Гондатти отпустить Арсеньева в экспедиции. Из-за начавшейся Первой мировой войны многие офицеры были мобилизованы на фронт, и каждый оставшийся специалист был особенно ценен. Жена Арсеньева Анна Константиновна, впоследствии вспоминая о причинах конфликта, рассказывала:
Шла война, в 1915 году, кажется, муж хотел пойти в «ледовитый поход» на несколько лет. «Поход навстречу смерти», — говорила я. Гондатти не пустил Володю. «На фронте плохи дела», «Каждый знаток на вес золота, не могу отпустить». Арсеньев дулся на Гондатти.
Кроме того, из-за начавшейся войны Хабаровский музей им. Н. И. Гродекова, директором которого работал Арсеньев, лишился финансирования, при этом появилась невозможность пополнить коллекции музея из-за невозможности провести экспедиции. Вдобавок ко всему, генерал-губернатор не выделял музею денег на пополнение коллекций, что сильно задевало Арсеньева.
Уволившись со службы в Переселенческом управлении 10 (23) октября 1916 года, и тем самым покинув свой пост у Гондатти, в январе 1917 года Арсеньев вернулся на армейскую службу в военное ведомство. В конце марта 1917 года он был переведен в 13-й Сибирский стрелковый запасный полк, и в начале мая подлежал отправке на фронт Первой мировой войны. Благодаря ходатайству Академии наук и Русского географического общества перед Временным правительством подполковника Арсеньева, успевшего доехать до места дислокации полка в Ачинске, вернули в Хабаровск, где он был вновь прикомандирован к штабу Приамурского военного округа и смог вернуться на должность директора Гродековского музея.
В мае 1917 года Арсеньев за свои исследования на Дальнем Востоке стал первым лауреатом учреждённой в 1916 году Русским географическим обществом премии имени М. И. Венюкова размером 1000 рублей. Поскольку ожидалось начисление большого процента на капитал премии, её планировалось выдать в будущем 1918 году, однако из-за Октябрьской революции и отмены вообще всех выдаваемых Русских географическим обществом премий В. К. Арсеньев так и не получил денежную часть премии.

## Комиссар по инородческим делам
После Февральской революции 1917 года делегаты первого съезда депутатов городских и уездных советов в Хабаровске ходатайствовали перед Временным правительством об учреждении должности комиссара по инородческим делам. 29 июня (12 июля) 1917 года на общем съезде представителей всех сословий из всех частей Дальневосточного края комиссаром по инородческим делам Временного правительства был избран Владимир Арсеньев. В связи с этим, приказом Временного правительства от 10 (23) октября 1917 года подполковник В. К. Арсеньев уволен с военной службы «для определения по статским делам» с переименованием в коллежские советники. На протяжении многих лет сочувствовавший туземцам Арсеньев с большим энтузиазмом взялся за новую работу, и через своих друзей из разных частей Дальнего Востока стал собирать сведения о жизни и нуждах коренного населения. Однако, не удовлетворяясь докладами своих помощников, Арсеньев решил лично организовать поездки с целью обследования положения аборигенного населения. На должности комиссара по инородческим делам им были предприняты поездки к устью Амура (3 [16] августа — 12 [25] августа 1917 года), на реку Тунгуска (17 [30] сентября — 4 [17] октября 1917 года) и на реки Олгон, Горин и Кур — так называемая «Олгон-Горинская» или также «Кур-Олгонская» экспедиция (20 ноября [3 декабря] 1917 года — 5 [18] февраля 1918 года).

### Поездка на Тунгуску 1917 года
Первой поездкой В. К. Арсеньева на посту комиссара по инородческим делам было короткое путешествие к устью Амура 3 (16) августа — 12 (25) августа 1917 года. В сентябре того же года Арсеньев вместе со своим помощником Б. И. Ильенковым предпринял поездку на реку Тунгуска. Рейс парохода «Переселенец», на котором Арсеньев рассчитывал добраться до Тунгуски, был отложен, и поэтому ему со спутником пришлось пересесть на паровой катер «Сатурн», отправлявшийся в том же направлении вместе с баржей «Бира». В первый день пути они достигли села Николаевка, где катер был вынужден остановиться для пополнения запаса дров. Весь путь на катере «Сатурн» сопровождался подобными остановками. По этому поводу Арсеньев писал в своём путевом дневнике:
Со свойственной русским халатностью наши командиры (они же кочегары и рулевые) не запаслись достаточно дровами, рассчитывая на „авось и как-нибудь“. Чтобы добраться до Николаевки, пришлось сжечь сходни, потому что дров не хватило. В заливе баржу оставили около селения, а катер пошёл дальше, к заводу, грузиться обрезками и щепками, набросанными на груды опилок. На нагрузку катера понадобилось три часа времени.
По той же причине катер остановился на следующий день у села Архангеловка. Воспользовавшись остановкой, Арсеньев совершил в окрестностях села археологическую разведку, не увенчавшуюся успехом. 19 сентября (2 октября) катер вошёл в реку Кур, на которой посетил сёла Уликэ, Новокурово и Преображенское.
Все посещённые Арсеньевым по пути русские поселения, за исключением Новокурово, вызвали у него крайне негативные эмоции своей разрухой и низкой культурой жителей. В экспедиционном дневнике Арсеньев не без досады сравнивал русские и корейские хозяйства в селе Уликэ:
Всякая корейская фанза дышит домовитостью, трудолюбием, видны забота и желание устроить жизнь получше, а у этих троглодитов написано на лице: похищничаю, уйду, а место это будь проклято — я не вспомню о нём.
20 сентября (3 октября) В. К. Арсеньев и его спутник Б. И. Ильенков сошли с катера и посетили нанайское стойбище Альды. Затем они пересели в лодку, на которой проделали оставшуюся часть пути, передвигаясь по реке от одного туземного стойбища к другому. Во время остановок в стойбищах Арсеньев беседовал с местными жителями — нанайцами и эвенками, спрашивая их о проблемах и нуждах. Утром 27 сентября (10 октября) Арсеньев с помощником вышел в обратный путь. В начале октября путешественники вернулись в Хабаровск.

### Олгон-Горинская экспедиция 1917—1918 годов
Известного русского этнографа Л. Я. Штернберга как председателя 2-го отделения РГО по составлению этнографической карты России чрезвычайно интересовал этнический состав практически неизученной в этнографическом отношении северо-восточной части Приамурского края. Экспедиция в этот район готовилась Арсеньевым ещё в 1914—1915 годах, однако из-за непозволения генерал-губернатора Н. Л. Гондатти осуществить её не удалось. Наконец, в ходе поездки на реку Тунгуска в 1917 году и после общения с местным аборигенным населением, Арсеньев задумал экспедицию в интересующий район — на реки Олгон, Горин и Кур. Средства на экспедицию выделил инженер и коммерсант В. А. Фёдоров, с условием взять с собой его сотрудника Г. К. Петрова для ознакомления с состоянием пушного промысла в районе следования экспедиции. Помимо него и Арсеньева в экспедиции принимали участие студенты-этнографы Н. П. Делле и Г. Д. Куренков (настоящее имя — А. Н. Липский), впоследствии — агент ОГПУ-НКВД, оппонент и жёсткий критик В. К. Арсеньева.
Днём 22 ноября (5 декабря) отряд во главе с Арсеньевым тронулся в путь с места сбора на станции Ин. Поскольку дорог по маршруту экспедиции не было, пришлось идти по льду едва замёрзших рек Ин и Урми. За первые дни пути люди несколько раз проваливались под лёд. Вечером следующего дня отряд остановился в рыбацком посёлке в устье реки Оль. Их дальнейший путь пролегал через стойбища Колдок и Кукан. Там путешественники пробыли со 2 (15) декабря по 8 (21) декабря. В стойбище Арсеньев познакомился с шаманом-тунгусом, который дал множество интересных сведений по географии и этнографии района, в том числе осветив интересовавшие Арсеньева вопросы шаманства. Студент Г. Д. Куренков решил остаться у тунгусов, и последующая часть маршрута была пройдена без него.
10 (23) декабря путешественники добрались до селения Талакан (Солонец), где были радушно встречены местными жителями-эвенками. В Талакане участникам экспедиции пришлось задержаться на шесть дней, ожидая, пока эвенки приведут оленей. Миновав долину реки Курун и реку Кукан, участники экспедиции приступили к восхождению на безымянный хребет, являющийся водоразделом между бассейнами рек Урми и Кур. Хребет произвёл на Арсеньева большое впечатление, и он дал ему имя Быгин-Быгинен, что в переводе с эвенкийского значило «начальник над начальниками».
Весь маршрут экспедиции пролегал через густые леса и болотные мари, при этом отряд сопровождал караван из 29 оленей. Миновав реки Биракан, Пучахун и Нирянь, вечером 30 декабря 1917 года (12 января 1918 года) путешественники вышли к реке Кур и остановились в стойбище Лан, где в течение десяти дней ожидали посланных за продовольствием и новыми оленями аборигенов. Там же Арсеньев со спутниками встретил новый 1918 год. Арсеньев, тяжело переживая события 1917 года, записал в своём дневнике:
Первый день Нового года. Прошлый год принёс много несчастий Родине. Что-то даст наступивший Новый год? Скорее бы кончалась эта солдатская эпоха со всеми её жестокостями и лишениями.
После возвращения аборигенов с провизией путешественники отправились на восток, вдоль хребта Ян-де-Янге (современное название — Джаки-Унахта-Якбыяна). Задержки в пути и недостаток продовольствия вынудили Арсеньева изменить маршрут: вместо намеченной реки Горин было решено идти к озеру Болонь. После пересечения хребта отряд миновал реки Уркан и Хочен, и вышел к реке Харби, на берегу которой стояло нанайское стойбище Дзяфэ. Там Арсеньев расплатился с эвенками, и отпустил их с оленями восвояси. Вскоре путешественники вышли к озеру Болонь. Поскольку не было бы известно, сколько дней займёт переход к Амуру, и в каком именно месте путешественники выйдут к реке, Арсеньев решил повернуть к озеру Болонь. К вечеру 31 января (13 февраля), проделав на нартах путь более 15 вёрст, путешественники достигли стойбища Нергуль. 5 (18) февраля они возвратились в Хабаровск.
Как и обычно, на всём протяжении пути Арсеньев вёл маршрутные съёмки, делал измерения температуры воздуха и атмосферного давления, собирал горные породы и минералы. Этнографические сборы Олгон-Горинской экспедиции включают в себя, в том числе, многочисленные записи словарного характера на якутском, эвенкийском, нанайском и удэгейском языках, а также подробные описания шаманских ритуалов и облачения шаманов. Событиям экспедиции Арсеньев посвятил небольшие рассказы «В тундре», напечатанный в журнале «Новый мир» в 1928 году и «Быгин-Быгинен», опубликованный во владивостокской газете «Красное знамя» годом позже. Кроме того, к 1 февраля 1929 года он планировал подготовить к печати труд «Кур-Олгонская экспедиция в горную область Ян-де-Янге», и, возможно сделал это, однако эта работа так и не была напечатана, а её рукопись ныне считается утерянной.

## Камчатская экспедиция 1918 года
После возвращения из Олгон-Горинской экспедиции Арсеньев сложил с себя полномочия комиссара по инородческим делам и вернулся на работу в Гродековский музей, читал лекции в Хабаровском народном университете. В мае 1918 года Переселенческое управление пригласило Арсеньева стать начальником готовящейся двухмесячной экспедиции на Камчатку, целью которой было изучение Камчатки в хозяйственном отношении и поиск пригодных для заселения мест. При этом Арсеньев, как и обычно, рассчитывал использовать экспедицию для проведения археологических, географических и этнографических исследований. Вдобавок ко всему, 26 июня 1918 года Арсеньев был назначен на должность заведующего устройством переселенцев только что организованного Камчатского земельного отдела. Помощниками Арсеньева в экспедиции стали В. А. Шрейбер и бывший казачий генерал А. Г. Савицкий.

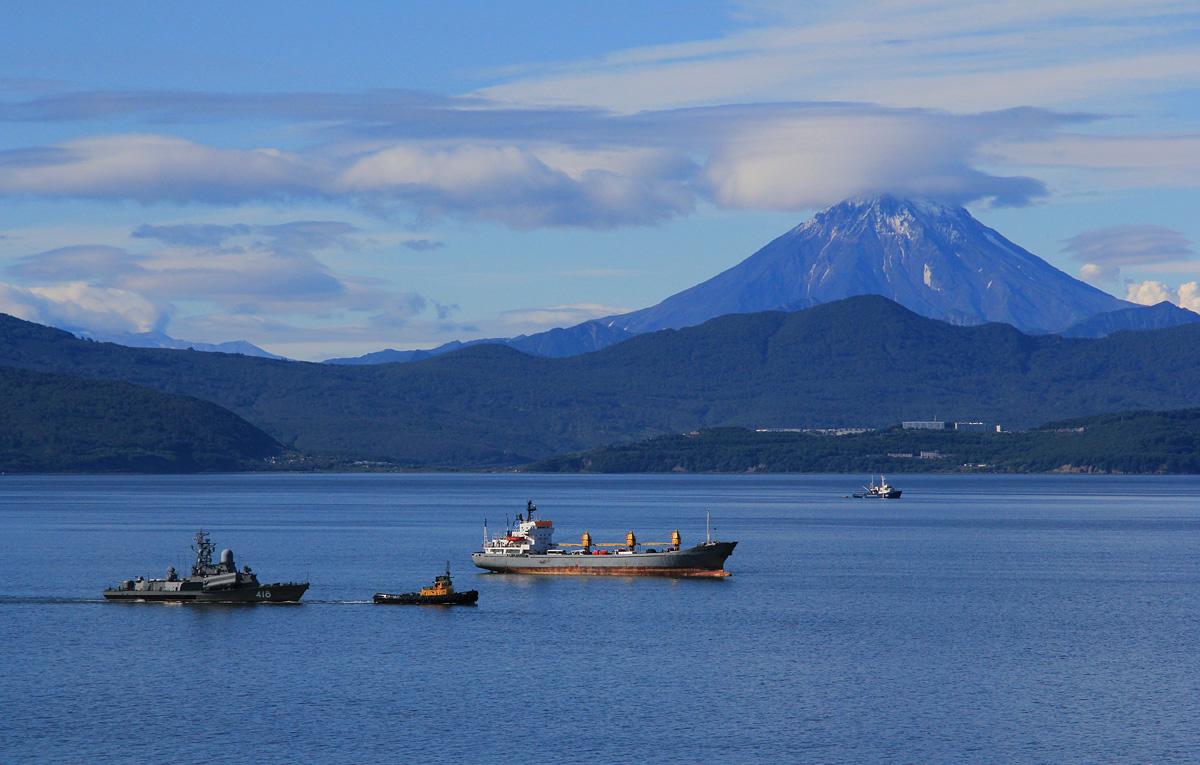
Авачинская бухта и вид на вулкан Вилючинская Сопка

7 июля Арсеньев на пароходе вышел из Владивостока и отправился к берегам Камчатки, по пути зайдя в японский Хакодате. 19 июля пароход вошёл в Авачинскую бухту и прибыл в Петропавловск-Камчатский. Последующие несколько дней Арсеньев потратил на подготовку к дороге и знакомство с городом и его окрестностями.
По прибытии Арсеньев устроил совещание с Камчатским комитетом и представителями Завойкинского волостного комитета, рассказав о целях и задачах своей экспедиции. Маршрут предполагал обследование долины реки Камчатка с целью изучения её пригодности к заселению. При этом, Арсеньев планировал закончить свои работы и вернуться в Петропавловск-Камчатский в конце ноября или в начале декабря, чтобы успеть к окончанию навигации на последний пароход во Владивосток.
2 августа 1918 года Арсеньев с помощниками отправился морем в посёлок Усть-Камчатск, расположенный у устья реки Камчатка. 22 августа Арсеньев со спутниками на паровом катере отправились вверх по реке Камчатка. По пути они посетили селения Чёрный Яр, Берёзовый Яр, Нижне-Камчатское, Ключевское, Кресты, Козыревское, Щапино, Машура, Кирганик и Мильково. В селе Машура спутник Арсеньева В. А. Шрейбер неожиданно захотел прекратить путешествие и вернуться в Усть-Камчатск. По результатам обследования этого участка долины реки Камчатка Арсеньев отметил, что удобных для поселения переселенцев мест нет. 7 сентября участники добрались до села Мильково. Река выше по течению мелела, и поэтому продолжать путешествие на катере больше не представлялось возможным. 11 сентября Арсеньев со спутниками продолжил путь вместе с вьючным обозом, отправившись в Верхне-Камчатскому. Миновав селения Верхне-Камчатское, Шеромское и Пущино, путешественники вышли к Ганальскому перевалу. Арсеньев отмечал, что на протяжении этого участка пути всюду были места, крайне благоприятные для земледелия. Не без приключений пройдя через перевал, путешественники достигли селения Малки, и 22 сентября подошли к селению Начики. Миновав селения Коряки и Завойко, вечером 26 сентября Арсеньев прибыл в Петропавловск-Камчатский. 6 октября Арсеньев отплыл во Владивосток, куда он прибыл через неделю, 14 октября.
Камчатская экспедиция Арсеньева в полном объёме выполнила все поставленные перед собой цели: долина реки Камчатка была тщательна исследована в переселенческом отношении. Земли от селения Мильково до села Пущино были признаны подходящими для земледелия и, следовательно, пригодными для заселения. По каждому из 15 посещённых населённых пунктов Арсеньев заполнил так называемые «статистические ведомости», представляющие собой анкеты для внесения фактов о населённых пунктах: местоположение, число дворов и жителей, наличие школ, церквей, и прочее. Как и обычно, в ходе экспедиции Арсеньев собрал большое количество этнографических материалов, произвёл несколько археологических раскопок.

## Возвращение во Владивосток

### Гражданская война и интервенция

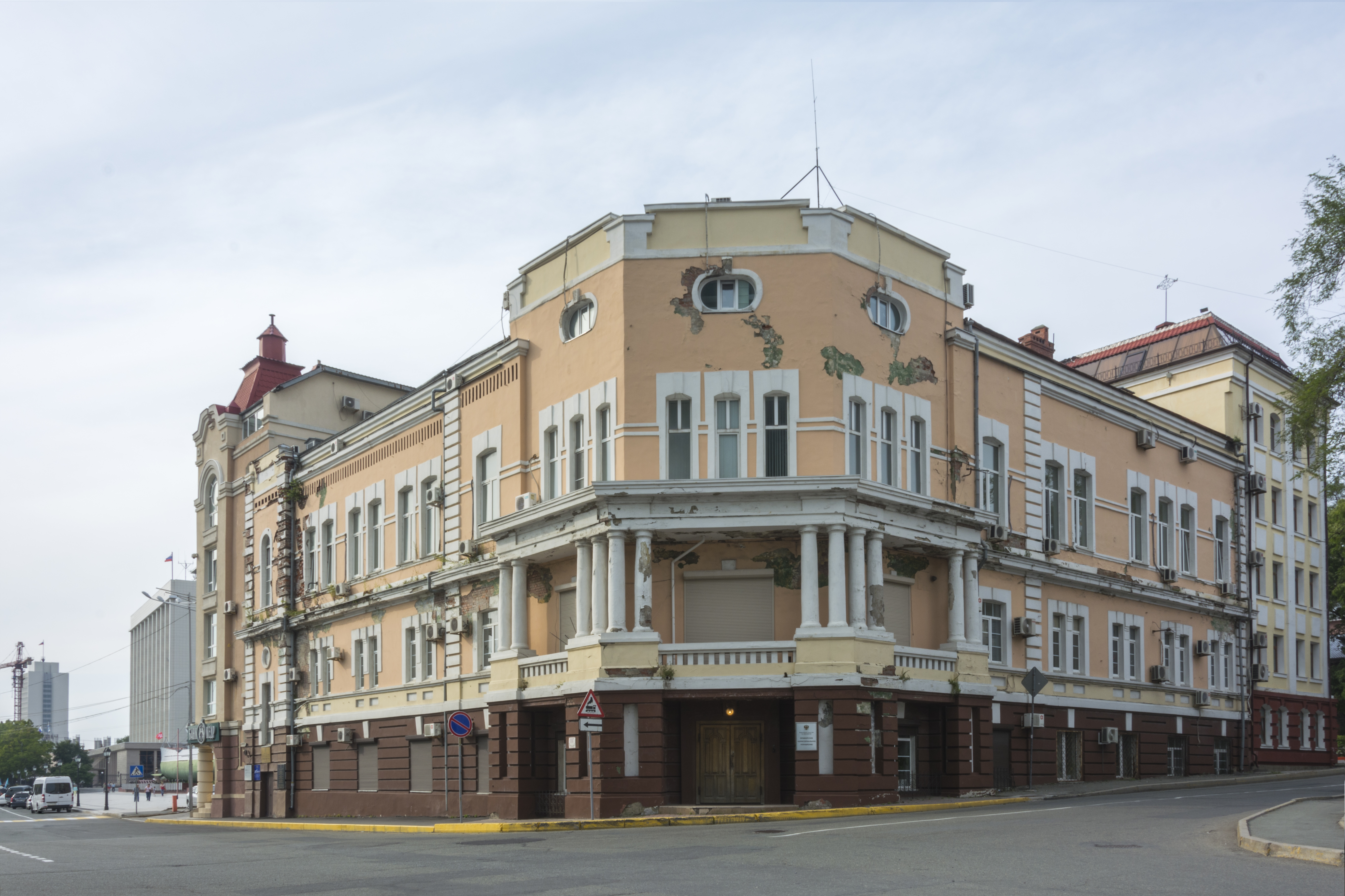
Дом № 2 по улице Петра Великого во Владивостоке, где в 1919—1924 гг. жил Владимир Арсеньев

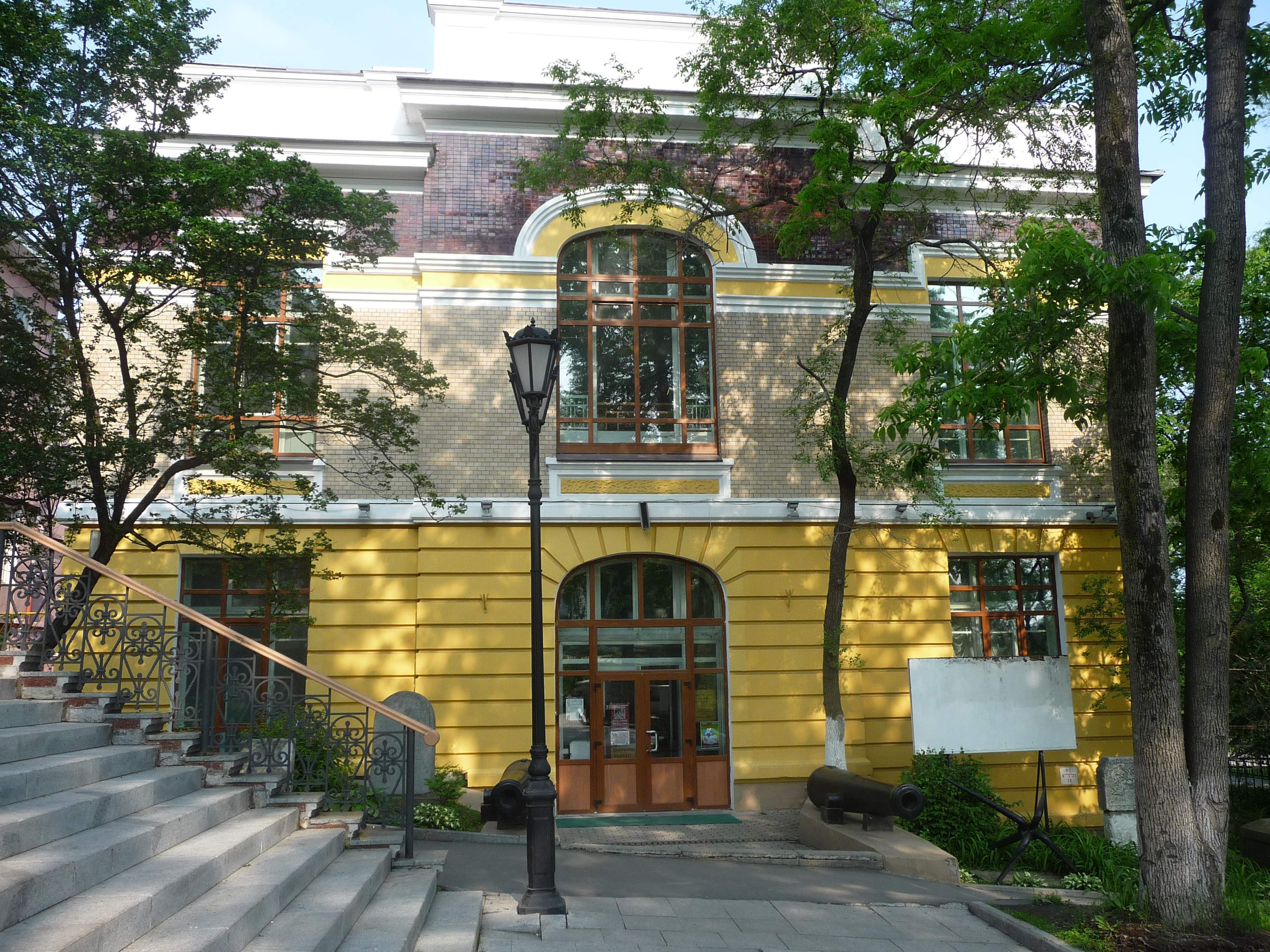
Бывшее здание музея ОИАК во Владивостоке, где в 1921—1924 годах работал Арсеньев.
Ныне в здании располагается один из филиалов музея им. В. К. Арсеньева

Приехав с Камчатки, Арсеньев не стал сразу возвращаться в Хабаровск, и остался во Владивостоке, куда переехал насовсем весной 1919 года, оставив должность директора Гродековского музея. 1 ноября 1918 года он получил должность младшего инспектора рыболовства Управления рыбными промыслами на Дальнем Востоке. Ему дали квартиру в здании Управления на улице Петра Великого, рядом с музеем Общества изучения Амурского края. В Управлении рыбными промыслами Арсеньев проработал шесть с половиной лет, пройдя путь от младшего инспектора рыболовства до заведующего отделом охоты на морского зверя. В период Гражданской войны и интервенции им был поднят вопрос о запрещении сдавать в аренду американским и японским промышленникам советские тихоокеанские острова. Кроме того, Арсеньев был инициатором создания на Дальнем Востоке первых природных заповедников.
Работу в Управлении рыбными промыслами Арсеньев совмещал с преподаванием в Педагогическом институте им. Ушинского, состоя профессором по кафедре географии и этнографии (1919—1922), во Владивостокском Народном университете, а также с работой заведующего этнографическим отделом музея ОИАК (1921—1924). Несмотря на тяжёлую обстановку, каждое воскресенье Арсеньев проводил экскурсии по музею, которые посещало много военных.
В период Гражданской войны Арсеньев познакомился со многими иностранными учёными, бывавшими во Владивостоке, в частности с французским антропологом Д. Монтандоном, шведским археологом Д. Андерссоном, японскими этнографами А. Мацимура и Р. Тории, и другими. В это же время Арсеньев был избран членом Вашингтонского Национального географического общества, а также Королевского географического общества.
В марте 1920 года при содействии Арсеньева в Управлении была разработана экспедиция в Колымский край, который с 1917 года не снабжался продовольствием и предметами первой необходимости, и находился в бедственном положении. Вследствие этого местное население попало в экономическую зависимость к американским зверопромышленникам, что повлекло за собой неограниченный убой морского и пушного зверя и вывоз огромного количества пушнины и звериных кож в США и Японию. Планируемая экспедиция не состоялась.
Хотя Арсеньев не принимал прямого участия в Гражданской войне, успешно избегая уговоров и мобилизации как красными, так и белыми, и прочими силами, он в той или иной степени помогал обоим враждующим сторонам. Сын Арсеньева Владимир, не успевший окончить реальное училище, в 1919 был мобилизован в Русскую армию, затем перешёл на сторону Народной армии ДВР, участвовал в боевых действиях под Никольском-Уссурийским, был ранен и попал в японский плен, где провёл около двух недель. Имеются сведения, что в апреле 1920 года Арсеньев снабдил отступавшие войска Народно-революционной армии топографическими картами, однако биограф Арсеньева И. Н. Егорчев считает, что это крайне маловероятно. Кроме того, один из соратников С. Г. Лазо Н. К. Ильюхов в своих воспоминаниях сообщал, что с февраля по март 1920 года Арсеньев консультировал технический комитет Военного совета Приморья, в состав которого входили известные революционеры С. Г. Лазо, В. М. Сибирцев и А. Н. Луцкий, по поводу размещения партизанских баз в недоступных для японских интервентов местах.

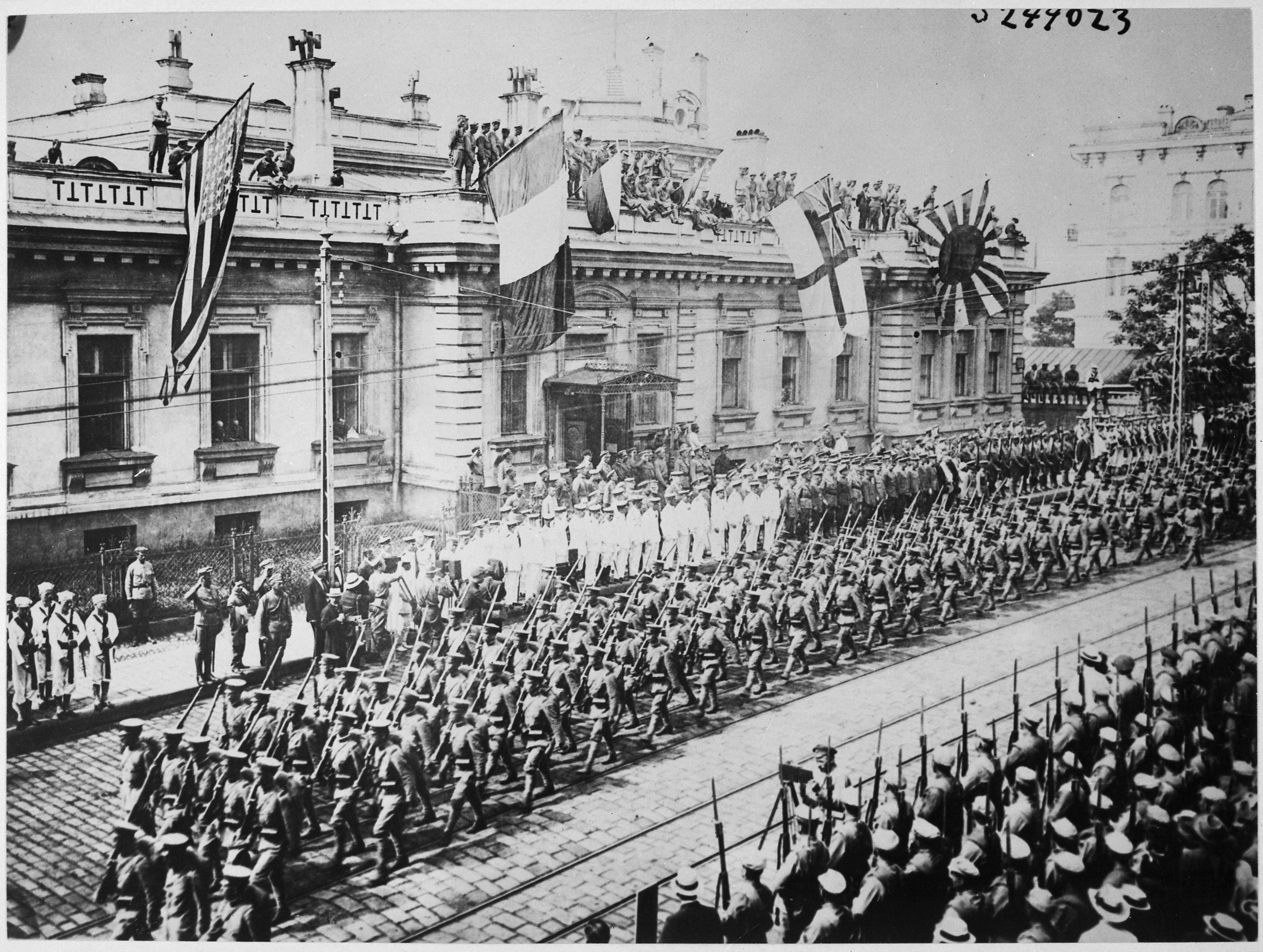
Парад экспедиционных войск Антанты во Владивостоке.
Сентябрь 1918 года

При этом интересен малоизвестный факт: в ходе Гражданской войны Арсеньев также оказывал помощь военной разведке американского экспедиционного корпуса, в частности — главе американской военной разведки во Владивостоке, офицеру Д. Берроузу, однако степень этого сотрудничества и его причины доподлинно неизвестны. Исследователь биографии Арсеньева А. А. Хисамутдинов считает, что помощь Арсеньева американской военной разведке не имела под собой корыстных мотивов, и тем более не была связана со шпионажем, а имела своей целью помощь воюющим соотечественникам, поскольку Арсеньев считал, что США были единственной силой, способной остановить братоубийственную Гражданскую войну в России. Свою помощь американским интервентам Арсеньев впоследствии тщательно скрывал.
Неизвестно, как Арсеньев на самом деле отнёсся к революции, однако сообщается, что он принял новую советскую власть, и впоследствии стал с ней сотрудничать. В этой связи его жена Анна Константиновна вспоминала забавный случай, произошедший в ноябре 1918 года:
Володя уже в 1918 году полностью перешёл на сторону революции. Сбрил усы. Это было в Хабаровске поздно осенью 1918 года. Я сидела одна в гостиной и читала. Вдруг кто-то проник в дом и оказался в гостиной. Я страшно испугалась и кричу: «Кто вы? Как вы сюда попали?». Стоял высокий моложавый мужчина, без усов, с военной выправкой. «Ваш законный супруг, Владимир Клавдиевич Арсеньев, — был ответ, — Усы сбрил». «Почему ты сбрил усы?» — «Полностью принимаю новую власть».

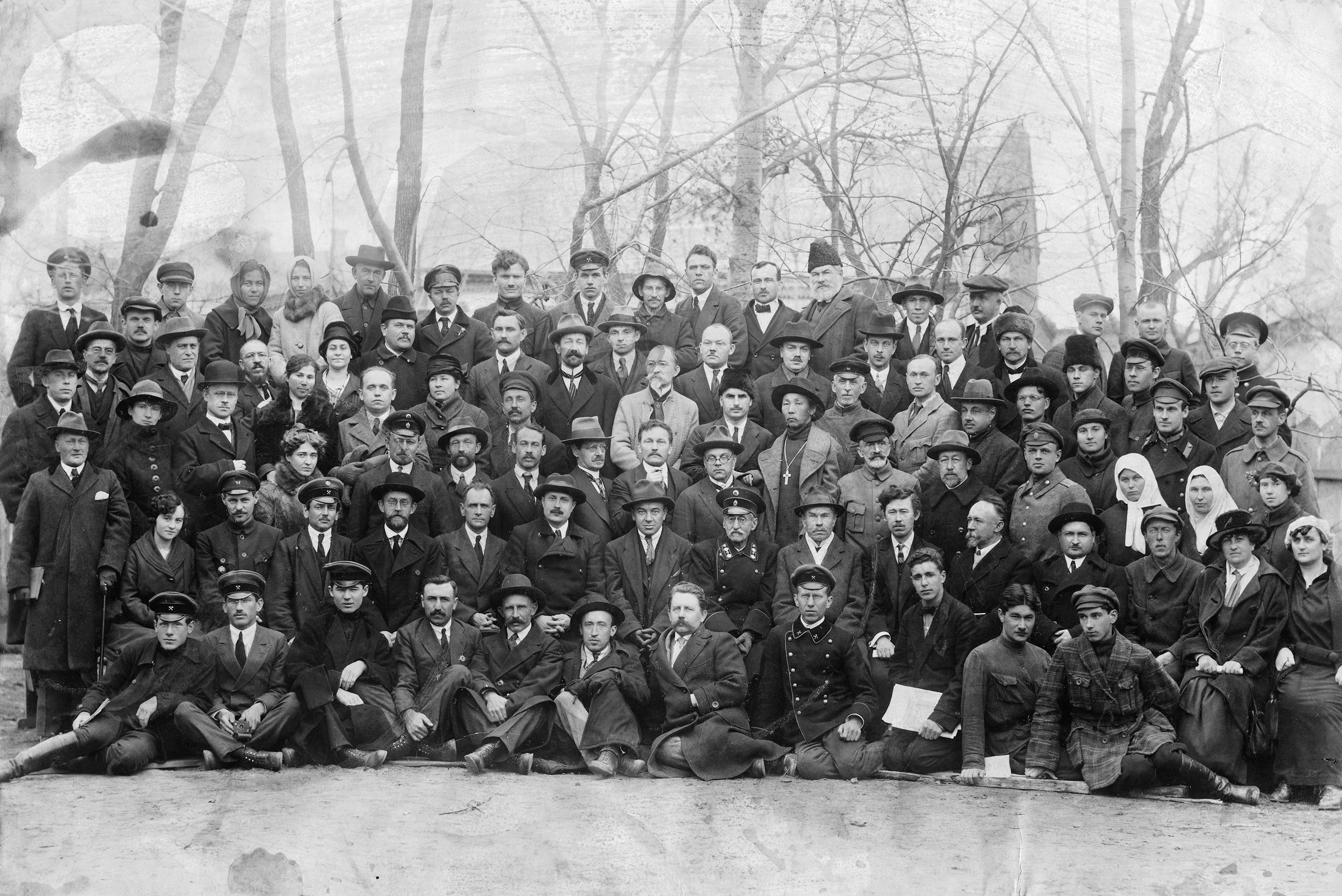
Участники Первого съезда по изучению Уссурийского края в естественно-историческом отношении. Владимир Арсеньев — пятый слева во втором ряду. Никольск-Уссурийский, 18—22 апреля 1922 г.

В 1921—1922 годах Арсеньев участвовал в подготовке и в проведении Первого съезда по изучению Уссурийского края в естественно-историческом отношении, состоявшемся 18—22 апреля в Никольске-Уссурийском, и собравшем около 80 видных дальневосточных учёных и краеведов. Сам Арсеньев выступил на съезде с докладом «Обследование Уссурийского края в археологическом и архегеографическом отношениях».
Как и многие интеллигентные люди, в годы Гражданской войны Арсеньев подумывал об эмиграции. Эти мысли усугубил Николаевский инцидент, в ходе которого банды партизан под командованием Я. И. Тряпицына захватили Николаевск-на-Амуре, впоследствии устроив там резню, и сожгли город дотла. Известно, что в конце 1920 года Арсеньев рассчитывал уехать в Голландскую Ост-Индию, и в связи с этим писал своему другу в Батавию с просьбой помочь устроиться на научную или исследовательскую работу. Осенью 1920 года Арсеньев подавал прошение о получении загранпаспорта, однако по неизвестным причинам вскоре от него отказался. Также известно, что консул США во Владивостоке предлагал Арсеньеву, члену Вашингтонского Национального географического общества, выехать из охваченной гражданской войной страны в Америку. Причины, по которым Арсеньев не воспользовался ни одной из множества возможностей эмигрировать заграницу, достоверно не известны. После эвакуации из Приморья последних частей Белой армии в октябре 1922 года многие друзья и коллеги Арсеньева эмигрировали.

### Развод и женитьба на Маргарите Соловьёвой

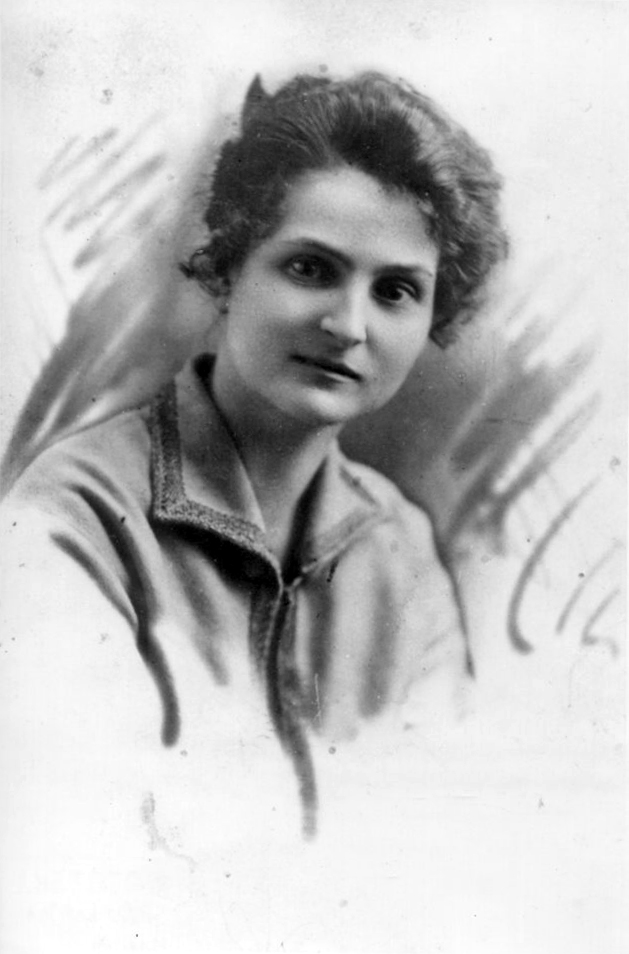
Маргарита Николаевна Арсеньева (Соловьёва), вторая жена В. К. Арсеньева

С середины 1918 года Арсеньев стал часто ездить во Владивосток, и, вернувшись из Камчатской экспедиции, остался там насовсем. Приехав в Хабаровск в апреле 1919 года, Владимир Арсеньев объявил своей жене Анне Константиновне о намерении развестись с ней. Причиной тому была влюблённость Арсеньева в Маргариту Николаевну Соловьёву — дочь друга Арсеньева, председателя ОИАК и главного контролёра по строительству Владивостокской крепости, действительного статского советника Николая Матвеевича Соловьёва. Маргарита была на двадцать лет моложе Арсеньева, русская по отцу и француженка по матери, она получила хорошее образование в Швейцарии, на родине матери, и, помимо русского, владела французским, немецким и английским языками. Несмотря на разницу в возрасте, между ней и Арсеньевым возникла крепкая любовь.
Интересна история развода Владимира Арсеньева с Анной Константиновной: для того, чтобы получить церковный развод, Арсеньеву пришлось инсценировать собственную измену. Анна Константиновна, впоследствии узнавшая об этой истории, вспоминала, что инсценировку устроил младший брат В. К. Арсеньева Александр. Для этого он снял номер в гостинице на окраине Владивостока, куда он пригласил молодую проститутку и фотографа. Фотограф снял Арсеньева в кровати с проституткой, что и послужило формальным основанием для развода. Брак Владимира Арсеньева и Анны Константиновны был расторгнут «по прелюбодеянию» решением Владивостокского епархиального совета 4 июня 1919 года, при этом, на Арсеньева накладывалась семилетняя епитимья.
Сумев каким-то образом проигнорировать епитимью, летом 1919 года Владимир Арсеньев женился на Маргарите Соловьёвой в не сохранившейся до настоящего времени деревянной церкви на Второй речке.
Современники отмечали общность интересов и увлечений у Владимира Клавдиевича и Маргариты Николаевны Арсеньевых. Маргарита Николаевна сразу же занялась делами мужа — финансами, перепиской с заграницей, вычиткой и правкой его текстов. 26 августа 1920 года у них родилась дочь Наталья.

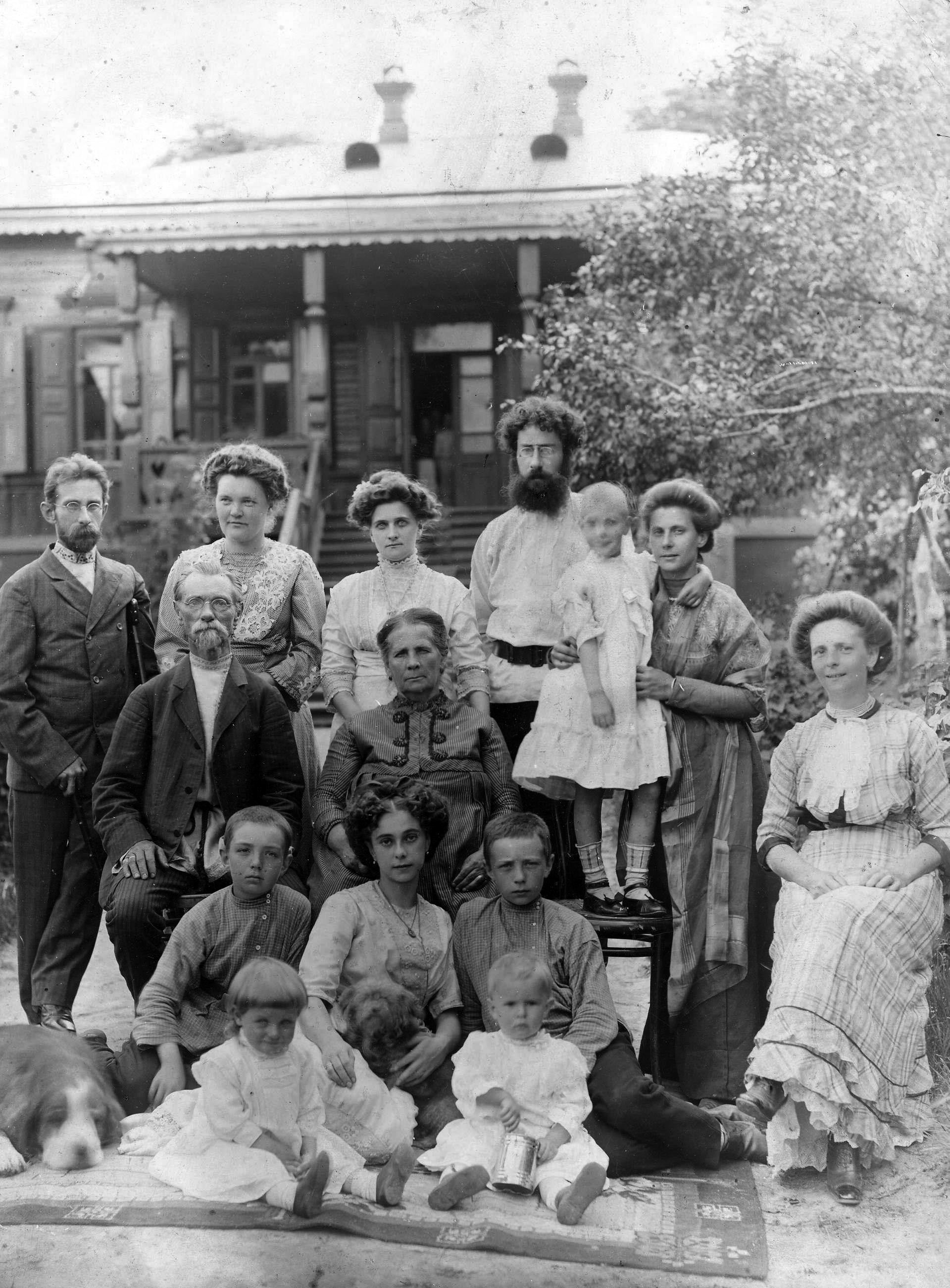
Родители Арсеньева (сидят в центре) в окружении своих детей и внуков. Хутор Дубовщина, Черниговская губерния, 1912 год

Отношения Арсеньева с бывшей женой не изменились и остались дружескими, однако развод стал причиной обиды их сына Владимира на отца. В 1920 году, в самый разгар Гражданской войны, Арсеньев «для утешения» перевёз Анну Константиновну с сыном из Хабаровска во Владивосток — ближе к себе. В течение пяти последующих лет Арсеньев исправно платил бывшей жене алименты и оплачивал учёбу сына в ГДУ.

### Гибель родных
Отец Владимира Арсеньева Клавдий Фёдорович — потомственный почётный гражданин Санкт-Петербурга — вышел в отставку со службы в 1913 году, и переехал с семьёй на хутор Дубовщина в Черниговской губернии, около села Батурино, где несколькими годами ранее приобрёл небольшое имение. В 1911 году там гостила жена Владимира Арсеньева Анна Константиновна с сыном Волей.
В разгар Гражданской войны, в ночь с 24 на 25 ноября 1918 года, почти все родные Арсеньева были застрелены бандитами в поисках наживы: отец, мать, сёстры Ольга и Лидия, брат Клавдий с женой Еленой. В живых остались только восьмилетняя Наташа и четырёхлетняя Ирина, племянницы Владимира Арсеньева — дочери его сестры Лидии, а также сестра Арсеньева Вера Клавдиевна и её муж Владимир Фёдорович Богданов, жившие в соседнем доме. Через неделю после трагедии, похоронив родных, они забрали выживших детей Лидии и навсегда покинули Дубовщину.
В ходе расследования среди жителей Батурино были опознаны двое бандитов, которые вскоре были расстреляны. Эта трагедия стала для Владимира Арсеньева большим ударом.

### Первое издание «По Уссурийскому краю» и «Дерсу Узала»
Главные литературные произведения Арсеньева «По Уссурийскому краю» и «Дерсу Узала», работу над которыми он вёл с 1906 года, были в основном закончены в 1915 году, и вплоть до 1917 года велась их разнообразная правка. Однако издать их в 1917 году из-за начавшейся революции не получилось. Позже изданию помешало отсутствие бумаги для печати. В 1920 году в Никольске-Уссурийском вышла 17-страничная брошюра с рассказами «Амба» и «Ли-Цун-Бин» из его будущих книг. Наконец, в 1921 году владивостокская типография «Эхо» выпустила в свет первую из двух книг с громоздким названием «По Уссурийскому краю (Дерсу Узала). Путешествие в горную область Сихотэ-Алинь», а в 1923 году издательство «Свободная Россия» выпустило вторую книгу Арсеньева «Дерсу Узала. Из воспоминаний о путешествии по Уссурийскому краю в 1907 г.». Эти издания представляли собой брошюры низкого качества в мягком переплёте, напечатанные на плохой бумаге с большим количеством опечаток.
Из-за сложной политической обстановки в стране выход книги «По Уссурийскому краю» остался практически незамеченным, однако в нескольких владивостокских газетах появились доброжелательные рецензии на неё.

### Экспедиция в Гижигинский район 1922 года
В ноябре 1921 года Управление рыбными промыслами по собственной просьбе Арсеньева дополнительно назначило его на должность инспектора Гижигинского района Охотско-Камчатского края. Арсеньев рассчитывал отправиться туда в командировку, чтобы пополнить коллекции музея ОИАК, заведующим этнографического отдела которого он тогда работал. Научный интерес Арсеньева к этой местности подогревал тот факт, что Гижигинский район был практически не исследован, и сведения о нём в литературе были крайне скудны. Средства на экспедицию были выделены Обществом изучения Амурского края.

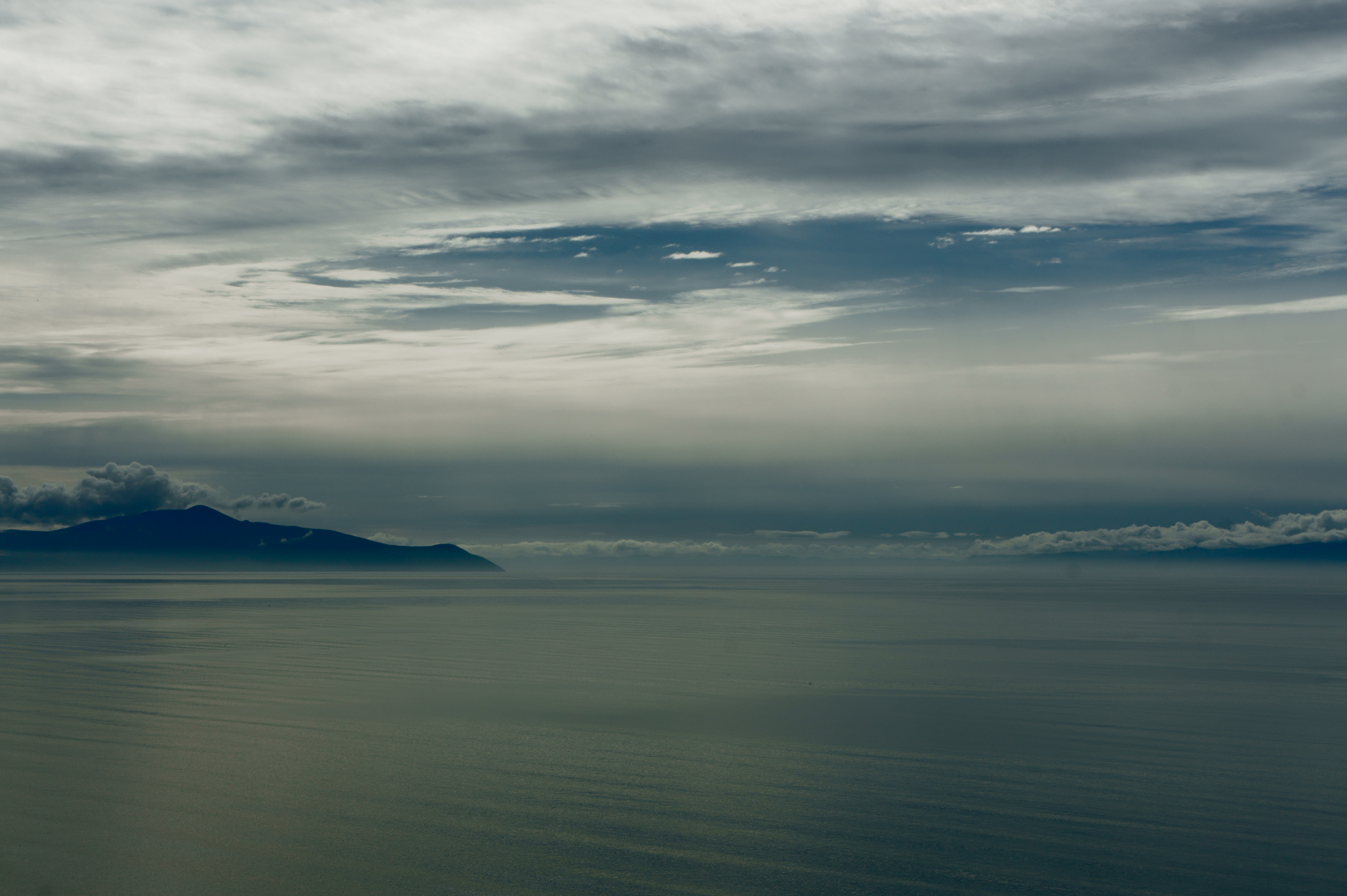
Тауйская губа

Экспедиция началась 28 июня 1922 года, когда Арсеньев на пароходе «Кишинёв» покинул Владивосток, и направился к берегам Японии. В Хакодате выяснилось, что пароход зайдёт только в Тауйскую и Ямскую губы, и после посещения Ямска пойдёт на Камчатку, а оттуда — сразу в Китай. Из-за этого Арсеньеву пришлось воспользоваться помощью конторы русских рыбопромышленников в Хакодате: они договорились, что из Ямска в Гижигинскую губу Арсеньева доставит парусная шхуна «Пенжина».

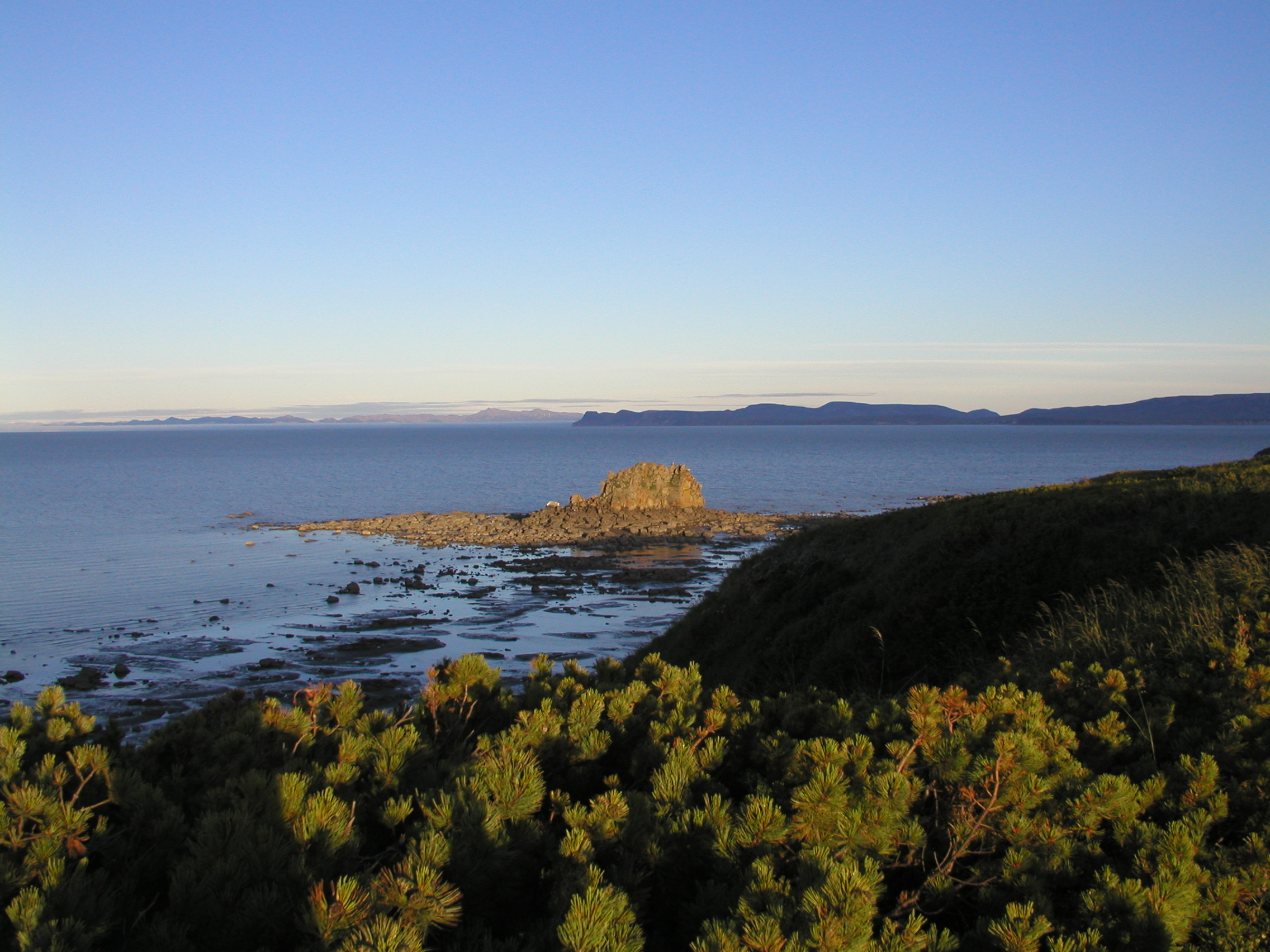
Пенжинская губа

Высадившись в Ямской губе 31 июля, Арсеньев в течение более двадцати дней прождал прибытия шхуны «Пенжина». После прибытия шхуны Арсеньев отправился в Гижигу, сходя на берег в местах стоянки шхуны и попутно занимаясь исследовательской и статистической работой. Так, после остановки в устье реки Туманы утром 23 августа Арсеньев проинспектировал рыбалки и оценил промысловые запасы рыбы, помог урегулировать конфликт между владельцами нескольких рыболовных участков, едва не переросший в перестрелку. По пути Арсеньев посетил также устья рек Вилига, где он купил у местных жителей экспонаты для музея ОИАК, Широкая и Наяхан. В селе Наяхан, куда шхуна прибыла 28 августа, выяснилось, что в там появились бандиты атамана Бочкарёва. Опасаясь захвата судна и пассажиров бандитами, капитан шхуны А. М. Менгель принял решение срочно покинуть Нахаян, однако из-за сильного ветра выйти в море удалось только на следующий день. Вечером 31 августа шхуна вошла в Гижигинскую губу, но узнав, что и там появились бандиты, капитан решил немедленно выйти в море и, пользуясь попутным ветром, идти в Пенжинскую губу. Однако на следующий день начался сильный шторм, из-за чего было решено вернуться в Ямск. После возвращения Арсеньев обследовал лежбища ластоногих в окрестностях Ямска, отмечая их важную роль в жизни местного населения.
Поздно вечером 6 сентября «Пенжина» снялась с якоря и направилась в Хакодате. В Охотском море шхуна едва не погибла, попав в сильный шторм, из-за которого пришлось несколько суток дрейфовать в направлении Сахалина. Благополучно пройдя сквозь тайфун, в конце сентября шхуна добралась до Хакодате. Там Арсеньев пересел на пароход «Кишинёв», и уже в начале октября был во Владивостоке. На основе материалов, собранных Арсеньевым в ходе поездки в Гижигинский район, он подготовил несколько статей, очерков и докладов о морских промыслах и охране природы.

### Экспедиция на Командорские острова 1923 года

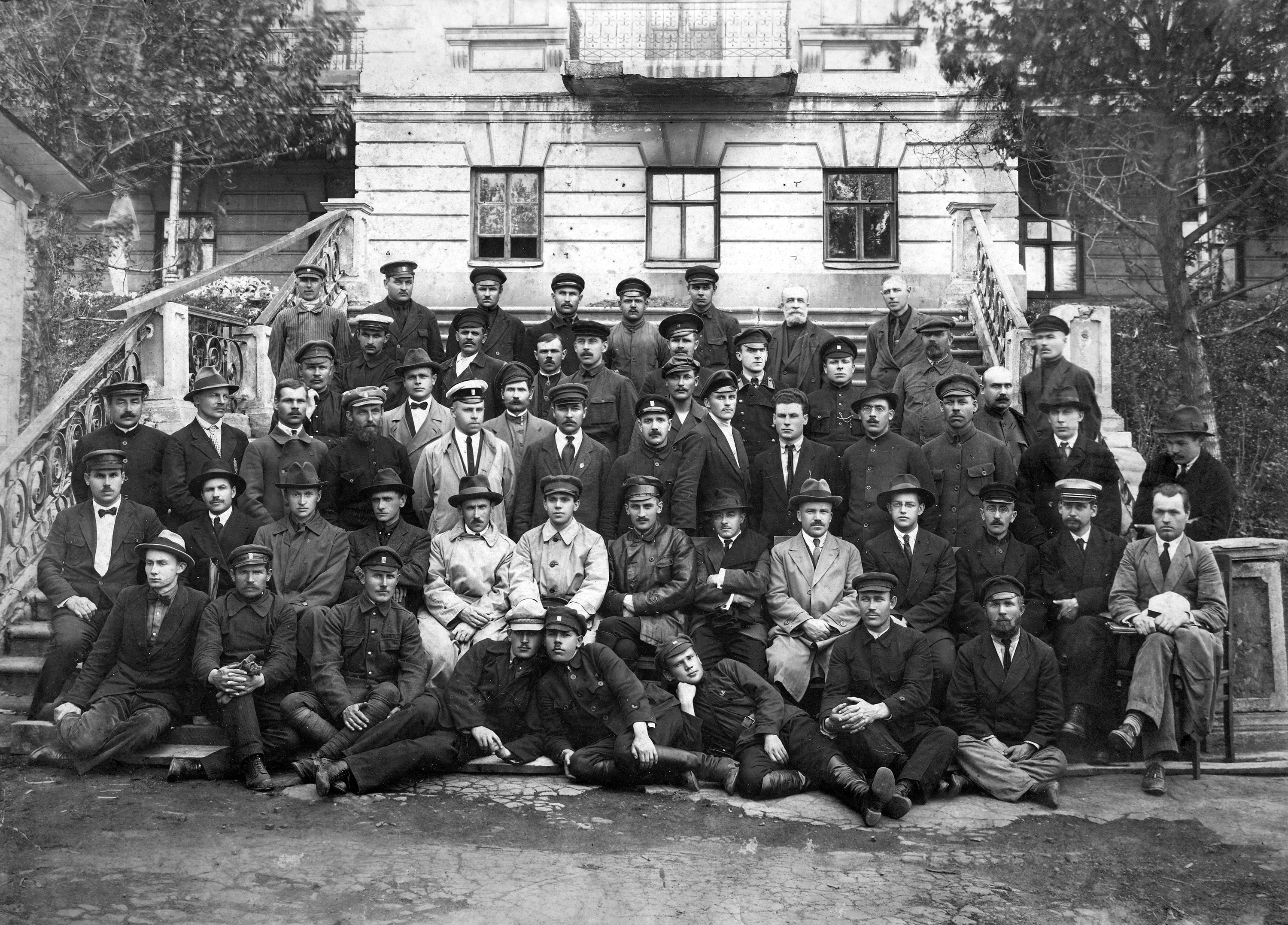
Сотрудники рыбного управления. В. К. Арсеньев — 4-й слева во втором ряду. Справа от него — управляющий «Дальрыбой» Т. М. Борисов. Владивосток, 1922 г.

После окончательного установления советской власти на Дальнем Востоке в октябре 1922 года, Арсеньев, как бывший офицер царской армии, был поставлен на специальный учёт в ГПУ при НКВД с обязанностью ежемесячно отмечаться в органах госбезопасности. При каждом выезде из города требовалось получать специальную «визу». Современник Арсеньева, проживавший в то время во Владивостоке, поэт и бывший поручик царской армии Арсений Несмелов впоследствии свидетельствовал, что при постановке на учёт в ГПУ всем бывшим офицерам «некрасных» армий в паспорт ставился унизительный штамп «Бывший белый комсостав».
Во время гражданской войны и интервенции от хищнического лова и неограниченного убоя морского и пушного зверя японскими и американскими зверопромышленниками сильно пострадали островные хозяйства Дальнего Востока. В связи с этим возникла срочная необходимость организации охраны островов, приведения в порядок промыслов, перехода к промышленному звероводству, организации питомников, и решение прочих важных вопросов. В начале 1923 года управляющий «Дальрыбохотой» Т. М. Борисов назначил Арсеньева на должности заведующего островами и морскими звериными промыслами Дальнего Востока и заведующего подотделом охраны и надзора в сфере рыболовства. На этой должности Арсеньев вместе с охотоведом А. Д. Батуриным составил проект «Временного положения об условиях и порядке использования островов Дальнего Востока для промышленного звероводства», направленный в Наркомат внешней торговли СССР. Проект содержал в себе положения о возвращении численности морского зверя, защите от хищнического убоя и об организации баз для промышленного звероловства.

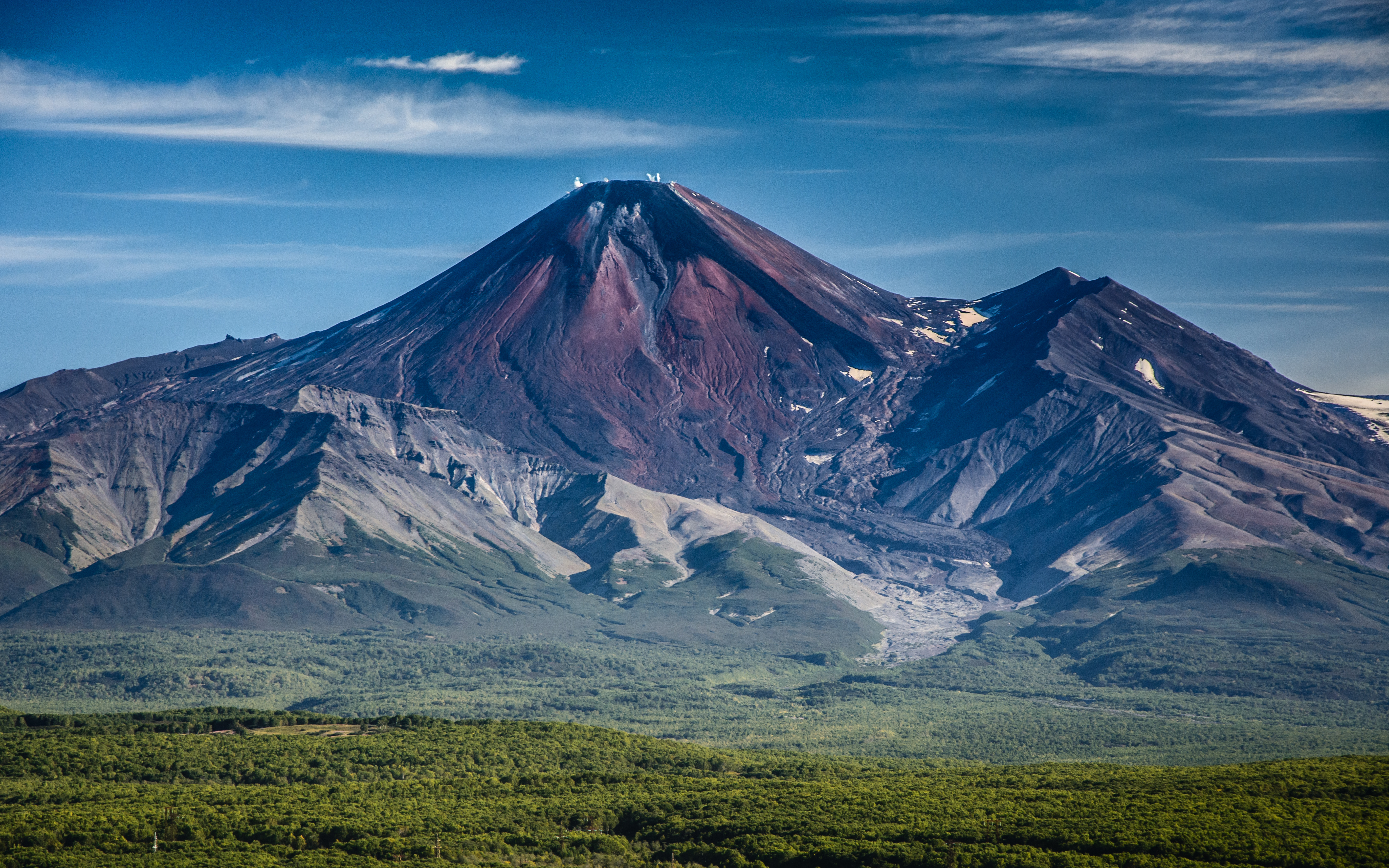
Вулкан Авачинская сопка

 Арсеньев придавал большое значение Командорским островам, как территории особой государственной важности ввиду масштабов своего пушного промысла. В феврале 1923 года он поставил перед Дальревкомом вопрос о снабжении Командорских островов продовольствием и промысловым снаряжением, и 18 июня того же года на пароходе «Томск» отправился в командировку на Командорские острова для доставки жалования служащим промыслов, продовольствия населению, а также чтобы вывезти с островов добытую за сезон 1922/1923 годов пушнину. Как и во время двух своих последних экспедиций, Арсеньев добрался на пароходе до Камчатки через Хакодате, и 11 июля взял курс на Командорские острова. 12—19 июля Арсеньев посетил остров Беринга и Медный, доставив продовольствие и промысловое снаряжение, и 22 июля вернулся в Петропавловск, где пароход простоял до 9 августа. За это время Арсеньев, как член Комиссии по камчатским делам при Дальревкоме, занимался выяснением вопросов, связанных с освоением Камчатки, вместе с исследователем Камчатки П. Т. Новограбленовым участвовал в раскопках у Култучного озера, а 4 августа в составе небольшой группы исследователей, в которую, помимо остальных, вошли П. Т. Новограбленов и капитан парохода «Томск» К. А. Дублицкий, совершил восхождение на Авачинскую сопку, спускался в кратер вулкана. 9 августа Арсеньев покинул Камчатку, и 1 сентября вернулся во Владивосток.
В ходе экспедиций на Камчатку и Командорские острова 1918—1923 годов Арсеньев ознакомился с состоянием дальневосточных морских и пушных промыслов, что позволило ему составить и направить в Высший совет народного хозяйства РСФСР рекомендации по использованию и охране природных богатств. По материалам поездки на Командорские острова и Камчатку в 1923 году Арсеньев опубликовал несколько работ: «Командорские острова в 1923 году» (на русском и английском языках), «В кратере вулкана», «Дельфиний промысел» и «На острове Ионы». Кроме того, в 1923 году во Владивостоке вышла научно-художественная книга Арсеньева «Дерсу Узала», которая, наряду с изданной двумя годами ранее книгой «По Уссурийскому краю», принесла ему впоследствии всемирную известность.

### КонфликтГДУиОИАК

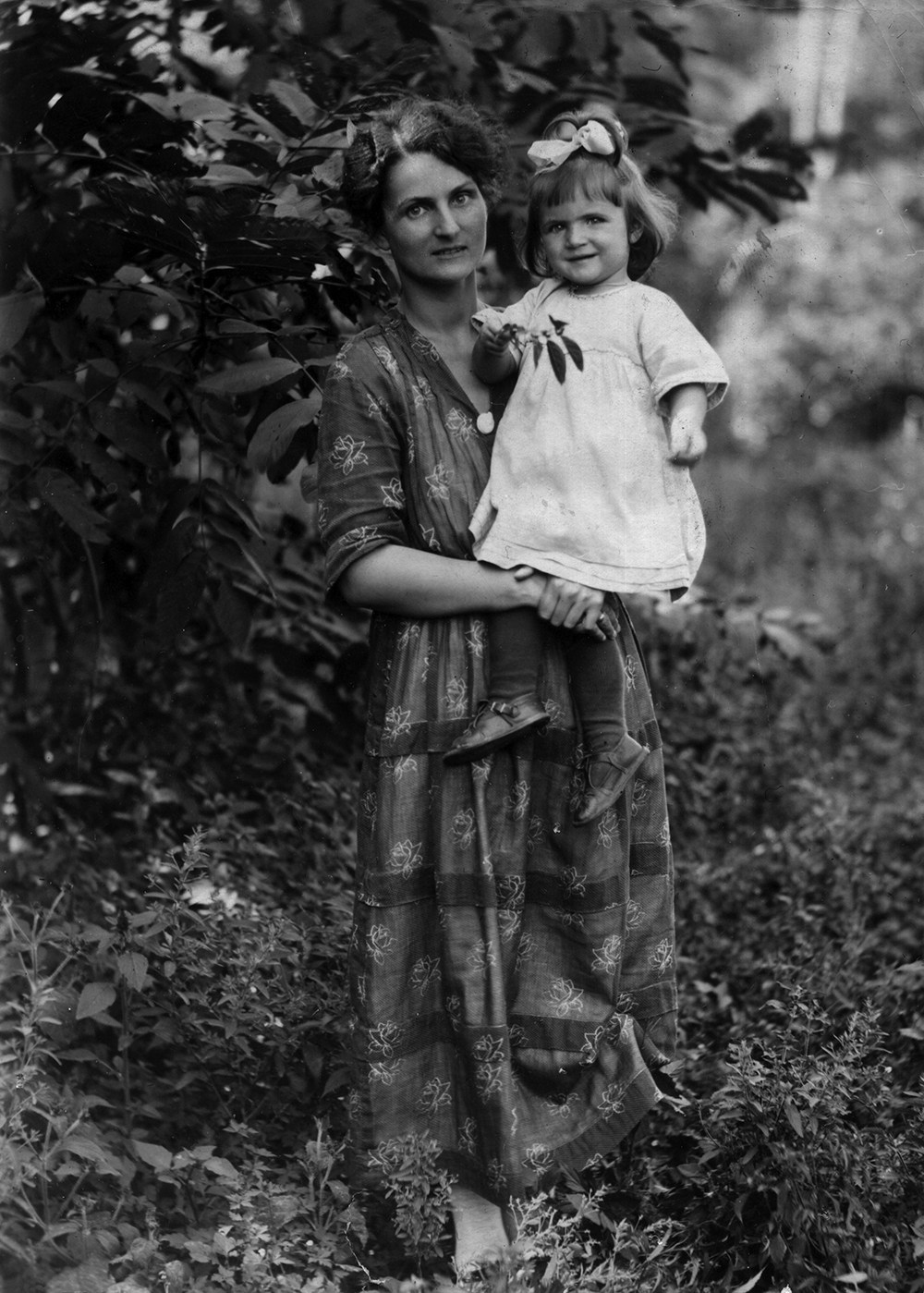
Жена В. К. Арсеньева Маргарита Николаевна и их дочь Наташа. Владивосток, 1922 г.

После Октябрьской революции и, во многом, из-за Гражданской войны, региональные отделения многих общественных организаций потеряли связь с центром России. Императорское русское географическое общество перестало быть Императорским, его Приамурский отдел в Хабаровске фактически прекратил своё существование, а многие из его членов эмигрировали за границу. Одним из факторов разрозненности было и то, что до окончательного установления советов на Дальнем Востоке в октябре 1922 года, власть в регионе менялась более 10 раз, и поэтому дальневосточные отделения научных и иных организации фактически находились под властью местных правительств, в то время как их штаб-квартиры, находившиеся в Петрограде, ещё с октября 1917 года подчинялись советской власти.

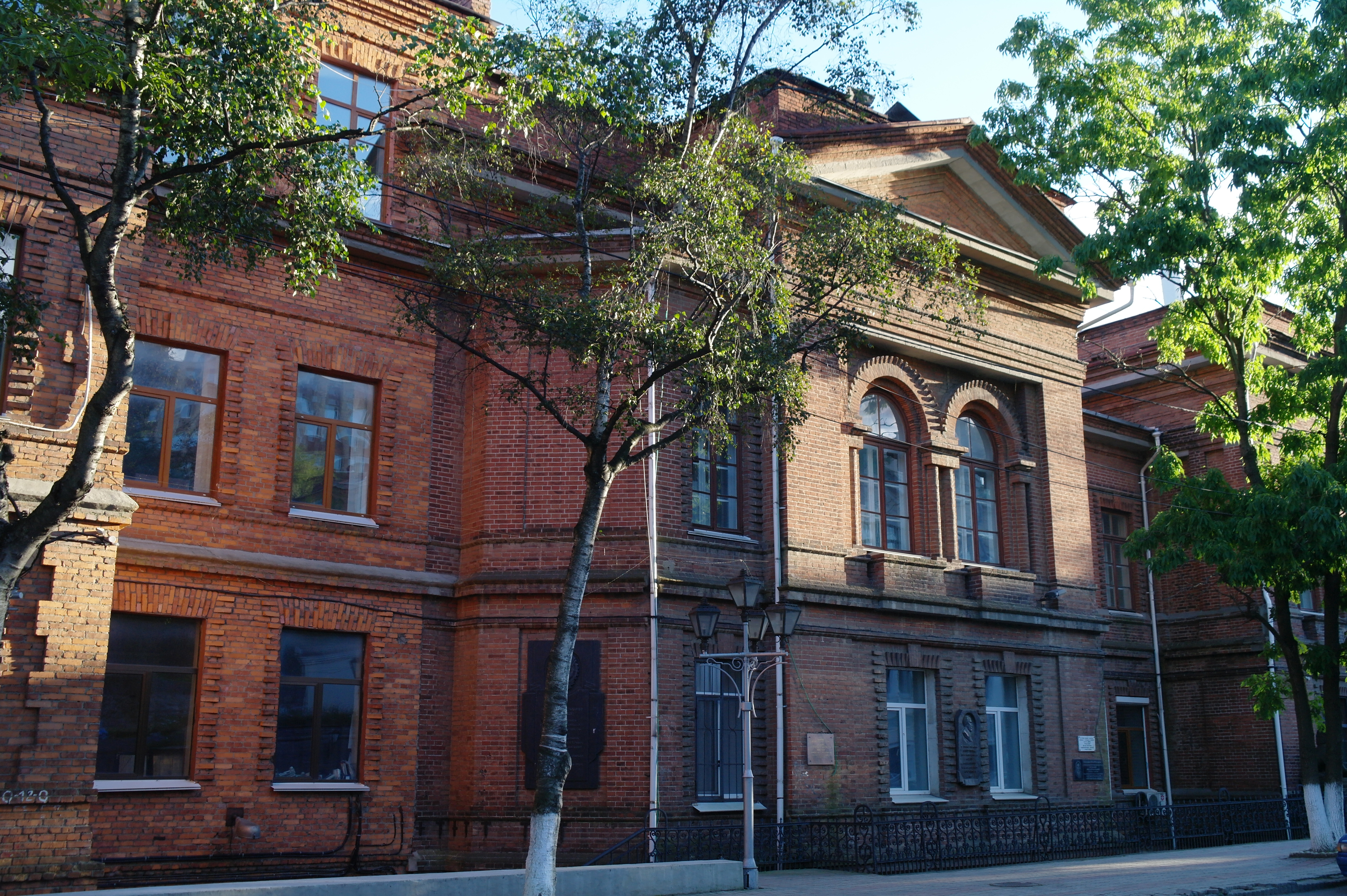
Бывшее здание Государственного Дальневосточного университета во Владивостоке. Улица Пушкинская, 10

В несколько иной ситуации оказалось Общество изучения Амурского края. Являясь до революции самостоятельной организацией, после установления советской власти Общество должно было подчиняться какой-нибудь организации. Такой организацией вполне справедливо было признано Русское географическое общество. В связи с этим в начале 1923 года Владимир Арсеньев написал письмо председателю РГО Ю. М. Шокальскому, и получил одобрительный ответ. Той же весной ректор ГДУ В. И. Огородников предложил Обществу присоединиться к университету в качестве состоящего при нём научного общества с сохранением названия. Видя в этом предложении желание руководителя крупнейшего на Дальнем востоке учебного заведения помочь Обществу расширить научную деятельность, собрание Общества постановило присоединиться к Дальневосточному университету. Однако в конце 1923 года, когда ОИАК ожидало из Петрограда устав РГО, В. И. Огородников инициировал изменение устава ОИАК, взяв за основу удобное ему положение об учёных обществах, состоящих при университетах. Согласно одной из статей этого устава всё имущество Общества, среди которого был музей, библиотека и доходные дома, поступало в распоряжение Государственного Дальневосточного университета. Эта попытка «национализировать» Общество возмутила многих его старых членов. Владимир Арсеньев вёл и подписывал протоколы заседаний, при этом он был одним из активнейших противников присоединения Общества к университету, что не могло не остаться без нападок со стороны Огородникова.
В марте 1924 года Арсеньев был снят с учёта в ОГПУ «как лояльный по отношению к советской власти». С конца апреля по середину июля 1924 года Арсеньев находился в командировке в Москве и Чите в качестве ответственного представителя «Дальрыбы» для обсуждения вопросов, связанных с эксплуатацией Камчатки и для участия в работах Главного концессионного комитета по экономическим и инородческим вопросам Дальнего Востока, и, пользуясь случаем, посетил Ленинград, где встретился со своим наставником, этнографом Л. Я. Штернбергом. В Москве Арсеньев, стараясь не допустить поглощения Общества изучения Амурского края Дальневосточным университетом, провёл успешные переговоры с Компартией.
Когда в феврале 1924 года Распорядительный комитет отверг предложение Огородникова о принятии удобного ему устава, а мелкие придирки и попытки дискредитировать руководство общества во главе с председателем Н. М. Соловьёвым, не дали результата, он решил прибегнуть к клевете. Воспользовавшись отсутствием Арсеньева, находившегося тогда в Москве, Огородников и его сторонники припомнили клеветническую историю о «продаже музейных коллекций» интервентам, случившуюся в 1917 году, и раздутую противником Арсеньева, этнографом А. Н. Липским. На самом деле, в 1917 году Арсеньев, ещё будучи директором Гродековского музея, отправил в США коллекции польского этнографа Станислава Понятовского, оставленные им на сохранение в музее из-за начала Первой мировой войны ещё в 1914 году, что и было выставлено недоброжелателями Арсеньева как продажа музейных ценностей заграницу. Несмотря на то, что и Липскому, и Огородникову были известны истинные обстоятельства отправки Арсеньевым коллекций С. Понятовского в США, а многие из коллег Арсеньева выступили в его защиту, и вскоре клевета была опровергнута, она сильно испортила жизнь Арсеньеву, и стала одной из причин его переезда в Хабаровск в конце 1924 года.

## На многих должностях в Хабаровске

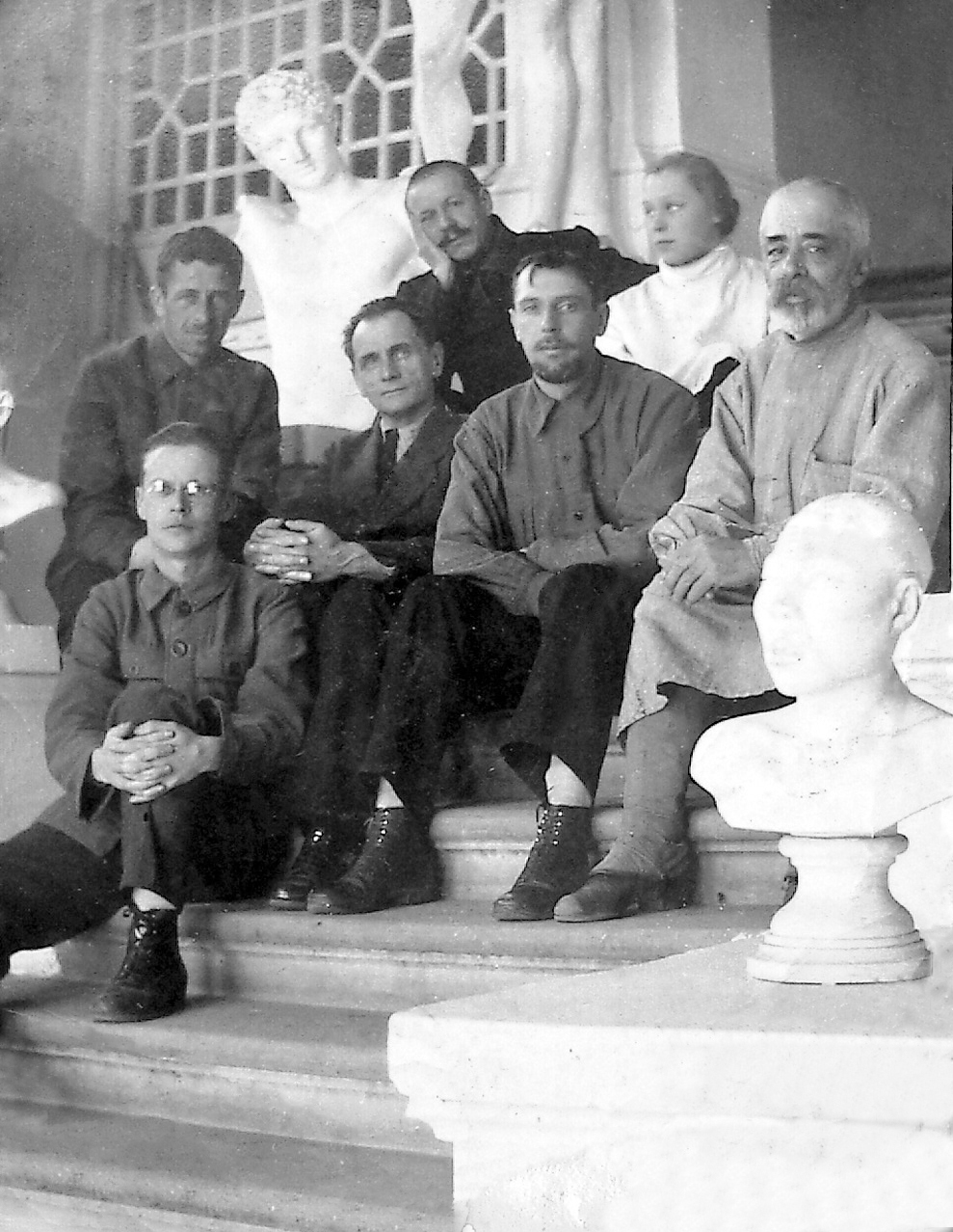
Владимир Арсеньев (третий слева) с сотрудниками Хабаровского краевого музея. Хабаровск, декабрь 1925 г.

С установлением советской власти на Дальнем Востоке в 1922 году обширные знания Арсеньева стали особенно востребованы. Как большого знатока Дальнего Востока его постоянно привлекали к решению многочисленных хозяйственно-экономических вопросов: он занимал множество постов в различных организациях, входил в состав нескольких комитетов и комиссий, участвовал в совещаниях по экономическим вопросам. Как человек, особенно сочувствующий развитию Дальнего Востока и обладающий стремлением вложить свои знания в полезную работу, Арсеньев, будучи не в силах отказать многочисленным вопросам, просьбам и предложениям, возложил на себя большое количество обязанностей. Эта работа отнимала у Арсеньева много времени и сил, мешая ему заниматься обработкой собранных в многочисленных экспедициях материалов и подготовкой к печати своих работ, главным образом — по этнографии. Своей первоочередной задачей Арсеньев считал работу над монографией об удэгейцах, названной им «Страна Удэхе».
Арсеньев полагал, что переезд в другой город поможет ему освободиться от своих многочисленных должностей и возложенных на себя обязанностей, и позволит ему наконец заняться обработкой своих материалов и подготовкой их к печати. Именно поэтому осенью 1924 года он принял предложение Дальневосточного отдела народного образования вновь стать директором Хабаровского краевого музея, после гражданской войны находившегося в упадке, и 1 октября 1924 года вернулся на эту должность. Приехав в Хабаровск, Арсеньев инициировал создание Дальневосточного отдела Государственного русского географического общества, вместо прекратившего своё существование Приамурского отдела ИРГО, и позже был избран заместителем председателя Отдела. При этом, его формальное увольнение из «Дальрыбы» состоялось только 16 марта 1925 года. Ожидая выдачу служебной квартиры, Арсеньеву пришлось 14 месяцев своей жизни в Хабаровске прожить в доме у друзей, в проходной комнате за занавеской, не имея даже письменного стола и своих книг. Из-за отсутствия жилплощади Арсеньев был вынужден оставить во Владивостоке свою жену Маргариту Николаевну и четырёхлетнюю дочь Наташу, которых он старался навещать по выходным.
Могу вам с гордостью сообщить, что первые изданные мною за границей труды В. К. Арсеньева были чрезвычайно тепло приняты немецкими читателями, а также и в научных кругах. Газетные рецензии о сочинении В. К. Арсеньева и о нём как об учёном человеке блестящи. Известные учёные, как проф. Нансен, доктор Свен Гедин и Нестор немецких исследователей проф. Швейнфурт в вопросах о Сибири постоянно ссылаются на сочинения В. К. Арсеньева.
Несмотря на то, что переездом в Хабаровск Арсеньев стремился освободиться от тяготящих его общественно-административных должностей и посвятить себя научно-литературному труду, его надежды не оправдались: на новом месте он также не смог отказаться от активной общественной деятельности, и, помимо должности директора Хабаровского краевого музея, занимал должности заместителя председателя Дальневосточного отдела РГО, учёного секретаря кабинета народного хозяйства при Дальневосточной плановой комиссии, читал лекции по краеведению в Хабаровском педагогическом техникуме. Из-за сложившейся ситуации Арсеньев в одном из своих писем с досадой сетовал на нехватку времени:
Все должности, занимаемые мною, поглощают времени 16 часов в сутки. Работа исключительно общественно-административная, к которой я не чувствую никакой склонности и которой чрезвычайно тягощусь.
В 1924 году в Берлине при участии Фритьофа Нансена с большим успехом был издан немецкий перевод книг Арсеньева «По Уссурийскому краю» и «Дерсу Узала», получивший общее название «In der Wildnis Ostsibiriens» («В дикой Восточной Сибири»). Предисловие к книге написали Фритьоф Нансен и Свен Гедин. Благодаря успеху за границей, о произведениях Арсеньева вспомнили и в России. Он стал получать многочисленные отзывы на свои книги, что ещё сильнее убеждало его в необходимости оставить административную работу, и заняться научным и литературным трудом.

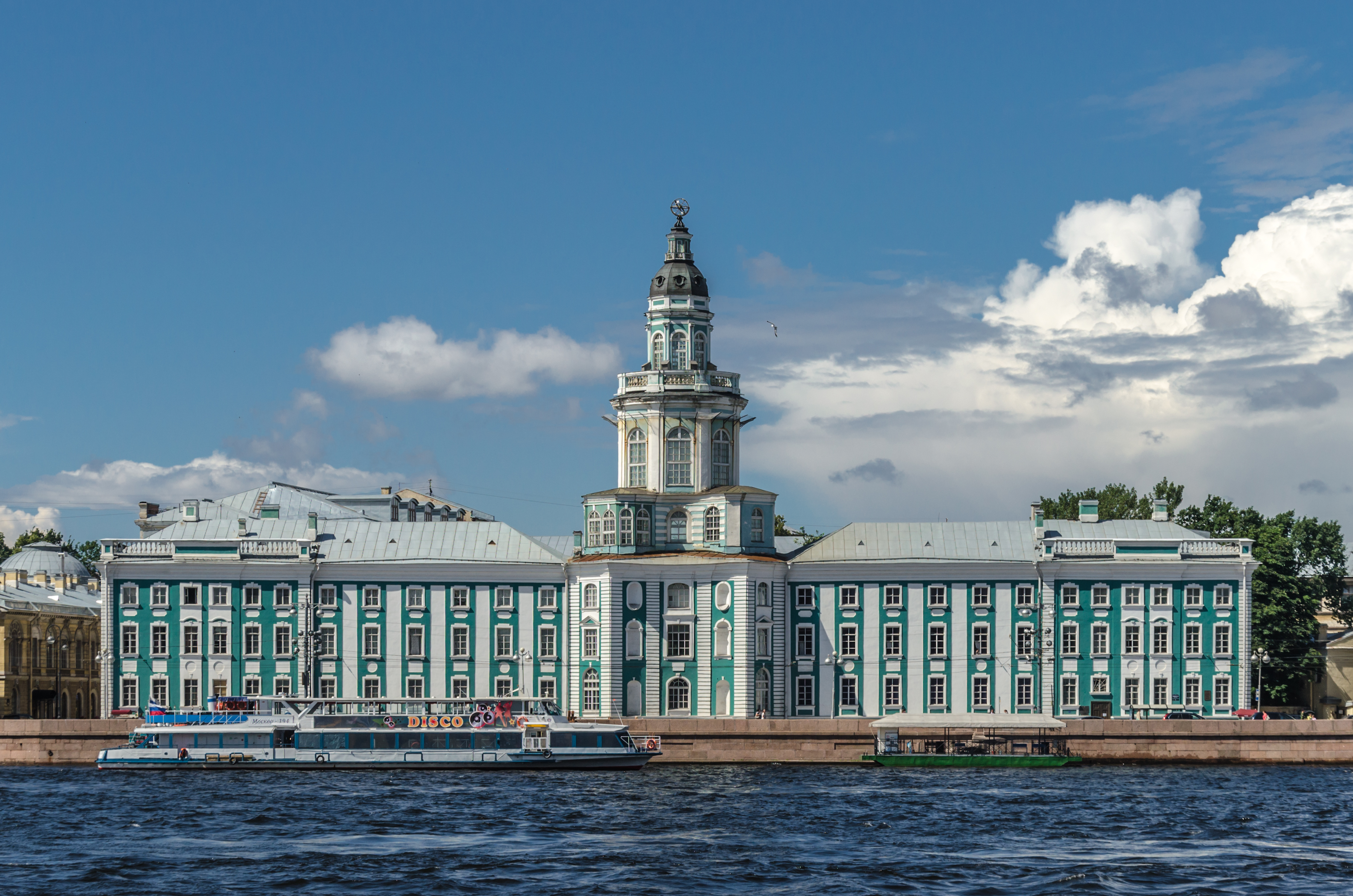
Музей антропологии и этнографии Академии наук (Кунсткамера) в Санкт-Петербурге

В сентябре — октябре 1925 года Арсеньев в качестве представителя Дальревкома и Приамурского отдела ГРГО находился в командировке в Москве и Ленинграде на праздновании 200-летнего юбилея Академии наук. При этом, из-за задержки в оформлении документов он опоздал на ленинградскую часть торжеств (5—11 сентября), приехав в Ленинград через день после их завершения. 13—15 сентября в Москве Арсеньев участвовал в московской части празднования, и пробыл там до конца сентября, вернувшись затем в Ленинград. Там Арсеньев, стараясь окончательно освободиться от постоянно возлагаемых на него на Дальнем Востоке обязанностей, чтобы закончить свою монографию «Страна Удэхе», подал заявление в Музей антропологии и этнографии Академии наук с просьбой зачислить его научным сотрудником. 2 октября его прошение было удовлетворено, и Арсеньев был избран научным сотрудником 1-го разряда. В конце октября он вернулся в Хабаровск, пообещав в ноябре переехать с семьёй в Ленинград, однако впоследствии он отказался от переезда: «Мне ещё рано садиться в музей. Пока есть силы, хочу поработать в поле», и 14 декабря по собственной просьбе был исключён из списка сотрудников МАЭ.
По возвращении из Ленинграда и Москвы Арсеньев был назначен председателем оргкомитета Первой конференции по изучению производительных сил Дальнего востока, и деятельно занялся её подготовкой. Конференция состоялась в апреле 1926 года, Арсеньев выступил на ней с несколькими докладами. Так и не добившись многочисленными просьбами от Хабаровского Исполкома выделения квартиры, в декабре 1925 года Арсеньев оставил должность директора Хабаровского музея, и с начала 1926 года начал попеременно жить то во Владивостоке, то в Хабаровске, вплоть до окончательного переезда во Владивосток летом 1926 года.

## Экспедиция 1927 года
В 1927 году Арсеньев совершил большую экспедицию по маршруту Советская Гавань — Хабаровск, описанную в книге «Сквозь тайгу» (1930).

Отмечая современность звучания этнографических трудов Арсеньева, нельзя оставлять в стороне противоречивость и ошибочность некоторых его положений, о чём ему указывали в своё время ведущие специалисты-этнографы страны, профессора Л. Я. Штернберг и В. Г. Богораз[прояснить].

## Смерть и похороны
Ты мой учитель, мой утешитель и друг,
Ты мой храм, моя родина —
Шумящий, шелестящий, тихий лес.

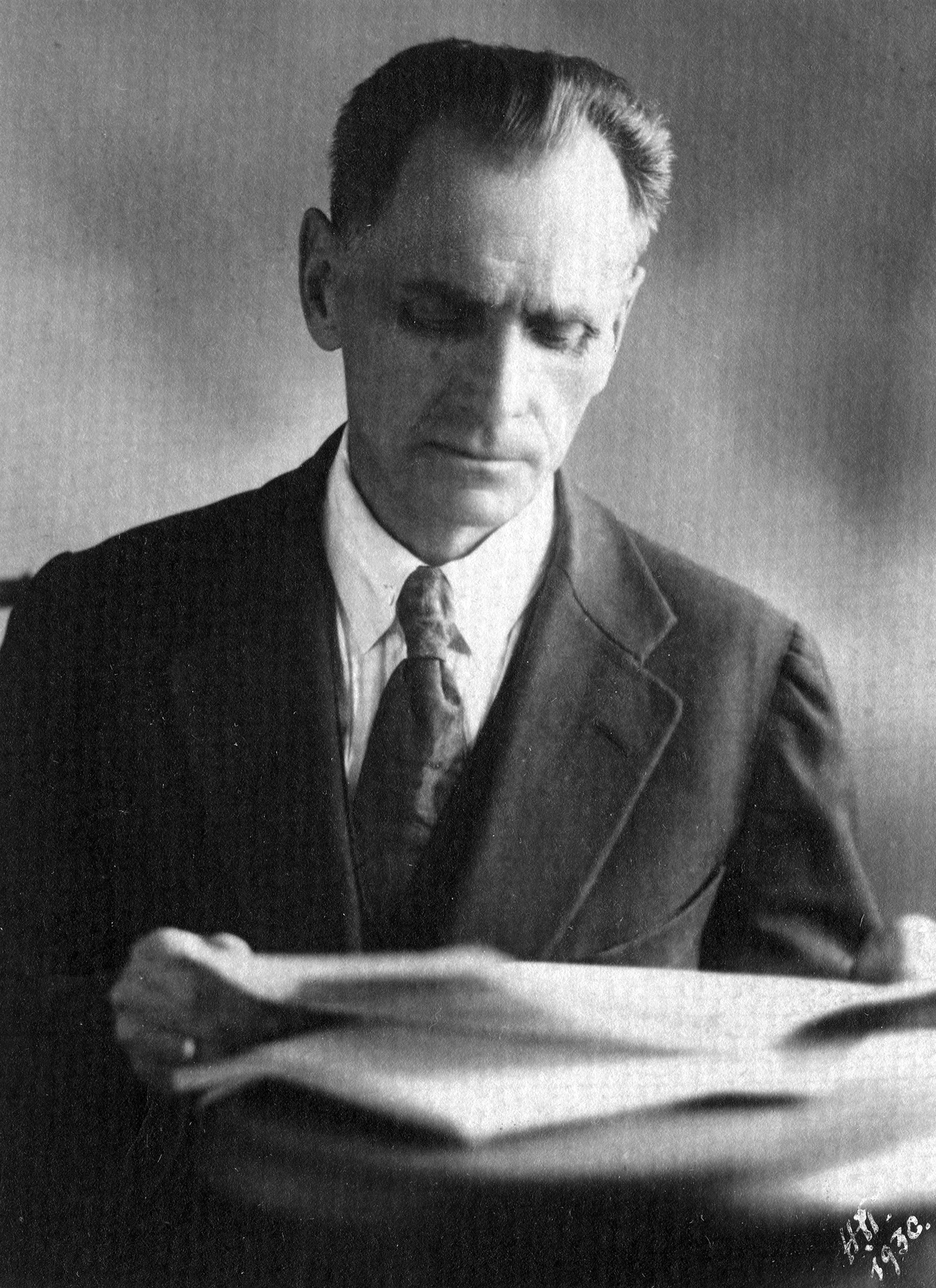
Одна из последних фотографий Владимира Арсеньева.
Владивосток, 1930 г.

7 января 1930 года Арсеньев подписал договор с правлением Уссурийской железной дороги, принял на себя обязанности начальника бюро экономических изысканий новых железнодорожных магистралей и стал начальником одновременно четырёх экспедиций, направлявшихся в районы планируемых железнодорожных линий. 19 июля 1930 года Владимир Арсеньев выехал из Владивостока в низовья Амура для инспектирования экспедиционных отрядов. В этой поездке он простыл и 26 августа вернулся домой больным. Его болезненное состояние не укрылось от близких, но он отказался сходить к врачу и принялся за отчёт о командировке. Ночь с 3 на 4 сентября была для Арсеньева последней. Он не смог уснуть, метался в бреду, просил усадить в кресле. Врач, вызванный за два часа до смерти Владимира Клавдиевича, нашёл его состояние не внушающим опасения. 4 сентября 1930 года в 15 часов 15 минут Владимир Клавдиевич Арсеньев умер от паралича сердца, вызванного крупозным воспалением лёгких.

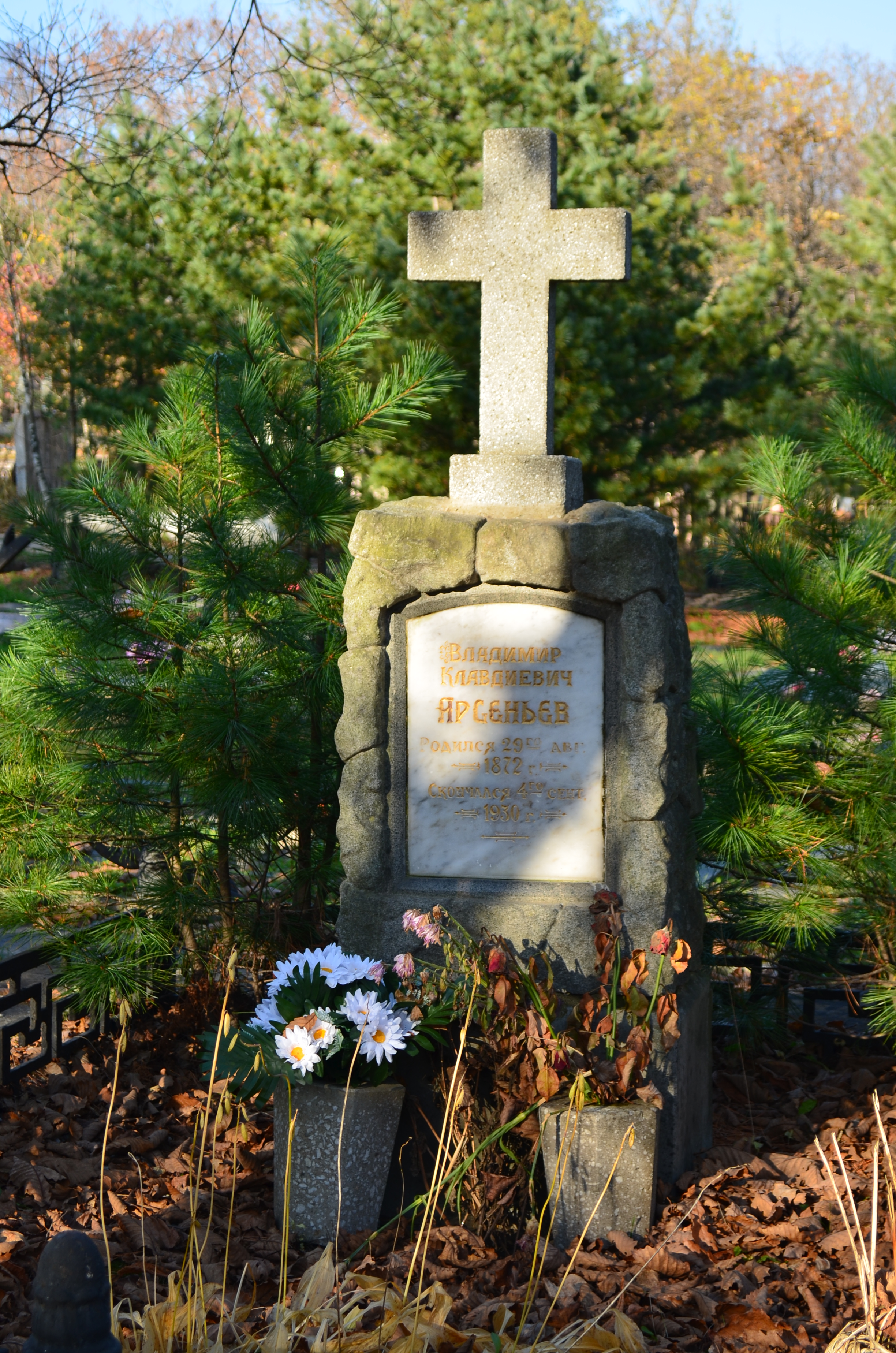
Могила Владимира Арсеньева на Морском кладбище Владивостока

Торжественные похороны состоялись вечером 6 сентября 1930 года при большом стечении народа. Во время траурной церемонии на последней квартире Арсеньева в доме № 7 на улице Фёдоровская (ныне улица носит имя Арсеньева) у гроба с телом В. К. Арсеньева стоял почётный караул от общественных организаций, играл духовой оркестр. После прощальной церемонии, которую посетили представители общественных и научных организаций, студенты, профессора и многие другие, гроб был доставлен на автомобиле на Вокзальную площадь. Там состоялся многотысячный траурный митинг, на котором выступали, в числе прочих, представители Окрисполкома, Академии наук СССР и Владивостокского университета. После митинга траурная процессия проследовала к Эгершельдскому кладбищу, где гроб с телом В. К. Арсеньева под музыку похоронного марша был опущен в могилу. В связи с ликвидацией Военного кладбища 18 октября 1954 года прах Арсеньева был перезахоронен на Морском кладбище Владивостока.
Вдова В. К. Арсеньева Маргарита Николаевна спустя несколько дней после похорон писала его сестре Вере Клавдиевне:
Хоронил его Окрисполком — на похоронах был весь город — несколько тысяч людей шло за гробом. Цветов и венков было горы. У гроба всё время стоял почётный караул от общественных организаций — хоронили с музыкой. Так, как его, здесь, на Дальнем Востоке, никого не хоронили. Всюду его портреты, и хотят ставить памятник. А у меня на душе такая тоска безысходная…
Смерть Владимира Клавдиевича Арсеньева всколыхнула широкие слои населения. Его память чтили в том числе и дальневосточные писатели и поэты. Даже спустя десять лет после его смерти советский поэт Г. М. Корешов написал проникновенное стихотворение-некролог:
Его я только дважды видел близко,
Запомнив навсегда суровые черты.
И десять лет спустя к подножью обелиска
Принёс не знавшие садовника цветы.
Они росли на скалах Да-дянь-Шаня,
И только в тех местах я их срывал,
Где следопыт, как говорят преданья,
Когда-то становился на привал.
А в удэгейском стойбище далёком
Седой старик мне дал большой букет:
— Снеси ему. В садах Владивостока
У вас цветов таких, наверно, нет…
И вот цветы лианою тугою
Я к обелиску крепко привязал,
Пусть хоть на миг запахнет здесь тайгою,
Где сделал он последний свой привал.Г. М. Корешов «У могилы Арсеньева»

## Посмертная травля
После смерти Арсеньева во владивостокской партийной газете «Красное знамя» от 16 июля 1931 года вышла уничижительная статья Г. В. Ефимова «В. К. Арсеньев как выразитель идеи великодержавного шовинизма», которая, вкупе с последующими «разоблачающими» статьями и критическими публикациями, серьёзно подорвала научный авторитет Арсеньева и положила начало посмертным гонениям.

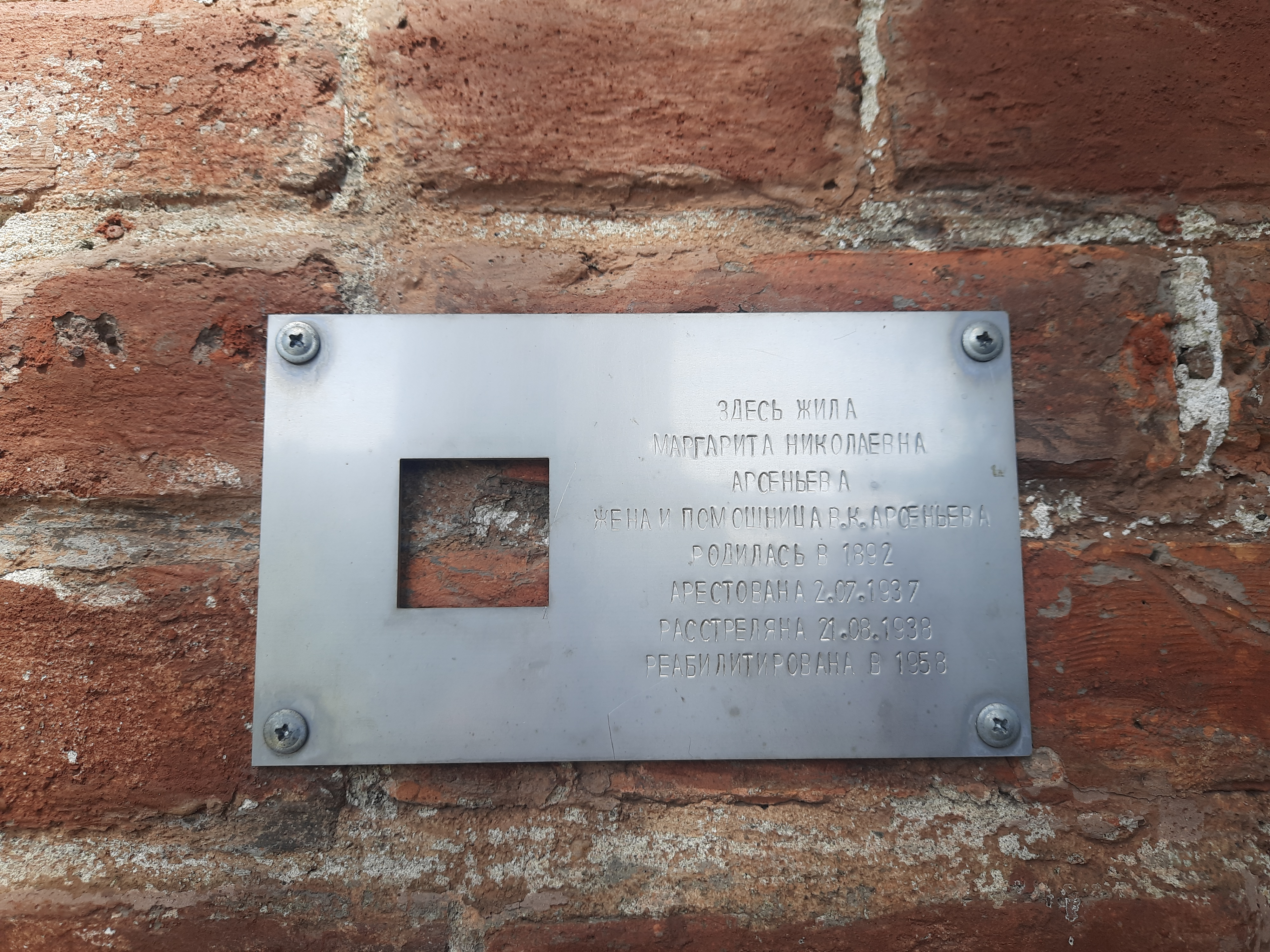
Табличка проекта «Последний адрес», посвященная Маргарите Николаевне Арсеньевой, Дом путешественника Арсеньева

Вдова путешественника Маргарита Николаевна Арсеньева была репрессирована. Её под давлением заставили признаться в клевете. 11 февраля 1935 года открылось заседание Военного трибунала Особой Краснознамённой Дальневосточной армии, М. Н. Арсеньеву спросили о секретном докладе: «Да, мой муж действительно писал доклад о Японской агрессии на ДВК, — подтвердила она, — и передал его бывшему председателю крайисполкома Крутову. Кажется, он посылал его и в Москву. После смерти Владимира Клавдиевича уполномоченный НКИД Гейсман просил, чтобы я поискала в архивах мужа, нет ли там черновика или каких-нибудь экземпляров этого доклада. Его надо было сдать, так как он секретный». По иронии судьбы покойного В. К. Арсеньева посчитали главой японской разведки в России. Его подозревали в сговоре с китайцами и японцами. Маргарита Арсеньева была расстреляна 21 августа 1938 года.
Дочь Наталья Владимировна неоднократно подвергалась репрессиям, её единственный ребёнок умер в младенческом возрасте.
Личный архив Арсеньева остался у его дочери, Натальи Владимировны Арсеньевой, у которой он был приобретён Приморским филиалом Географического общества СССР (ПФГО, бывшее Общество изучения Амурского края). После Великой Отечественной войны пропала его незаконченная рукопись «Страна Удеге», которую он писал 27 лет и редактировать которую согласился профессор Штернберг. Эта рукопись не обнаружена до сих пор.

## Научный вклад

### География
Дал описание рельефа Приморья и впервые детально обследовал горную систему Сихотэ-Алиня. Нашёл неизвестные истоки самых крупных рек Приморья и получил первые сведения об их глубинах, режимах течения. Занимался метеорологией: выделил две зоны с резко непохожим климатом и разделил их на подобласти с определёнными характеристиками. Также изучал зверей, птиц, рыб и растения Приморья.

### Этнография
Изучал быт и нравы коренного населения Дальнего Востока. Доказал, что нанайцы, удэгейцы, орочи — потомки древнего и исконного населения Дальнего Востока и Сибири.

## Награды
Ордена Российской империи

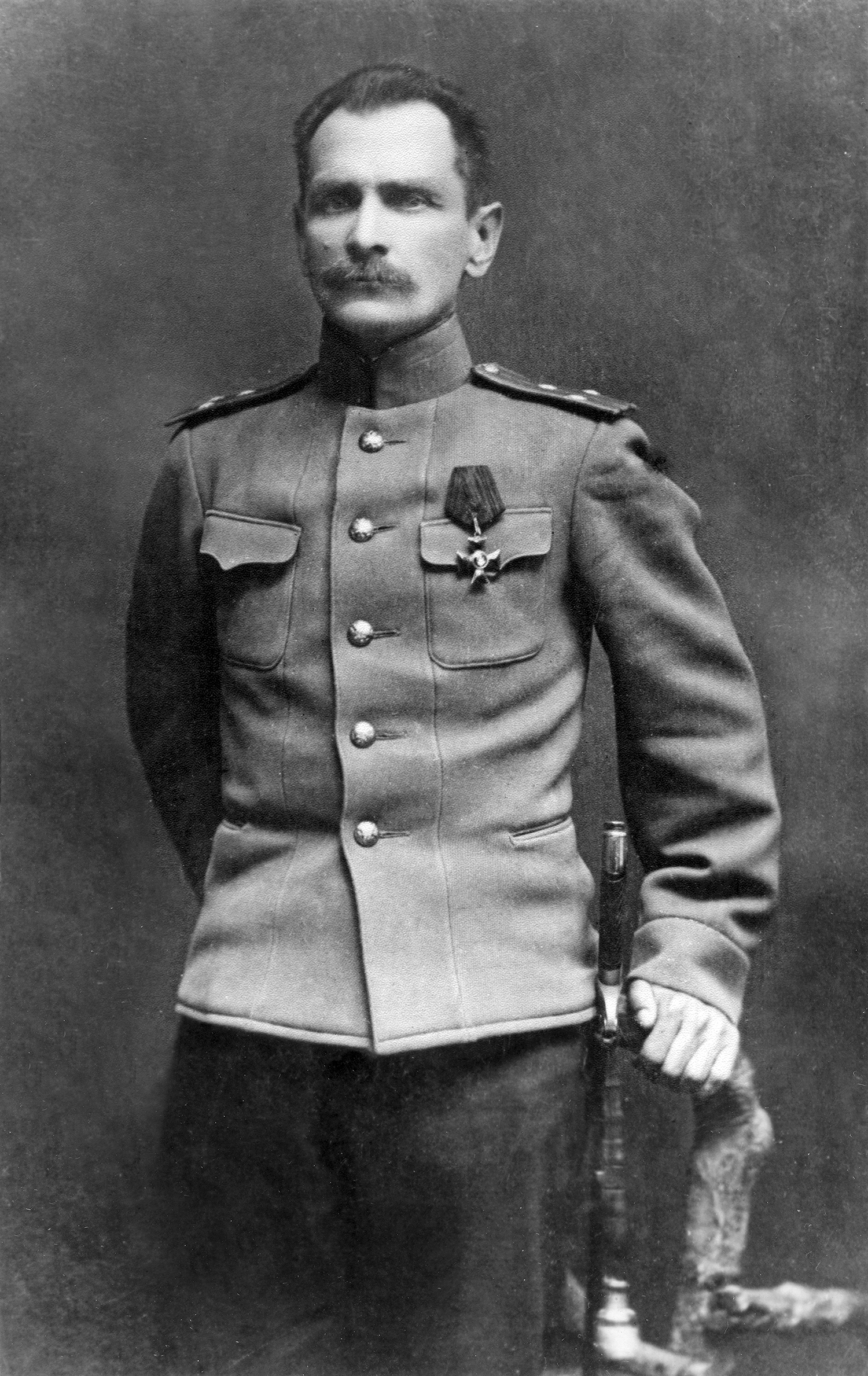
Подполковник Арсеньев со знаком ордена Святого Владимира 4-й степени. Сбоку эфеса шашки виден знак ордена Святой Анны 4-й степени и темляк из орденской ленты. Фотография 1917 г.

- Орден Святой Анны 4-й степени с надписью «За храбрость» (24 августа (6 сентября) 1904 года)[54] «…за отличия в делах против японцев…»
- Орден Святого Станислава 3-й степени (8 (21) июля 1905 года)[55] «…за отлично-усердную службу и труды, понесённые во время военных действий…»
- Орден Святой Анны 3-й степени (12 (25) июля 1905 года)[53] «…за отлично-усердную службу и труды, понесённые во время военных действий…»
- Орден Святого Станислава 2-й степени (5 (18) мая 1906 года)[70] «…за отлично-усердную службу…»
- Орден Святого Владимира 4-й степени (14 (27) октября 1907 года) — за проведение сихотэ-алинской экспедиции 1906 года[68]
- Орден Святой Анны 2-й степени (7 (20) мая 1916 года)[238]

Медали Российской империи
- Медаль «За поход в Китай» (1901)
- Медаль «В память русско-японской войны» (1906)
- Медаль «В память 100-летия Отечественной войны 1812» (1912)
- Медаль «В память 300-летия царствования дома Романовых» (1913)

Награды научных обществ
- Серебряная медаль Русского музея (5 (18) февраля 1911 года) — за подаренную музею этнографическую коллекцию[239]
- Малая серебряная медаль отделения этнографии ИРГО (1 (14) февраля 1912 года) — за прочитанные там доклады в 1911 году[97]
- Золотая медаль Амурского общества сельского хозяйства (28 сентября (11 октября) 1913 года) — за географические и этнографические труды по изучению Приамурского края[240]
- Премия РГО имени М. И. Венюкова в размере 1000 рублей (30 мая (12 июня) 1917 года) — за исследования на Дальнем Востоке (из-за Октябрьской революции осталась неполученной)[241]
- Диплом 1-й степени Главного выставочного комитета Всероссийской сельскохозяйственной и кустарно-промышленной выставки (20 октября 1923 года) — за руководство собиранием коллекций по быту народностей Дальнего Востока[242]

## Личность Арсеньева
Подробное описание внешности Арсеньева приводит его первая жена Анна Константиновна в своих воспоминаниях:
Роста Володя был высокого, так 178 сантиметров без каблуков. Худощавый, усы носил, сбрил их только в 1918 году. Усы мне не нравились, как у моржа. Лоб высокий, глаза серо-голубые, редкий цвет, в старости глаза стали светлыми, белыми, неприятными. Брови большие, нос прямой, губы тонкие, зубы мелкие, как у белки, подбородок волевой, шея тонкая была. Сам был крепыш, сухощавый, прогонистый… […] Волосы у Володи были светлый шатен; очень густые, когда мы поженились. […] Седеть он начал поздно, в 45 лет; обычные мужчины — в 35. Голос был выразительный, между баритоном и тенором. Володя часто бывал на воздухе, поэтому голос был звонкий. Плечи расправлял назад, ходил легко и быстро, сильные ноги.
Вплоть до революции 1917 года Арсеньев, даже после формального ухода с военной службы в 1911 году, носил в повседневной жизни военную форму — китель и фуражку, и только после революции стал одеваться в штатскую одежду, носить шляпу.
Занимаясь постоянным самообразованием, Арсеньев всю жизнь собирал библиотеку. По воспоминаниям современников, Арсеньев был щепетильно честным человеком, и даже в бытность службы офицером был доброжелателен к своим подчинённым — нижним чинам. Со многими из солдат — участников своих экспедиций Арсеньев поддерживал общение до конца жизни. В архиве путешественника сохранилось множество трогательных писем, написанных спутниками Арсеньева с фронта Первой мировой войны. Как правило, многие солдаты были безграмотными, и поэтому письма написаны их малограмотными сослуживцами под диктовку. При этом Арсеньев оставался армейским офицером — в 1916 году он имел чин подполковника, и столь тёплые отношения с нижними чинами были достаточно нетипичны для Российской империи начала XX века.

## Экранизации произведений
Впервые литературные произведения Арсеньева были экранизированы советским режиссёром Агаси Бабаяном в 1961 году: им был снят фильм «Дерсу Узала» по мотивам произведений Арсеньева «По Уссурийскому краю» и «Дерсу Узала». Роль Арсеньева исполнил актёр Адольф Шестаков, роль Дерсу Узала — Касым Жакибаев. Примечательно, что в фильме, обыгрывающем события 1902—1908 годов, Арсеньев показан без усов, хотя на самом деле он сбрил их только после революции, в 1918 году.
Спустя 14 лет после Агаси Бабаяна всемирно известный японский режиссёр Акира Куросава снял по мотивам книг Арсеньева свой одноимённый фильм (1975 г.), главные роли в котором исполнили Юрий Соломин (Арсеньев) и Максим Мунзук (Дерсу Узала). Фильм был удостоен премии «Оскар» за лучший фильм на иностранном языке. Судя по некоторым фразам в фильме, при создании фильма Акиры Куросавы использовались полные тексты книг Арсеньева, не издававшиеся при советской власти из-за цензурных соображений.
В 2011 году Издательским домом «Комсомольская правда» при поддержке Русского географического общества снят документальный фильм «Владимир Арсеньев. Капитан тайги» (из цикла «Первопроходцы Дальнего Востока»), режиссёр Александр Свешников, в роли Арсеньева Владимир Сунгоркин.
В 2007 году Издательство «Краски» выпустило в свет первое полное (не сокращённое) собрание сочинений В. К. Арсеньева по текстам дореволюционных прижизненных работ автора (однако на данный момент, 12 октября 2013 г., рассылка всех томов по подписке так и не завершена (из обещанных 7 томов разослано подписчикам от 3 до 4 томов), на текущий момент сайт издательства и сайт, посвящённый собранию сочинений, не функционируют).

## Память
- Главный музей Приморского края, находящийся во Владивостоке, носит имя Владимира Арсеньева. Также в городе функционирует дом-музей «Дом путешественника», в котором жил В. Арсеньев с семьёй.
- Именем Арсеньева названы ледник на северном склоне Авачинской сопки, гора в Приморском крае, приморский город, стоящий в долине переименованной в его честь реки Даубихе (Арсеньевка), центральная улица приморского посёлка Кавалерово, улицы и переулки в других населённых пунктах Дальнего Востока.
- В честь В. К. Арсеньева названа гора на Курильских островах (гора Арсеньева, Курильские острова, остров Парамушир)[247].
- Бюсты установлены в Музее землеведения МГУ[248], на территории и в здании Арсеньевского городского музея. В 1970-е годы на сопке Увальной у г. Арсеньева поставлен комплекс из барельефа с художественным образом Дерсу Узала и ростового памятника Арсеньеву (см. фото в статье).
- В 1990 году имя Владимира Клавдиевича Арсеньева было присвоено пассажирскому теплоходу — флагману Амурского речного пароходства (прежнее название «30 лет ГДР»).
- В честь Арсеньева назван представитель бокоплавов, обитающий в источниках долины реки Хор, — Crangonyx arsenjevi[13].
- В память об Арсеньеве названы род травянистых растений Арсеньевия (Arsenjevia Starod.) из семейства Лютиковые, включающий пять видов[249], и один из видов мятлика — мятлик Арсеньева (Poa arsenjevii Prob.), найденный в 1984 году в верховьях ключа Белого (бассейн реки Рудной) возле посёлка Краснореченский Дальнегорского района[250]. Однако международным сообществом эти названия растений не признаны: так, все представители рода Арсеньевия сейчас относятся к обширному роду Ветреница (Anemone)[249].
- Именем Владимира Арсеньева назван самолёт DHC-6 авиакомпании «Аврора»[251].
- В горном массиве Хибины (Мурманская область) в честь исследователя названы перевалы Восточный и Западный Арсеньева.
- В декабре 2018 года учреждена ежегодная всероссийская литературная премия «Дальний Восток» имени В. К. Арсеньева[252].
- Указом президента от 31 мая 2019 года именем В. К. Арсеньева был назван международный аэропорт Владивостока.
- Во Владивостоке на кольце фуникулёра 31 августа 2022 года установлен памятник В. К. Арсеньеву[253].

Памятник в Арсеньеве
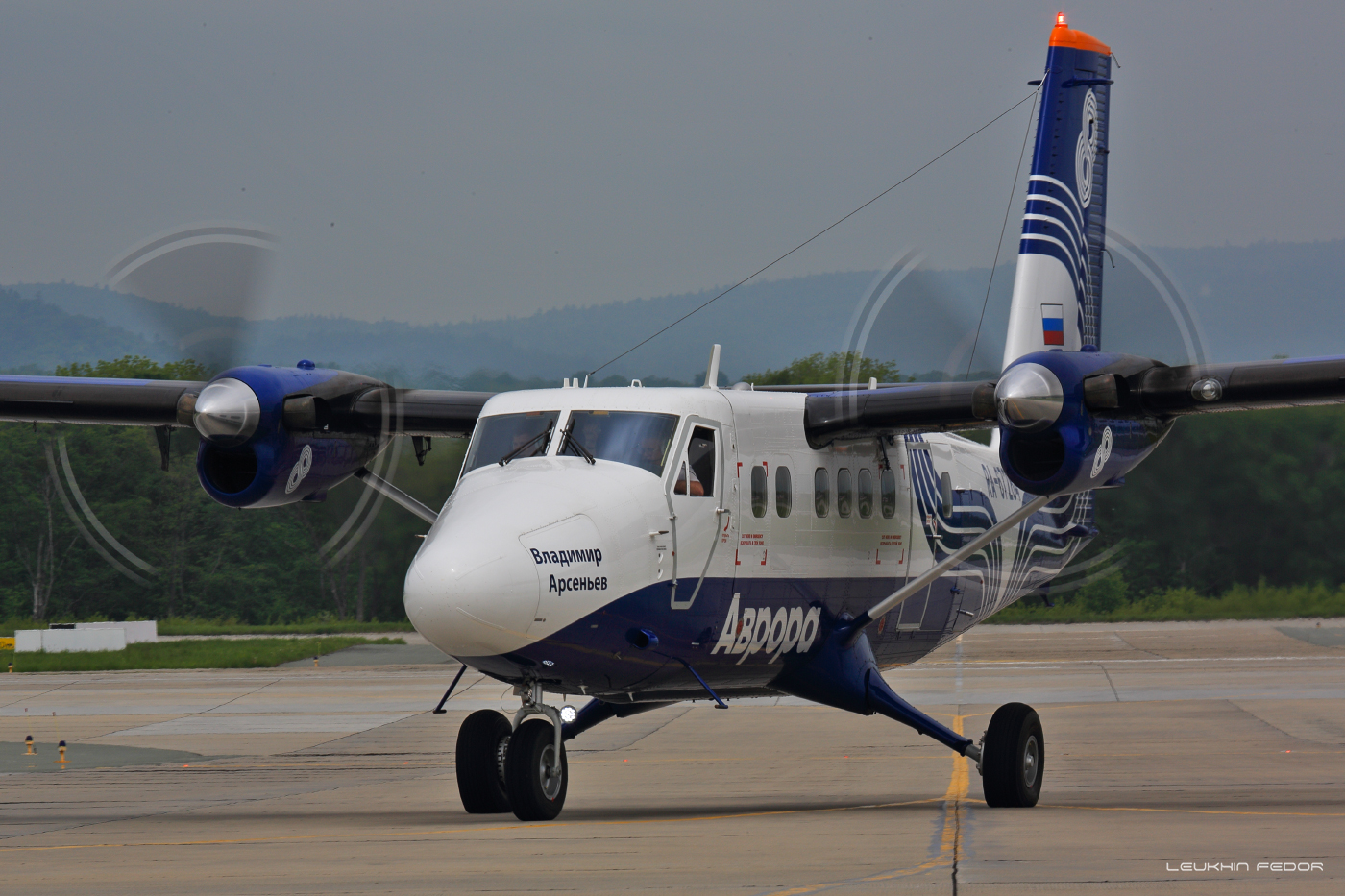
Самолёт DHC-6 «Владимир Арсеньев» авиакомпании «Аврора»
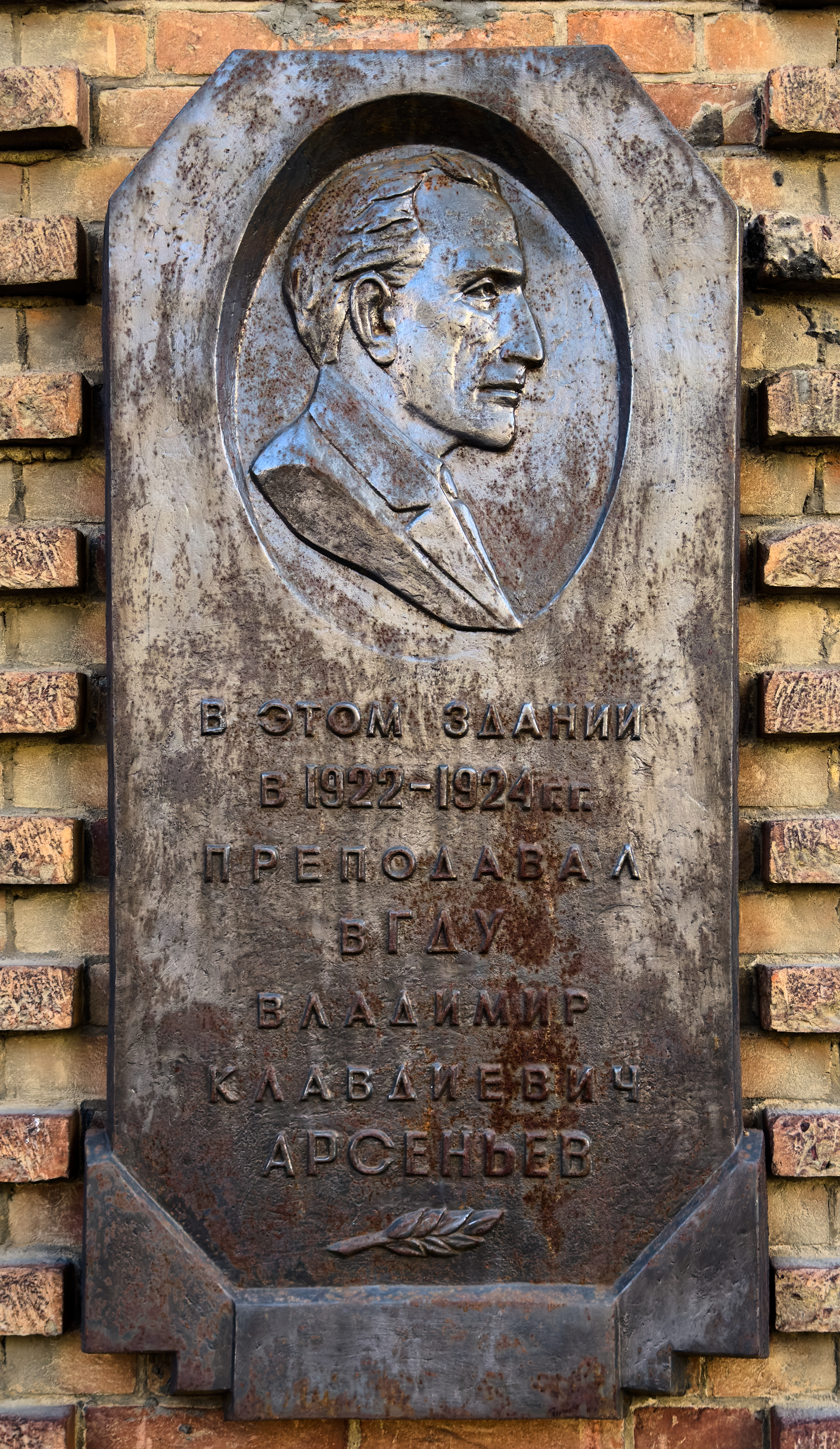
Памятная табличка на здании Восточного института
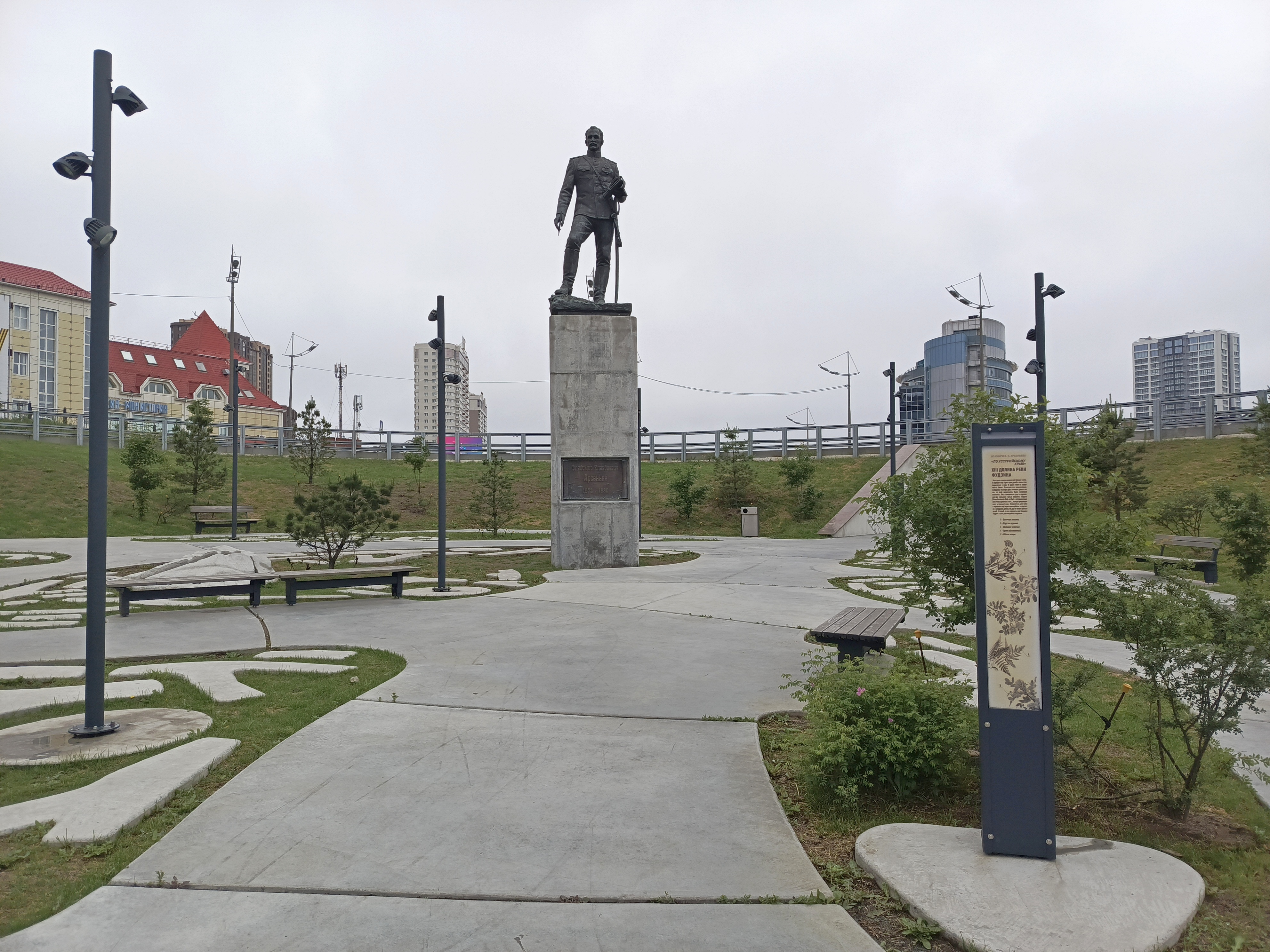
Памятник во Владивостоке
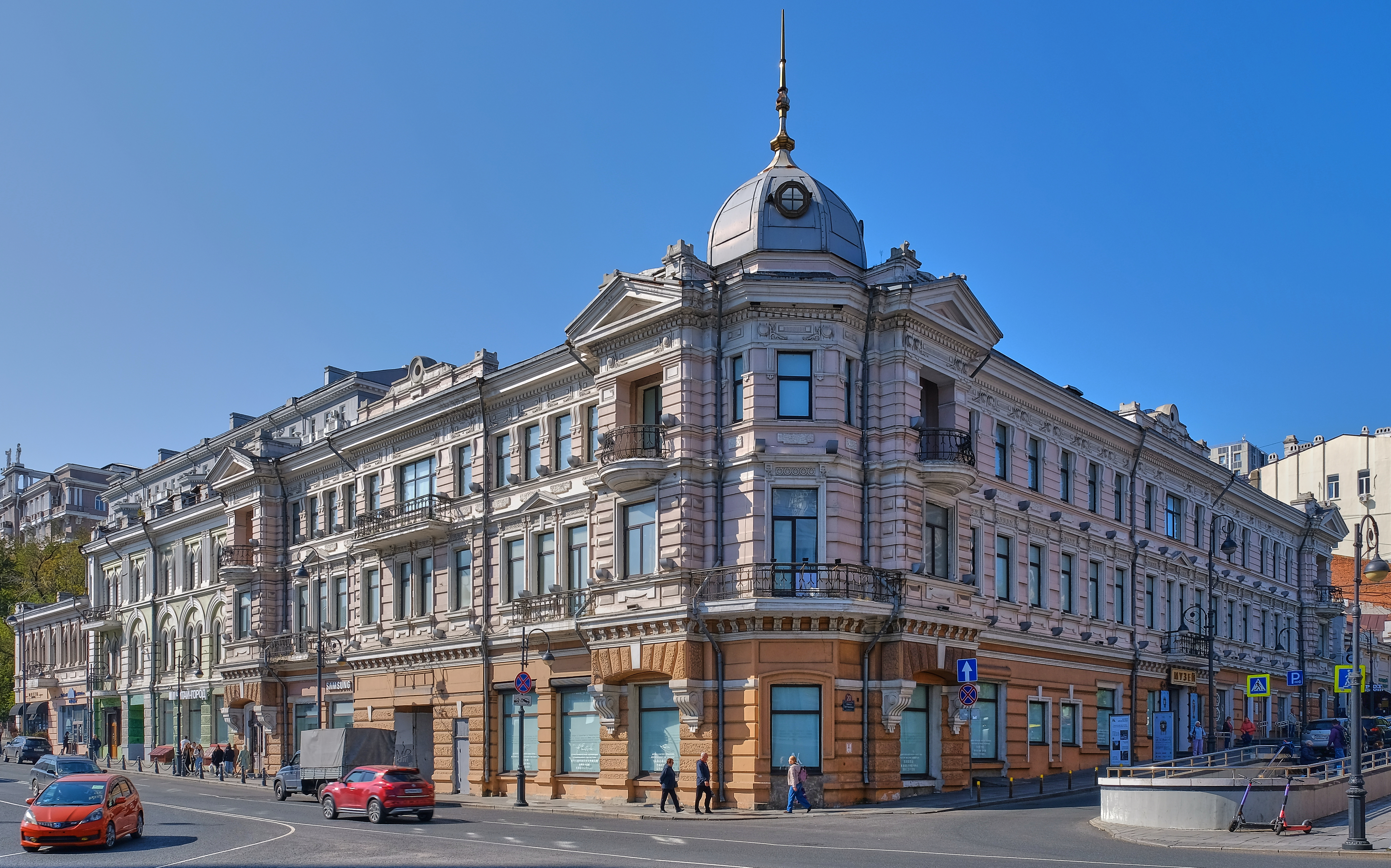
Главное здание Музея истории Дальнего Востока

### Комментарии
1. ↑  10 (23) октября 1917 года (за месяц до утверждения декрета об уничтожении сословий и гражданских чинов) подполковник В. К. Арсеньев уволен с военной службы «для определения по статским делам» с переименованием (по выслуге лет) в коллежские советники (гражданский чин 6 класса), что, согласно табели о рангах, соответствовало чину полковника в армии, однако фактически полковником Арсеньев никогда не являлся вследствие увольнения со службы[8][9]. Вопреки этому очевидному факту, в некоторых документах советской эпохи и книгах Арсеньева нередко называют полковником, что не соответствует действительности[10].
2. ↑  Также встречается: Гаппмайер, Гапмейер и Гот Майер[25].
3. ↑  Гнилым Углом называлось сырое, вечно туманное место в конце бухты Золотой Рог, в районе нынешних улиц Луговая и Спортивная, вдоль реки Объяснения[44][45].
4. ↑  Другой вариант произношения — Дзен-Пау (в переводе с китайского — «охотничий старшина»). Настоящее имя — Чан-Гин-чин[75].
5. ↑  То есть, 40 вёрст в одном дюйме, что приблизительно равно 17 километрам в одном сантиметре (1:1679921).
6. ↑  Согласно статье 197 Устава Торгового, на русских судах дозволялось иметь иностранных матросов до ¼ части экипажа. Законом от 22 января (4 февраля) 1911 года временно, до 1 (14) января 1913 года, на судах, совершающих рейсы между портами Тихого океана и прилегающих к нему морей, разрешалось иметь до половины экипажа иностранных матросов[113].
7. ↑  По личной оценке В. К. Арсеньева, им было задержано и выселено не более 40% от всего китайского и корейского населения побережья[116].
8. ↑  Эта организаций, сменив несколько названий, стала широко известна как «Дальрыба»[175].
9. ↑  Точная дата избрания неизвестна, однако это не могло случиться позже 1919 года[142].
10. ↑  Командир Американского экспедиционного корпуса генерал-майор Уильям Грейвс проводил в Приморье политику «невмешательства во внутренние дела России» и «полного нейтралитета» — одинакового отношения к колчаковским силам и красным партизанам.
11. ↑  Точная дата свадьбы неизвестна, однако она могла быть не ранее 4 июня 1919 года. Высказываются предположения, что свадьба могла быть сыграна 16 июля 1919 года[189].
12. ↑  Поскольку, ввиду территориальной отдалённости, новости доходили до Командорских островов с опозданием в месяцы или даже годы, сообщается[207], что Арсеньев, как один из первых советских людей, посетивших Командорские острова, счёл нужным доставить туда также советские газеты, советский кодекс законов о труде, уголовный кодекс РСФСР и прочие инструкции и брошюры[208].

### Основные издания
- Арсеньев В. К. Краткий военно-географический и военно-статистический очерк Уссурийского края 1901—1911 гг. — Хабаровск: типография Штаба Приамурского военного округа, 1912. — 335 с.
- Арсеньев В. К. Китайцы в Уссурийском крае. Очерк историческо-этнографический // Записки Приамурского отдела Императорского Русского Географического Общества. — Хабаровск: типография канцелярии приамурского генерал-губернатора, 1914. — Т. X, вып. 1. — 203 с.
- Арсеньев В. К. По Уссурийскому краю (Дерсу Узала). Путешествие в горную область Сихотэ-Алинь / Предисл. авт. и П. Шкуркина. — Владивосток: Типография «Эхо», 1921. — 280 с.
- Арсеньев В. К. Дерсу Узала. Из воспоминаний о путешествии по Уссурийскому краю в 1907 г. — Владивосток: Свободная Россия, 1923. — 256 с. — (Библиотека Свободной России № 20).
- Арсеньев В. К. Искатели жень-шеня в Уссурийском крае. — Владивосток: Книжное дело, 1925. — 22 с.
- Арсеньев В. К. В дебрях Уссурийского края / Предисл. авт.; Рис. С. И. Яковлева. — Владивосток: Книжное дело, 1926. — 464 с.
- Арсеньев В. К. Лесные люди удэхейцы. — Владивосток: Книжное дело, 1926. — 48 с.
- Арсеньев В. К., Титов Е. И. Быт и характер народностей Дальневосточного края. — Владивосток: Книжное дело, 1928. — 83 с.
- Арсеньев В. К. Сквозь тайгу. Путевой дневник экспедиции по маршруту от Советской Гавани к городу Хабаровску. — М.—Л.: Молодая гвардия, 1930. — 195 с.
- Арсеньев В. К. В горах Сихотэ-Алиня. Очерк экспедиции Приамурского отдела РГО с 24 июля 1908 г. по 20 января 1910 г. — М.: Молодая гвардия, 1937. — 277 с.
- Арсеньев В. К. Жизнь и приключения в тайге / сост. и прим. М. К. Азадовский, под общ. ред. С. В. Обручева. — М.: Географгиз, 1957. — 286 с.
- Арсеньев В. К. Русско-орочский словарь: Материалы по языку и традиционной культуре орочей и удэгейцев / Сост. А. Х. Гирфанова, Н. Л. Сухачёв. — СПб.: Филологический факультет СПбГУ, 2008. — 495 с. — ISBN 978-5-8465-0755-5.
- Арсеньев В. К. Встречи в тайге: рассказы для детей. / Переизд. (неполное). 150-летию Владимира Клавдиевича Арсеньева посвящается. Изд. с доп. реальностью. — Владивосток: Русский остров, 2021. — 71 с., ил.(+вкладка: В. К. Арсеньев. Биографические заметки. По материалам профессора Ф. Ф. Аристова. — 22 с.)
- Арсеньев В. К. Встречи в тайге. Сост. и обр. И. И. Халтурин; коммент. Т. Л. Сафронова, А. В. Тихонов. — М.: Изд. АСТ, 2022. — 188 с., ил. (Самые лучшие рассказы о живой природе с вопросами и ответами для почемучек)
- Арсеньев В. К. Избранное. — Хабаровск: КГБНУК «Дальневосточная государственная научная библиотека», 2022. — 464 с., ил. (К 150-летию В. К. Арсеньева) ISBN 978-5-88570-466-3
- Арсеньев В. К., Титов Е. И. Быт и характер народностей Дальневосточного края; Арсеньев В. К. Китайцы в Уссурийском крае: очерк историческо-этнографический./ Приложения: исторические статьи В. К. Арсеньева и топонимика от Г. Г. Левкина./ Репринт. изд. Сост. К. А. Пронякин. — Хабаровск: ХКО РГО, 2022. — 295 с., ил. (К 150-летию В. К. Арсеньева)

### Собрания сочинений
- Сочинения: В 6 т. / Отв. ред. М. Н. Самунин; Вступ. ст. А. И. Куренцова и М. Н. Мамунина. — Владивосток: Примиздат, 1947—1949.

Т. 1: По Уссурийской тайге. — 1947. — XXVI, 398 с., 2л. портр.: карт. ил., карт.
Т. 2: По Уссурийскому краю; Дерсу Узала. — 1947. — XXII, 308 с.: ил., карт.
Т. 3: В горах Сихотэ-Алиня. — 1947. — XXIV, 283 с.: ил., карт.
Т. 4: Сквозь тайгу. Фальшивый зверь. Восхождение на Авачинский вулкан. Охота на соболя. Быгин-Быгинен. Гора Лао-хутун. Искатели женьшеня в Уссурийской тайге. Тихоокеанский морж. Материалы по изучению древнейшей истории Уссурийского края. Памятники старины в Уссурийском крае и Маньчжурии. — 1947. — VII, 332 с.: ил.
Т. 5: Краткий географический очерк Уссурийского края. Ледниковый период и первобытное население Восточной Сибири. Лесные люди — удэхейцы. Два доклада (прочитаны на заседаниях О-ва русских ориенталистов): Краткий физико-географический очерк бассейна реки Амура; Шаманство у сибирских инородцев и их анимистические воззрения на природу. — 1948. — 221 с., 2 л. портр.
Т. 6: Рассказы и очерки. Неопубликованные рассказы и очерки. Научные и научно-организационные статьи. Письма и переписка. — 1949. — 303 с.: ил. — Прил.
- Сочинения. Том I. По Уссурийскому краю. Дерсу Узала. Очерки и рассказы. Ред. Н. М. Рогаль. Худож. Я. Дуфин. — Хабаровск: Дальневосточное гос. изд., 1948. — 588 с.
- Сочинения. Том II. В горах Сихотэ-Алиня. Сквозь тайгу. Очерки и рассказы. Ред. Н. М. Рогаль. Худож. Я. Дуфин. — Хабаровск: Дальневосточное гос. изд., 1949. — 460 с.
- Избранные произведения в 2 т./ Вступ. ст. В. Гуминского. — М.: Сов. Россия, 1986.

Т. 1: По Уссурийскому краю; Дерсу Узала. — 576 с.;
Т. 2: В горах Сихотэ-Алиня; Сквозь тайгу. — 416 с.
- Избранные произведения. В. 2-х т. т. Хабаровское издание

Т. 1. По Уссурийскому краю. Дерсу Узала. Отрывок: Китайцы в Уссурийском крае/ Вступ. ст. И. Кузьмичева. — Хабаровск: Кн. изд., 1997. — 656 с., ил.
Т. 2. В горах Сихотэ-Алиня. Сквозь тайгу. Дневник, очерки, статьи/ Вступ. ст. И. Кузьмичева. — Хабаровск: Кн. изд., 1997. — 624 с., ил.
- Собрание сочинений в 7 т. т. Литературно-художественное изд. (вышло 4 т.)

Т. 1. Ч. 1. Путешествие в горную область Сихотэ-Алинь. — Владивосток: Изд-во Краски, 2007. — 200 с.
Т. 1. Ч. 2. Путешествие в горную область Сихотэ-Алинь. — Владивосток: Изд-во Краски, 2007. — 190 с.
Т. 2. Ч. 1. Из воспоминаний о путешествии по Уссурийскому краю в 1907 г. — Владивосток: Изд-во Краски, 2008. — 146 с.
Т. 2. Ч. 2. Из воспоминаний о путешествии по Уссурийскому краю в 1907 г. — Владивосток: Изд-во Краски, 2008. — 154 с.
Т. 3. Работа представляет собою дневник В. К. Арсеньева, переработанный им незадолго до его смерти для печати, но еще окончательно автором не отредактированный. — Владивосток: Изд-во Краски, 2008. — 232 с.
Т. 4. Сквозь тайгу. Искатели жень-шеня в Уссурийском крае. За соболями. Дорогой хищник. В кратере вулкана. — Владивосток: Изд-во Краски, 2009. — 226 с.
- Собрание сочинений в 6 томах / Под ред. ОИАК. — Владивосток: Тихоокеанское издательство «Рубеж», 2007—2011. — ISBN 978-5-85538-030-9.

Т. 1: По Уссурийскому краю; Дерсу Узала / Ред. тома И. Н. Егорчев. — 2007. — 704 с. — ISBN 978-5-85538-031-6.
Т. 2: Жизнь и приключения в тайге; В горах Сихотэ-Алиня; Зимний поход по реке Хунгари; Сквозь тайгу / Ред. тома И. Н. Егорчев. — 2-е доп. издание. — 2011. — 608 с. — ISBN 978-5-85538-032-3.
Т. 3: Научно-практические публикации, отчёты, доклады. 1906—1916 гг. / Ред. тома В. Н. Соколов, И. Н. Егорчев. — 2012. — 784 с. — ISBN 978-5-85538-065-1.
- Полное собрание сочинений в 6 т. т. Авт. предисл. И. С. Кузьмичев.

Т. 1. По Уссурийскому краю. Дерсу Узала. Сост.: Н. С. Воробьев, А. В. Колесов. — 2-е изд., испр. и доп. — Владивосток: Тихоокеанское изд. Рубеж, 2020. — 912 с., ил.
Т. 2. Жизнь и приключения в тайге. В горах Сихотэ-Алиня. Сквозь тайгу. Очерки и рассказы об экспедициях 1908—1910 и 1927 г. г. Сост.: Н. С. Воробьев, А. В. Колесов. — 2-е изд., испр. и доп. — Владивосток: Тихоокеанское изд. Рубеж, 2020. — 880 с., ил.
Т. 3, кн. 1. Научно-практические публикации, отчеты, доклады. 1906—1917 г. г. Сост.: Н. С. Воробьев, А. В. Колесов. — 2-е изд., испр. и доп. — Владивосток: Тихоокеанское изд. Рубеж, 2020. — 688 с., ил.
Т. 3, кн. 2. Научно-практические публикации, отчеты, доклады. 1906—1917 г. г. Сост.: Н. С. Воробьев, А. В. Колесов. — 2-е изд., испр. и доп. — Владивосток: Тихоокеанское изд. Рубеж, 2020. — 656 с., ил.
Т. 4, кн. 1. Научно-практические публикации, отчеты, доклады. 1918—1930 г. г. Сост.: Н. С. Воробьев, А. В. Колесов, А. А. Хисамутдинов. — Владивосток: Тихоокеанское изд. Рубеж, 2020. — 848 с., ил.
Т. 4, кн. 2. Научно-практические публикации, отчеты, доклады. 1918—1930 г. г. Сост.: Н. С. Воробьев, А. В. Колесов, А. А. Хисамутдинов. — Владивосток: Тихоокеанское изд. Рубеж, 2020. — 840 с., ил.
Т. 5, кн. 1. Дневники 1906 и 1907—1908 гг. / ред. Н. С. Воробьёв. — Владивосток: Тихоокеанское изд-во «Рубеж», 2022. — 720 с., ил.
Т. 5, кн. 2. Дневники «Юбилейной» экспедиции 1908—1910 гг. / ред. Н. С. Воробьёв. — Владивосток: Тихоокеанское изд-во «Рубеж», 2022. — 600 с., ил.
Т. 6, кн. 1. Дневники 1912—1930 гг. Избранные письма / ред. Н. С. Воробьёв. — Владивосток: Тихоокеанское изд-во «Рубеж», 2022. — 952 с., ил.

### На иностранных языках
- Arsenjew W. K. In der Wildnis Ostsibiriens. Forschungsreisen im Ussurigebiet von Prof. Wladimir K. Arsenjev = По Уссурийскому краю; Дерсу Узала / Ubers. von Franz Daniel. — Berlin: A. Scherl, 1924. — Bd. 1—2.
- Arsenjew W. K. Russen und Chinesen in Ostsibirien = Китайцы в Уссурийском крае / Ubers. von Franz Daniel. — Berlin: A. Scherl, 1926. — 228 S.
- Arseniev V. K. Dersu the Trapper = В дебрях Уссурийского края / Transl. from the Russian by Malcolm Burr. — London, 1941. — 351 p.
- Arseniev V. K. La taiga de L'Oussouri: mes expeditions avec le chasseur Gold Dersou = В дебрях Уссурийского края / Traduit par le Pierre P. Wolkonsky. — Paris: Payot, 1939. — 313 p. — (Biblioteque).